# تاریخ ایران
این مقاله به تاریخ ایران بزرگ (همچنین ایران‌زمین یا ایران‌شهر) شامل محدودهٔ جغرافیایی و حوزه تمدنی فلات ایران و جلگه‌های مجاور آن، شامل ایران، بخش بزرگی از قفقاز و آسیای مرکزی می‌پردازد. کاربرد تاریخی ایران تمام مرزهای سیاسی کشوری که تحت تسلط ایرانیان بود همچو بین‌النهرین و اغلب ارمنستان و جنوب قفقاز را هم در بر می‌گیرد.
هنگامی که سخن از تاریخ ایران می‌رود، باید به این نکته توجه داشت که آیا منظور تاریخ اقوام و مردمانی است که از آغاز تاریخ تاکنون در مرزهای سیاسی ایران امروزی زیسته‌اند یا تاریخ اقوام و مردمانی است که خود را به نحوی از انحاء ایرانی می‌خوانده‌اند و در جغرافیایی که دربرگیرندهٔ ایران امروز و سرزمین‌هایی که از دیدگاه تاریخی بخشی از ایران بزرگ (ایرانشهر) بوده‌ زیسته‌اند.
ایران
گاه تاریخ ایران را از ورود آریایی‌ها که نام ایران نیز از ایشان گرفته شده‌ است، به فلات ایران آغاز می‌کنند؛ ولی این به این معنی نیست که فلات ایران تا پیش از ورود ایشان خالی از سکنه یا تمدن بوده‌ است. پیش از ورود آریاییان به فلات ایران تمدن‌های بسیار کهنی در این محل شکفته و پژمرده شده بودند و تعدادی نیز هنوز شکوفا بودند. برای نمونه تمدن نوشیجان در ملایر، تمدن سیلک (در کاشان)،
تمدن شهر سوخته (در سیستان)،
تمدن جیرفت (در جیرفت)،
تمدن الیپی و لولوبیان (در کرمانشاه)،
تمدن ایلام (در ایلام و شمال خوزستان)،
تمدن اورارتو به‌ترتیب اهمیت (در سردشت، اشنویه، ارومیه، مهاباد و شبستر)،
تمدن منائیان (در بوکان، کُردستان و جنوب آذربایجان غربی)،
تمدن حسنلو (در نقده)،
تمدن ربط (در سردشت)،
تمدن دﻳﻨﺨﻮاه (در اشنویه)،
تمدن پارسوا (در پیرانشهر)،
تمدن زیویه (در سقز)،
تمدن تپه اسکندری (در شهر کُرد)،
تمدن گیان (در نهاوند همدان)،
تمدن تپه‌ شهداد (در کرمان)،
تمدن کاسی‌ها (در کرمانشاه و کوهدشت، لرستان)، و
تمدن تپورها در طبرستان (مازندران) در سرزمین ایران بودند.

قلمرو ایران در زمان سلسله‌های متفاوت

در حدود ۱۰۰۰ سال قبل از میلاد، آریایی‌ها در سه گروه مادها، پارس‌ها و پارت‌ها به سرزمین ایران مهاجرت کردند. در آن زمان، این کشور "ایران"، به معنی سرزمین آریایی‌ها نامیده شد. پارس‌ها، نیاکان فارس‌های امروزی، در نواحی مرکزی ایران کنونی اسکان یافتند. مادها (نیاکان آذربایجانی‌ها و کُردهای امروزی)، در منطقه‌ای سکنی گزیدند که شامل همدان کنونی در شرق، کردستان در غرب و منطقه آذربایجان در شمال می‌شد. قلمرو مادها از جنوب به اصفهان، یکی از سکونتگاه‌های پارس‌های هخامنشی منتهی‌ می‌شد. حدود سرزمین پارت به طور دقیق منطبق بر استانهای سه‌گانه خراسان امروزی در ایران بود و گستره آن از ایران و این سه استان فراتر نمی‌رفت به طوری که سرزمین پارت از شمال با رشته‌کوه کپه‌داغ (امروزه مرز ایران و ترکمنستان)، از جنوب با کویر دشت کویر، از غرب با سرزمین ماد، از شمال‌غربی با گرگان، از شمال‌شرقی‌ با مرو و از شرق با هوریوا هم‌مرز بود.

## جغرافیای تاریخی
برتولد اشپولر می‌گوید، ایران واقعاً یک واحد سرزمینی یک‌پارچه و معین نبود و اطلاعاتی که تا امروز باقی مانده‌اند، نه واضح هستند و نه از دقت کافی برخوردارند که بفهمیم مرزهای ایران کدام مناطق بوده‌ است و تنها می‌شود به تصویری ذهنی و حدودی اکتفا کرد. برخی مرزهای طبیعی مثل زاگرس و امتداد آن در قفقاز را می‌شود منطبق با مرزهای ایران پس از اسلام دانست. اران، ارمنستان و آذربایجان نیز تا کنارهٔ بیلقان و دربند، در ساحل غربی خزر، جزئی از این نواحی بود. در کرانه‌های جنوبی دریای مازندران، سرزمین‌های دیلم، گیلان و مازندران از لحاظ سیاسی، چه پیش از اسلام و چه پس از اسلام، دارای استقلال بودند ولی از نظر جغرافیایی بخشی از ایران به‌شمار می‌آمدند. مکران و بلوچستان تا ۹۲۵ میلادی مسلمان نشده بودند و جزئی از ناحیه سند به‌شمار می‌آمدند. در کرانهٔ شمالی خلیج فارس، اعراب ساکن شده بودند و رفت و آمد و ارتباط با کرانهٔ مقابل عربی همیشه بسیار پویا بود و ادامه داشت. مرز از دهانه فرات و دجله (شط العرب) به شرق واسط تا غرب اهواز می‌رسید و این بخشی از ایران محسوب می‌شد تا به امتداد خط الراس کوه‌های زاگرس بپیوندد.

## ایران پیش از تاریخ
دوران پیش از تاریخ یا ما قبل تاریخ به محدودهٔ زمانی پیش از ثبت و ضبط تاریخ یا اختراع سامانهٔ نوشتاری گفته می‌شود. در این دوره هنوز انسان به ثبت و گزارش زندگی و دستاوردهای خود توانا نشده بود و تجربه‌ها و دستاوردهای انسان به سرعت از بین می‌رفت.
طی صد و پنجاه سال کاوش‌های باستان‌شناسی در ایران، دوران پیش از تاریخ ایران به‌طور یکسان مورد کاوش قرار نگرفته‌ است؛ در حالی که در مناطق غربی و جنوبی کاوش‌های وسیعی انجام شده‌ است، مناطق شمالی و شرقی نسبتاً کشف نشده مانده‌ است. دوران پارینه‌سنگی نادیده گرفته شده‌ است. در مقابل، دوره نوسنگی به منظور مطالعه شکل‌گیری یک‌جانشینی به‌طور قابل ملاحظه‌ای مطالعه شده‌ است. به دوره مس‌سنگی اولیه و میانی هم کم توجهی شده‌ است. حال آنکه، دوره مس سنگی پسین به منظور بررسی شکل‌گیری دولت به خوبی بررسی شده‌ است. مطالعه عصر برنز اولیه نیز دچار همین ناهمگونی است. درحالی که دوره پیش‌ایلامی موضوع مورد علاقه در کاوش بوده‌ است، فرهنگ یانیک در شمال غرب ایران نادیده گرفته شده‌ است. فرایند شهرنشینی و مبادلات بین مناطق در عصر برنز میانی بررسی شده‌ است، اما عصر برنز پسین و عصر آهن پیشین، مورد بررسی قرار نگرفته‌ است. ادوار پس از آن، دوره شکل‌گیری دولت‌های ماد و هخامنشی است، که بسیار بررسی شده‌ است.

#### پارینه سنگی زیرین

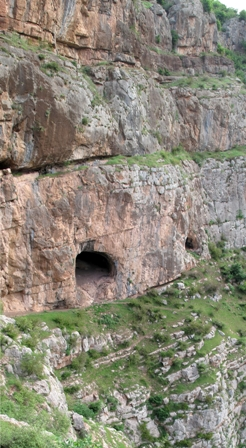
غارهای دربند رشی

هرچند کاوش‌های مربوط به دوره پارینه‌سنگی در ایران (تا ۱۲۰۰۰ سال پیش) ناچیز است، اما با توجه به موقعیت جغرافیایی فلات ایران، این سرزمین تنها پلی بوده‌است که انسان شکارچی-گردآورنده در مهاجرت از آفریقا به جنوب آسیا می‌توانسته از آن عبور کند. آثار یافت شده از این دوران در ایران، محدود به غارها و پناهگاه‌های صخره‌ای در زاگرس میانی، غار دربند رشی، چند منطقه در ساحل دریای خزر و مناطق پراکنده‌ای در کویرهای مرکزی می‌شود. یافت شدن سکونتگاهی با قدمت هشتصد هزار سال در آسیای میانه این گمان را طرح کرده که در ایران نیز در آن زمان انسان‌هایی می‌زیسته‌اند.
برخی از قدیمی‌ترین آثار باستانی کشف‌شده در ایران، همانند نمونه‌های کاوش شده در کشف‌رود و گنج پر در شمال این کشور، گواهی‌دهندهٔ حضور انسان در ایران از دوران پارینه‌سنگی زیرین هستند.
در این دوره دو سنت ساخت ابزار وجود دارد که یکی نوعی تبر ساخته شده از تراشه سنگی است و در شرق رودخانه فرات از جمله ایران اثری از آن یافت نشده‌است. دیگری ابزارهای خردکننده از تراشه سنگی است که در مناطق شرقی اوراسیا از جمله ایران یافته شده‌است.

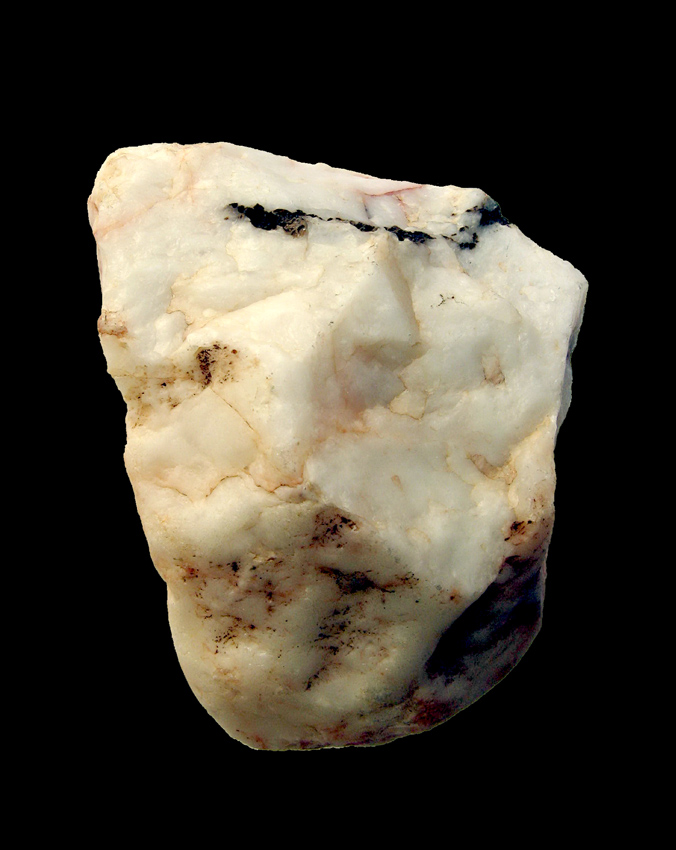
ابزار سنگی از کشف رود، دوره پارینه سنگی زیرین، موزه ملی ایران

#### پارینه سنگی میانی

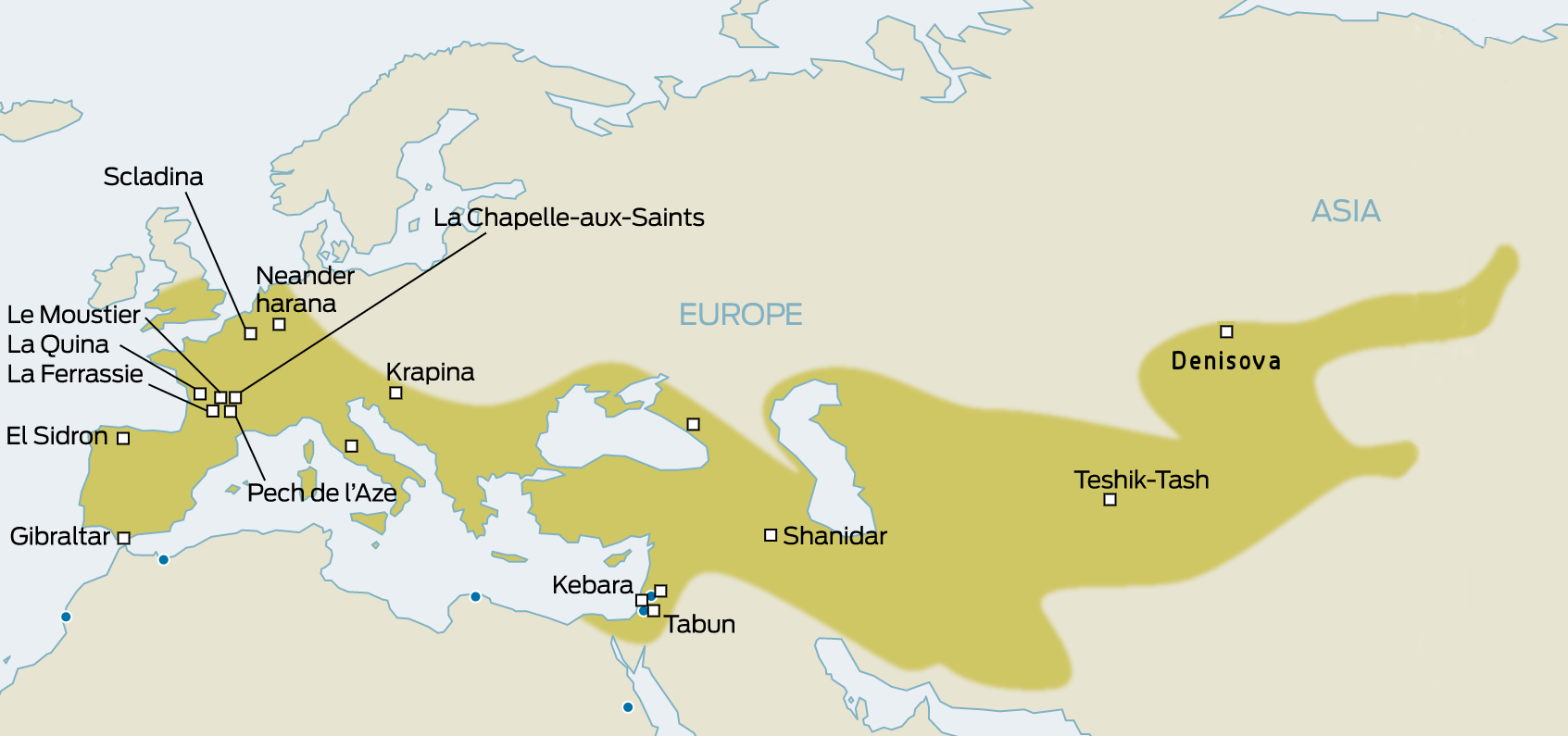
گستره وجود انسان نئاندرتال

آثاری از نئاندرتال‌های ایران از پارینه‌سنگی میانی وجود دارد که عمدتاً در منطقهٔ زاگرس، در مکان‌هایی مانند وارواسی و یافته (از فرهنگ موستری)، پیدا شده‌اند.
سکونتگاه‌های انسان اولیه در پارینه‌سنگی میانی، اغلب در غارهای ناحیه زاگرس شامل غار قبه، غار خر و پناهگاه سنگی ورواسی کشف شده است. این مکان‌ها نزدیک منابع ساخت ابزار سنگی موستری می‌باشد و نوع ابزارها نشانه غلبه روش زندگی شکارگری است.
غار شنیدار در کردستان عراق مهم‌ترین سکونتگاه کاوش شده می‌باشد که به انسان‌های نئاندرتال تعلق داشته‌ است و یافته‌های بسیار شبیه غار حاضرمرد در سلیمانیه و سکونتگاه‌های زاگرس در ایران است، با این حال هیچ نئاندرتالی در سکونتگاه‌های واقع در ایران یافته نشده است. شناخته شده‌ترین سکونتگاه‌ها در ناحیه زاگرس در ایران عبارتند از شامل غار کوبه، غار خار و پناهگاه سنگی وارواسی نزدیک بیستون و نیز غار کنجی و غار ارجنه نزدیک خرم‌آباد. همه این سکونتگاه‌ها دربردارنده تراشه‌های سنگی، استخوان‌های حیوانات و خاکسترهای اجاق است. اما در هیچ‌یک سازه دیگری نظیر ابزارهای چوبی و استخوانی نیست. به نظر می‌رسد که انسان‌ها در زمان‌های گرم تر در این مناطق سکونت گزیده‌اند.

#### پارینه سنگی پسین

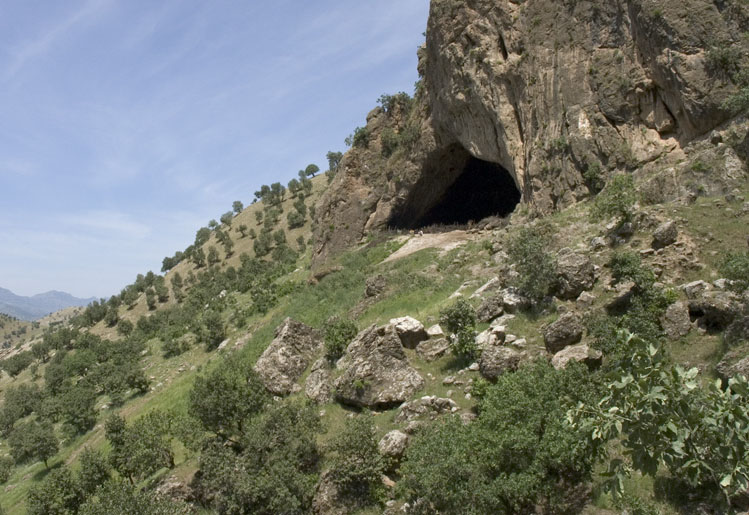
دهانه غار شانه‌در در کوه‌های بَرادوست در شمال غربی زاگرس که آثاری از این فرهنگ در آن یافت شده‌است.

در پارینه‌سنگی پسین، فرهنگ‌هایی چون برادوستی و زرزی در منطقه جان گرفتند. در این دوران، سکونتگاه‌های زاگرس در فضای باز بوده‌اند و ابعاد آن‌ها، نظامی سلسله‌مراتبی را نشان می‌دهد.
فرهنگ برادوستی یا اوریگنیشن زاگرسی قدیمی‌ترین فرهنگ دورهٔ پارینه‌سنگی پسین در ناحیه زاگرس است، که بین ۱۹۰۰۰ تا ۳۸۰۰۰ سال پیش در این سرزمین رواج داشته‌ است.
در این دوره سکونتگاه‌های ناحیه زاگرس در فضای باز واقع شده‌ است و ابعاد مختلف آن‌ها نشان دهنده یک نظام سلسله مراتبی است، به‌طوری‌که گویا سکونتگاه‌های بزرگتر گنجایش پنجاه نفر را دارد. سکونتگاه‌هایی نیز برای دسته‌های کوچک شکارچیان تعبیه شده که دو تا پنج نفر گنجایش دارد و مناسب اقامت کوتاه مدت است. این سکونت گاه‌ها به دو فرهنگ برادوستی(Baradostian) و زارزی(Zarzian) تعلق دارد. در قیاس با فرهنگ موستری دوره میانی، فرهنگ برادوستی (۴۰۰۰۰ تا ۲۰۰۰۰ سال پیش) توان ساخت انواع بیشتری از ابزارها را داشته و تکنیک‌های پیشرفته تری برای ابزارسازی به کار گرفته‌ است. ساخت ابزارهای تیغه‌ای نشانه بهره‌گیری بیشتر از گیاهان است. همچنین تیغه‌های سنگی برای استفاده در نوک پیکان و نیزه ساخته شده‌ است. هرچند، نوع شکارها نسبت به دوره قبل تغییر نکرده‌ است، اما سلاح‌ها متنوع تر شده‌ است. همچنین از استخوان برای ساخت درفش و ابزارهای سنگی برای آسیا کردن قطعات اخرا و دانه‌های گیاهان استفاده شده‌ است. هرچند وجود رنگدانه‌های اخرا گواه بر رنگ آمیزی بدن یا ابزارهاست، اما غارنگاره‌ای یافت نشده‌ است.
فرهنگ زارزی که از ۲۰۰۰۰ تا ۱۲۰۰۰ قبل رواج داشته‌ است، احتمالاً از فرهنگ برادوستی برآمده باشد، یا با فاصله زمانی از آن شکل گرفته باشد. در این دوره ابزارهای کوچکتری نظیر میکرولیت و میکروبرین ساخته شده‌ است. در اواخر این دوره از سنگ برای آسیا کردن دانه گیاهان وحشی استفاده می‌شود.

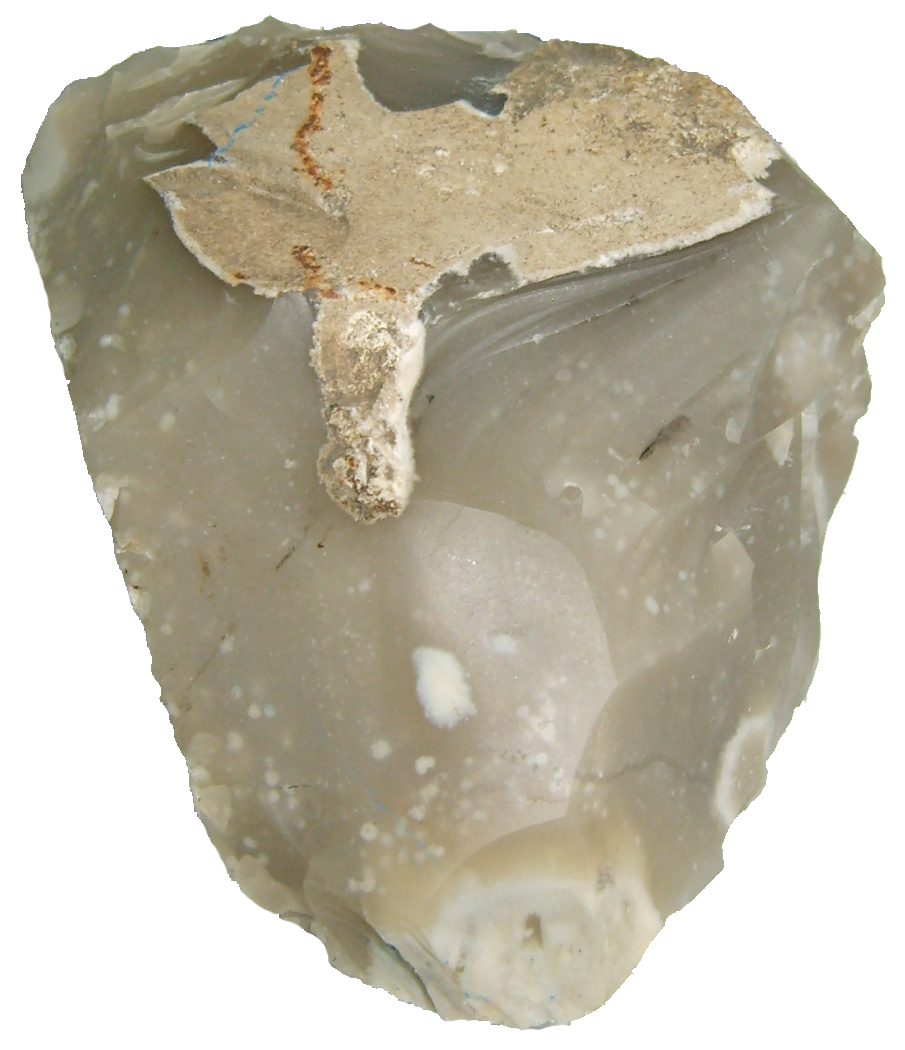
سنگ چخماق

در پایان دوره زارزی انقطاعی در نشانه‌های باستان شناختی پدید می‌آید، که احتمال دارد ناشی از آب و هوای نامناسب موسوم به یانگر درایاس در فاصله ۱۳۰۰۰ تا ۱۱۰۰۰ سال پیش باشد. در این دوره که سردتر یا خشک‌تر بوده‌است، ناحیه زاگرس، با ارتفاع بین ۶۰۰ تا ۱۵۰۰ متر، تقریباً فاقد پوشش درختی بوده‌است. در نتیجه، انسان‌ها مجبور شدند برای یافتن غذا به ارتفاعات پایین‌تر بیایند و با اجداد وحشی بزسانان مواجه شدند. سکونتگاه‌های دشت ناور، در ولایت غزنی، که قدمتی بین ۳۰٫۰۰۰–۵۰٫۰۰۰ سال دارد و آثار یافت شده در آن شبیه آثار موجود در درهٔ کور بدخشان است.

### دوره نوسنگی و عصر مس

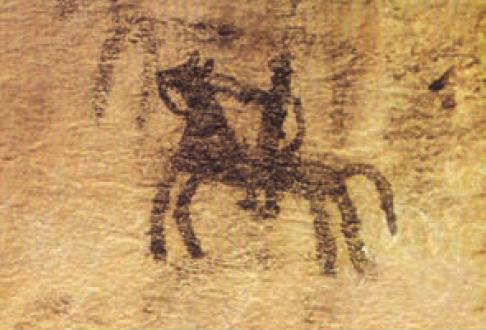
غارنگاره‌ای در غار دوشه، لرستان

دوره نوسنگی در ایران از ۱۰۰۰۰ سال پیش تا ۷۵۰۰ سال پیش را دربرمی‌گیرد. به علت سردی آب و هوا، تقریباً هزار سال طول کشید تا عصر نوسنگی از هلال حاصل‌خیز به فلات ایران برسد و امکان کشاورزی مهیا شود. سکونتگاه‌های نوسنگی یافت شده در ایران همگی در محل‌هایی هستند که امکان کشت دیم فراهم بوده‌ است. از سوی دیگر، احتمالاً دامپروری از سرزمین کردستان آغاز شد و سپس به دیگر نواحی گسترش یافت. البته تاکنون فقط نواحی غرب و جنوب غرب ایران در کوه پایه‌های زاگرس و دشت خوزستان مورد کاوش قرار گرفته‌است.
سکونتگاه‌های نوسنگی یافت شده در ایران، در مکان‌هایی با امکان دیم‌کاری قرار دارند. از هزارهٔ دهم تا هفتم پیش از میلاد، نخستین جوامع کشاورزی، در منطقهٔ زاگرس در غرب ایران، از جمله چغاگلان، چغابنوت و چغامیش به شکوفایی رسیدند.

### اختراع خط

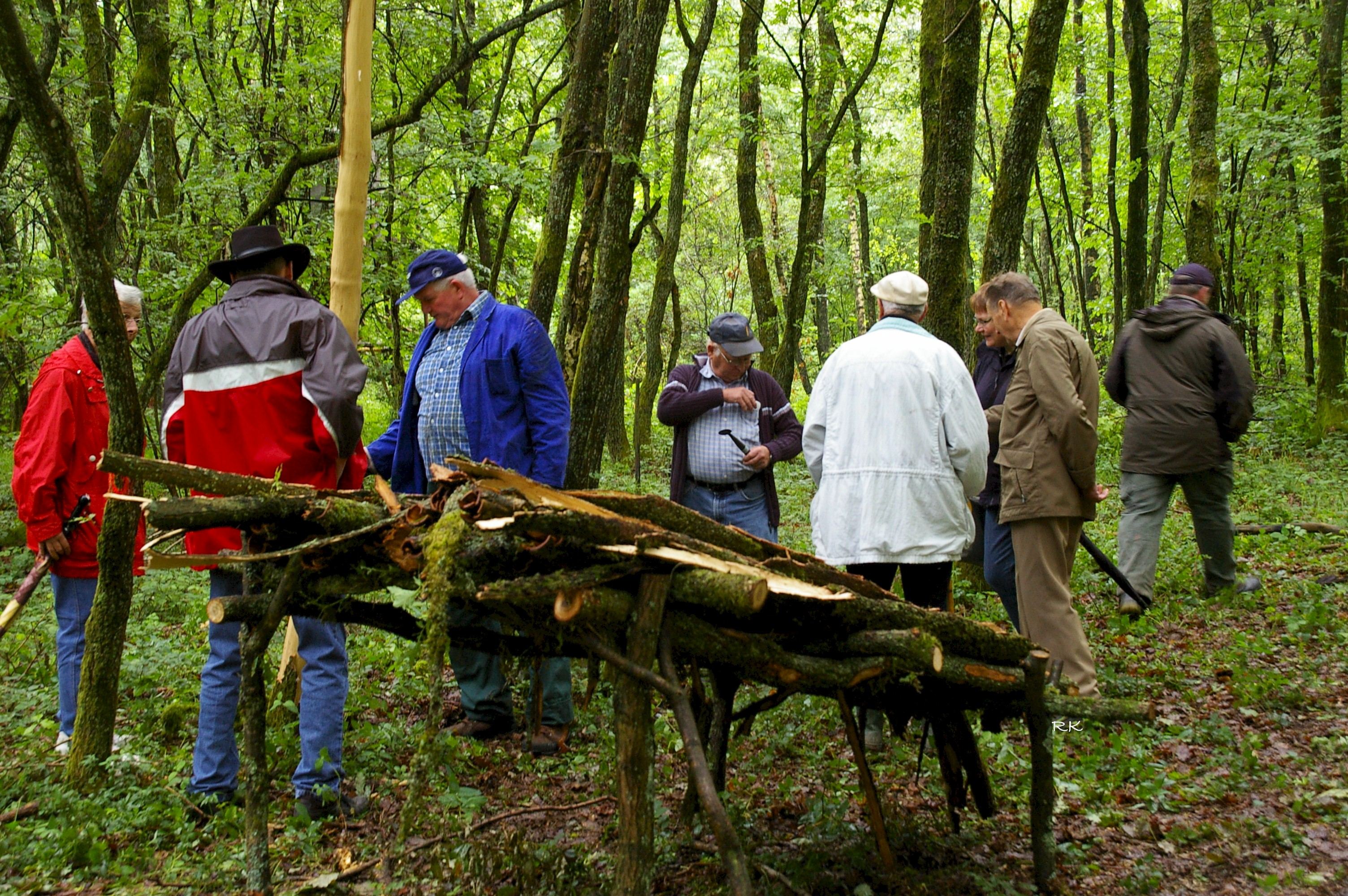
نمونه ای از خط جیرفتی.

پیش از تاریخ به زمانی گفته می‌شود که انسان هنوز موفق به اختراع خط (نوشتار) نگردیده بود. از حدود ۳۶۰۰ سال ق.م. انسان موفق به اختراع خط گردید. پیش از این پنداشته می‌شد نخستین مخترعان خط ابتدا سومریان (۳۶۰۰ پ. م) و سپس ساکنان نواحی جنوبی بین‌النهرین و تمدن ایلام در خوزستان باشند. با کاوش‌های جدید مشخص شد اختراع خط و نوشته، مربوط به تمدن جیرفت در ایران است بر اساس سنگ نوشتهٔ جدیدی که در نوامبر سال ۲۰۰۷ در کاوشگاه جیرفت یافت شد.

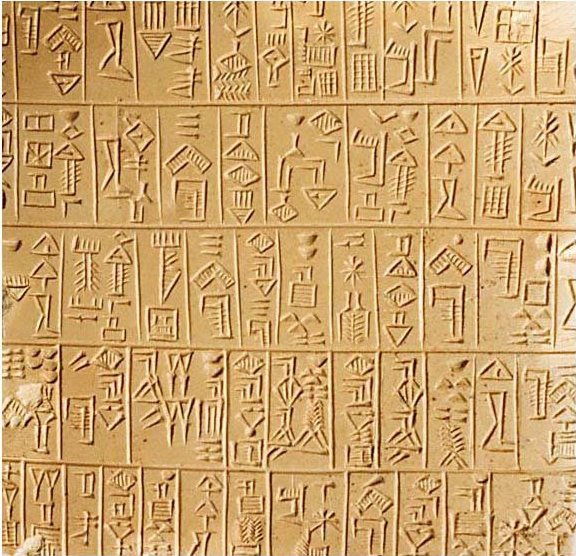
خط میخی سومری

## تمدن در ایران پیش از ورود آریاییان

### عصر برنز

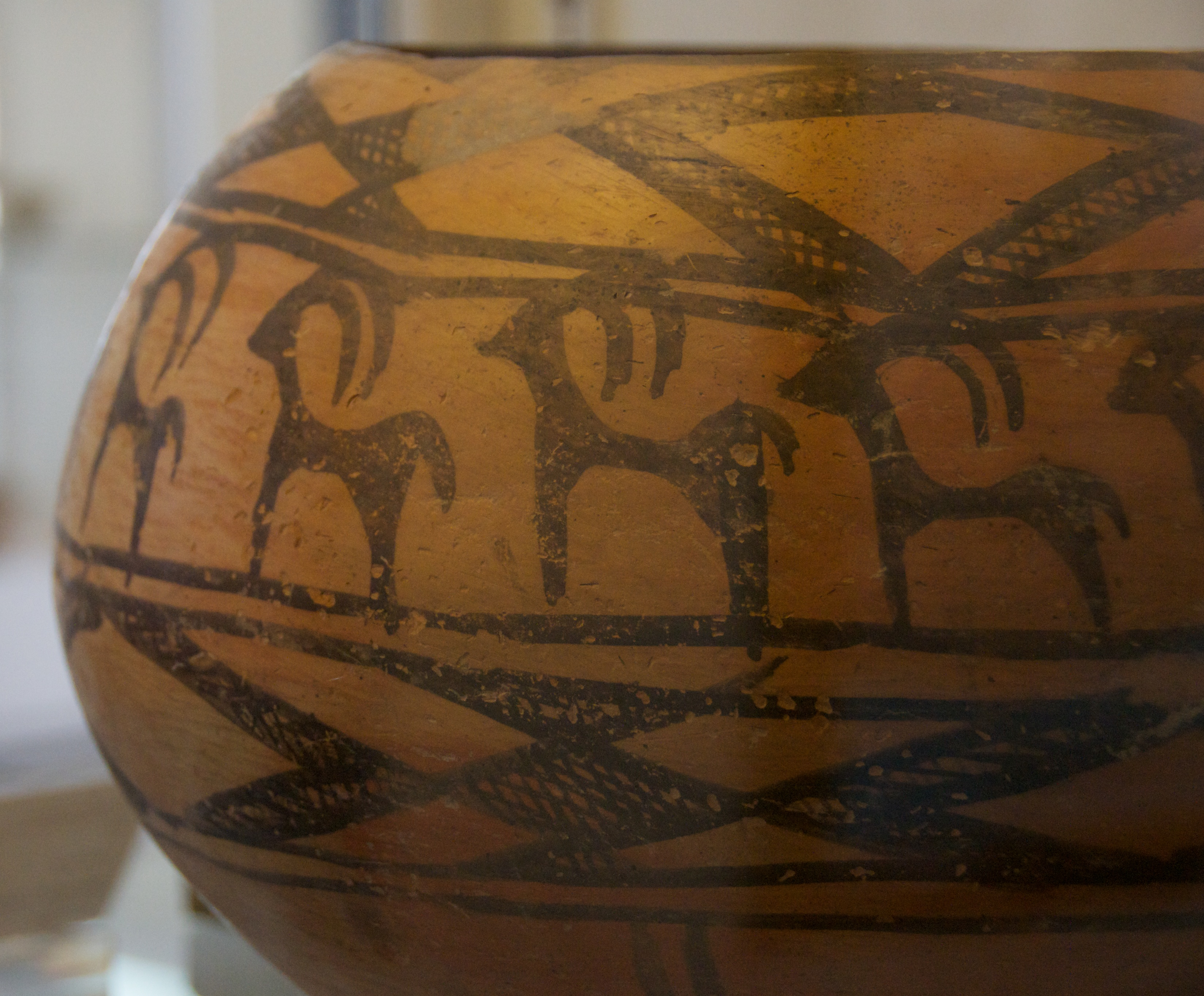
کوزه سفالی متعلق به هزاره چهارم قبل از میلاد در موزه ملی ایران

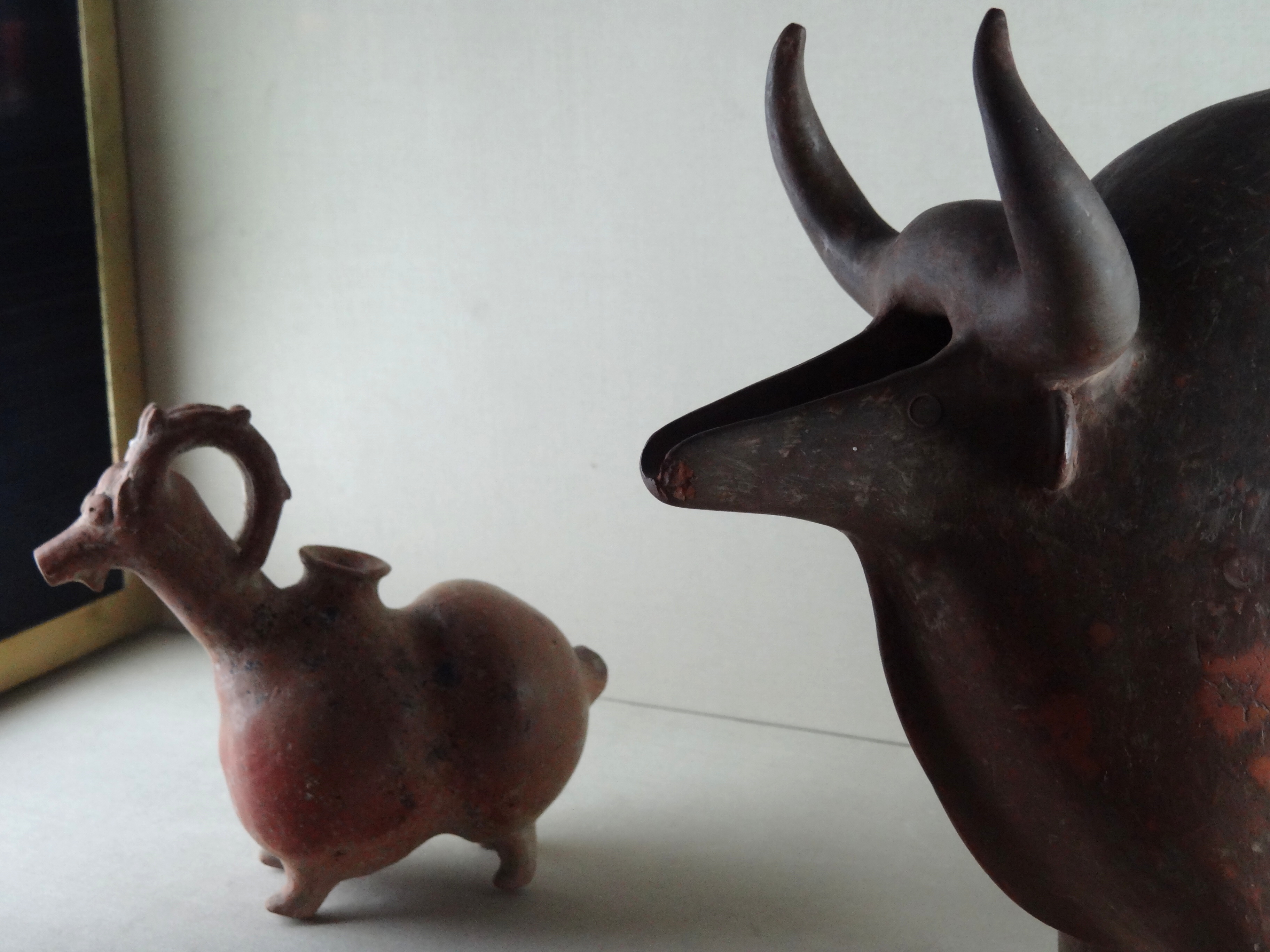
مجسمه گاو و بز، موزه ایران باستان

آغاز عصر برنز با تحولات عظیم در ساختار جوامع ایران همزمان بود. در این دوره جمعیت فلات ایران به‌شدت افزایش یافت.
در مطالعهٔ معماری و سکونت‌گاه‌های ایران در اوایل عصر برنز، دو حوزهٔ فرهنگی شاخص در ایران پدیدار می‌شود: در اواسط عصر برنز، فلات ایران صحنهٔ شکوفایی گسترده ولی کوتاه‌مدت شهرنشینی بود.
مراکز شهری‌ چون شهر سوخته، تپه حصار، تپه یحیی، شهداد، و جیرفت بخشی از شبکهٔ بازرگانی‌ بودند که آسیای مرکزی را به سواحل جنوبی خلیج فارس و دریای عمان، ایلام، و بین‌النهرین پیوند می‌داد.
مهم‌ترین کالاهای تجارتی در این شبکه مس (از مرکز و جنوب‌شرقی ایران و عمان) و کویته در پاکستان) بود که بخش عمدهٔ آن به سرزمین‌های غربی (به‌ویژه بین‌النهرین) صادر می‌شد و در تزئینات ابنیهٔ اداری و آیینی طبقهٔ حاکم به کار می‌رفت.
در عصر برنز، مناطق پیرامون دشت‌های فلات ایران از میانهٔ هزارهٔ چهارم پیش از میلاد تا اوایل هزارهٔ سوم پیش از میلاد، دستخوش پیدایش مراکز شهری شد که نتیجهٔ گسترش بازرگانی به‌ویژه در زمینهٔ فلز بود. این فرایند، غالباً شاخه‌ای از پیدایش تمدن در دوران اوروک بین‌النهرین دانسته می‌شود. در دوران برنز، جمعیت فلات ایران به شکلی قابل توجه افزایش یافت.

### اقوام و حکومت‌های محلی
پدیداری شوش به عنوان یک شهر کهن، که با تاریخ‌گذاری رادیوکربن تعیین شده‌است، به اوایل سال ۴۳۹۵ پیش از میلاد بازمی‌گردد. شمار زیادی سایت‌های پیش از تاریخ در سراسر فلات ایران وجود دارد که به وجود فرهنگ‌های باستانی و سکونت‌گاه‌های شهری در هزاره چهارم پیش از میلاد گواهی می‌دهند. در دوران برنز، قلمروی ایران کنونی، جایی برای بالندگی تمدن‌های گوناگون، از جمله ایلام، جیرفت و زاینده‌رود بود. ایلام، برجسته‌ترین این تمدن‌ها، در جنوب غربی کشور در کنار میان‌رودان توسعه یافت و تا زمان پدیداری امپراتوری‌های ایرانی، وجود خود را ادامه داد. پیدایش نگارش در ایلام با سومر موازی بود و خط میخی ایلامی، از هزارهٔ سوم پیش از میلاد توسعه یافت. از حدود ۳۳۵۰ تا ۲۵۰۰ سال پیش از دوران مشترک نیز، شمال باختری ایران بخشی از تمدن کورا–آراکس بود.
- لولوبی (قوم)
- اورارتو
- هوری‌ها
- کوتیان (قوم)
- پریان (قوم)
- کاسیان
- منائیان
- تمدن جیرفت
- تپه گیان
- شهر سوخته
- تپه سیلک
- تپه حسنلو
- تپه مارلیک
- تل ابلیس
- تپه حصار دامغان

### تمدن ایلام

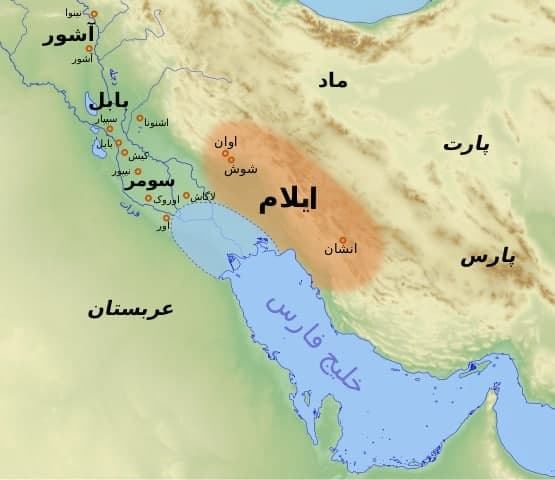
نقشه‌ای از سرزمین ایلام باستان (قرمز) و نواحی همسایه آن. خلیج فارس در عصر برنز گسترش بیشتری رو به شمال غربی داشت.

ایلامیان از آغاز دوره پیش‌ایلامی تا پایان دوره ایلام نو، حدود ۲۶۶۱ سال در جنوب غربی ایران زندگی و حکومت می‌کردند.
در ۲۷۰۰ پیش از میلاد، نخستین امپراتوری ایلامی در شوش (در جنوب غربی ایران) تشکیل شد.
سفالینه‌های نقاشی شده متعلق به حدود ۳٬۵۰۰ پیش از میلاد در شوش واقع در ایلام بیانگر دوره‌ای پیشرفته از طرح‌های هندسی، ایجاد سبک خاص از انسان و شکل‌هایی از جانوران در آن‌ها می‌باشد.
در حدود ۲٬۷۰۰ پیش از میلاد پادشاهی ایلام به پایتختی شوش تشکیل گردید. همچنین در حدود ۲٬۰۹۴ تا ۲٬۰۴۷ پیش از میلاد ایلام توسط شولگی، پادشاه دوم سلسله سوم اور تسخیر گردید و بعداً در سال ۲٬۰۰۴ پ. م سلسله سوم اور توسط ایلام واژگون می‌شود. پایان دوران ایلام، در سال ۶۳۹ پیش از میلاد با حمله آشوربانیپال شاه آشور به ایلام رقم خورد. او در این یورش، ایلامیان شکست داد و شوش را غارت کرد. پس از این جنگ، ایلام هرگز به عنوان یک قدرت مستقل ظاهر نگردید.
آثار تمدنی ایلامیان که در انشان و در شوش یافته شده نشانی از تمدن شهری بزرگی در آن دوران بوده‌است. تمدن ایلامیان از راه دریایی و بلوچستان با تمدن دره سند در هند و از راه شوش با تمدن سومر مربوط می‌شده‌است.
یکی از مهم‌ترین بناهای به‌جا مانده از دوره ایلامیان، چغازنبیل است. زیگورات چغازنبیل دارای ابعاد و خصوصیات خیره‌کننده است و با اهرام مصر برابری می‌کند. این بنای عظیم به صورت هرم مطبق یا پله پله ساخته شده‌است. ساخت آن در حدود ۱۲۵۰ پیش از میلاد و توسط اونتاش گال برای ستایش ایزد اینشوشیناک نگهبان شوش انجام شده‌است. این بنا در حمله آشور بانیپال به همراه تمدن ایلامی نابود شد و پس از آن زیر خاک از دیده‌ها ناپدید گردیده بود تا دوران کنونی که توسط رومن گریشمن ایلام‌شناس فرانسوی خاکبرداری گردید.

### مهاجرت آریایی‌ها به فلات ایران

مسیرهای مهاجرت اقوام آریایی بر پایه فرضیه کورگان

مدل‌های مهاجرت هندواروپایی سناریوهای مختلف مهاجرت ماقبل تاریخ هند و اروپاییان اولیه به مناطق استقرار در شمال غربی شبه قاره هند و از آنجا به شمال هند را بررسی می‌کنند. ادعای مهاجرت هندواروپاییان عمدتاً مبنا در ملاحظات زبان شناختی قرار دارد. تمام مباحث مهاجرت تاریخی نژاد هندواروپایی، امروزه، بحث‌برانگیز است. علائمی که دال بر مهاجرت گسترده باشند در مطالعه اسکلت‌ها یافت نشده‌ است.
فرضیه‌های گوناگونی دربارهٔ خاستگاه آریاییان مطرح شده که از جمله آن‌ها می‌توان به: فرضیه گورکان، فرضیه آناتولیایی، فرضیه ایران، فرضیه هند، فرضیه اروپا و فرضیه ارمنستان اشاره کرد.
هیچ‌کدام از این فرضیه‌ها نتوانسته‌اند پذیرش همه دانشگاهیان را به‌دست آورند، چرا که این جستار با سیاست پیوند خورده و هر یک از نژادهای این خانواده زبانی می‌خواهد خود را وارث خاستگاه آغازین بداند.
چندی پیش در ارمنستان کاوش‌هایی باستان‌شناسی رخ داده‌است که با انقلابی در بازنگری نظریه خاستگاه هندواروپاییان (آریاییان، آناتولیایی‌ها و اروپاییان) و زبان‌های هندواروپایی نظریه کهن دربارهٔ مهاجرت به فلات ایران را وارونه کرده و سویه این مسیر مهاجرتی را از ایران دانسته‌است و موجب رد نظریه مهاجرت آریاییان به ایران شده‌ است. از آنجا که این خبر در انجمن‌های آکادمیک جهان بازتاب بسیاری داشته‌ است هفته‌نامه نیو ساینتیست در دو شماره پیاپی (۲۳ و ۳۰ می ۲۰۱۸) به این رویداد همانند نقطه عطفی تاریخی نگریسته، آن را واکاوی می‌نماید.

## دوران باستان
ایران باستان دورانی از تاریخ ایران را در بر می‌گیرد که با تشکیل شاهنشاهی ماد آغاز و با حمله اعراب به ایران و سقوط شاهنشاهی ساسانی پایان می‌یابد.

### پادشاهی ماد (۷۲۸–۵۵۰ پ. م)

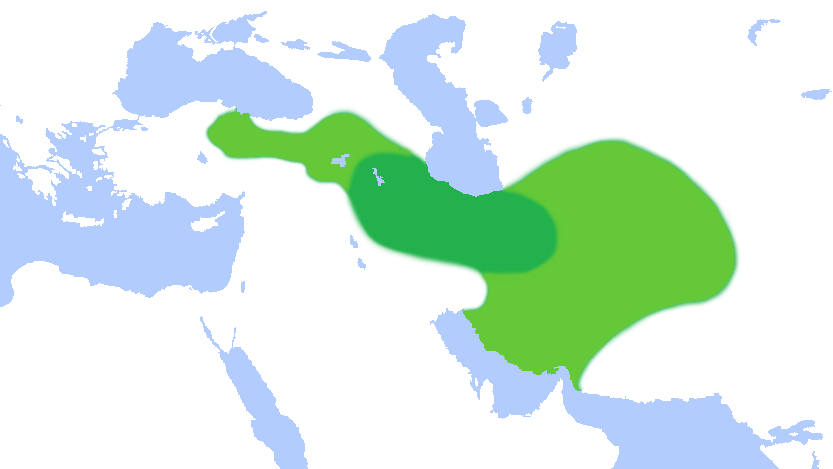
قلمرو پادشاهی ماد در بیشترین وسعت خود زیر فرمان هووخشتره

آنچه از متون آشوری معاصر با دوران مادها برمی‌آید، آن است که مادها از سدهٔ نهم تا هفتم پ.م. نتوانسته بودند چنان پیش‌رفتی بیابند که سبب هم‌گرایی و اتحاد و سازمان‌یافتگی قبایل و طوایف پراکندهٔ ماد بر محور یک رهبر و فرمان‌روای برتر و واحد شده باشد، به‌طوری‌که بتوان وی را پادشاه کل سرزمین‌های مادنشین نامید؛ برخلاف آنچه هرودوت، چند سده بعد دربارهٔ دیاکو می‌گوید. پادشاهان آشور در ضمن لشکرکشی‌های پرشمار خود به قلم‌رو سکونت مادها، همواره با شمار فراوانی از «شاهان محلی» (حاکمان مستقل شهرهای مختلف) روبه‌رو بوده‌اند و نه یک پادشاه واحد حاکم بر کل سرزمین‌های مادنشین.
در اواخر سدهٔ هشتم پیش از میلاد مادها در ایران غربی گرد هم جمع شدند و اتحادیه قبایل ماد را تشکیل دادند. بدین ترتیب، نیرو گرفتند و با آشوریان که به آن‌ها یورش برده بودند، جنگیدند و طی جنگ‌هایی که حدود یکصد سال به طول انجامید آنان را شکست دادند و دولتی بنیان نهادند که ۱۲۰ سال فرمانروایی نمود و نهایتاً از کوروش بزرگ شکست خورد.

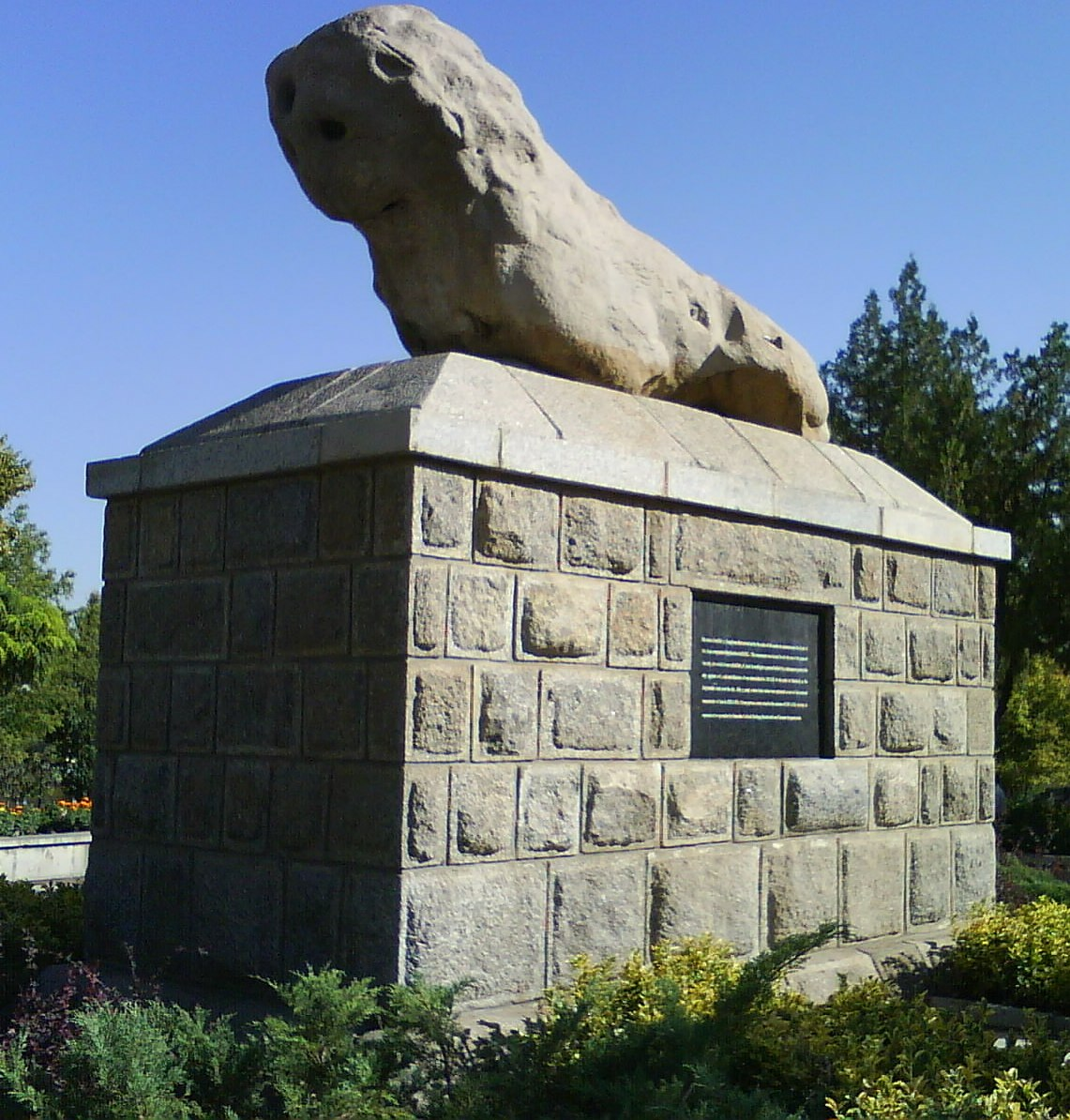
مجسمه شیر سنگی

بنابر روایت هرودوت، دیاکو یا دیااُکو بنیان‌گذار و نخستین شاه مادها بود. دوران حکومت دیاکو مورد اختلاف مورخان است، اما می‌توان گفت که احتمالاً اکثر نیمهٔ اول سدهٔ هفتم پیش از میلاد را در برمی‌گرفته‌است. دیاکونوف معتقد است دیاکو نمی‌توانست پادشاه سراسر ماد باشد و حتی حاکم یک منطقهٔ بزرگ نیز نبود و تنها یکی از فرمان‌روایان کوچک و متعدد مادی بود ولی درخشش تاریخ اخلاف بر سیمای او پرتو افکنده و سبب شهرت او در تاریخ شد. دیاکو در آغاز کار دولت ضعیف و کوچک و تازهٔ خود را تحت حمایت ماننا قرار داد، ولی بعد کوشید کاملاً مستقل گردد و بدین منظور با اورارتو عقد اتحاد بست. سارگون دوم شاه آشور در سال ۷۱۵ پیش از میلاد، وارد ماد شد تا چنان‌که مدعی بود، به «هرج‌ومرج» آن‌جا پایان دهد. وی در آن‌جا توانست دیاکو را اسیر کند. وی چندسالی در اسارت سارگون دوم بود و مادها به‌عنوان فرمان‌برداران و باج‌گذاران آشور، دچار فقر و از هم‌پاشیدگی شدند و آشوریان، دیاکو را به‌عنوان کسی که همیشه مطیع آشور باقی بماند و خراج خود را به‌طور مرتب به دربارهٔ آشور بپردازد و از جهات دیگر حتی از نظر تأمین نیروی نظامی برای آشوریان به‌هنگام درگیرشدن آشور در جنگ متعهد شود، وی را آزاد کردند و سپس او به‌عنوان رهبر قطعی و احتمالاً پادشاه مادها برگزیده شد.

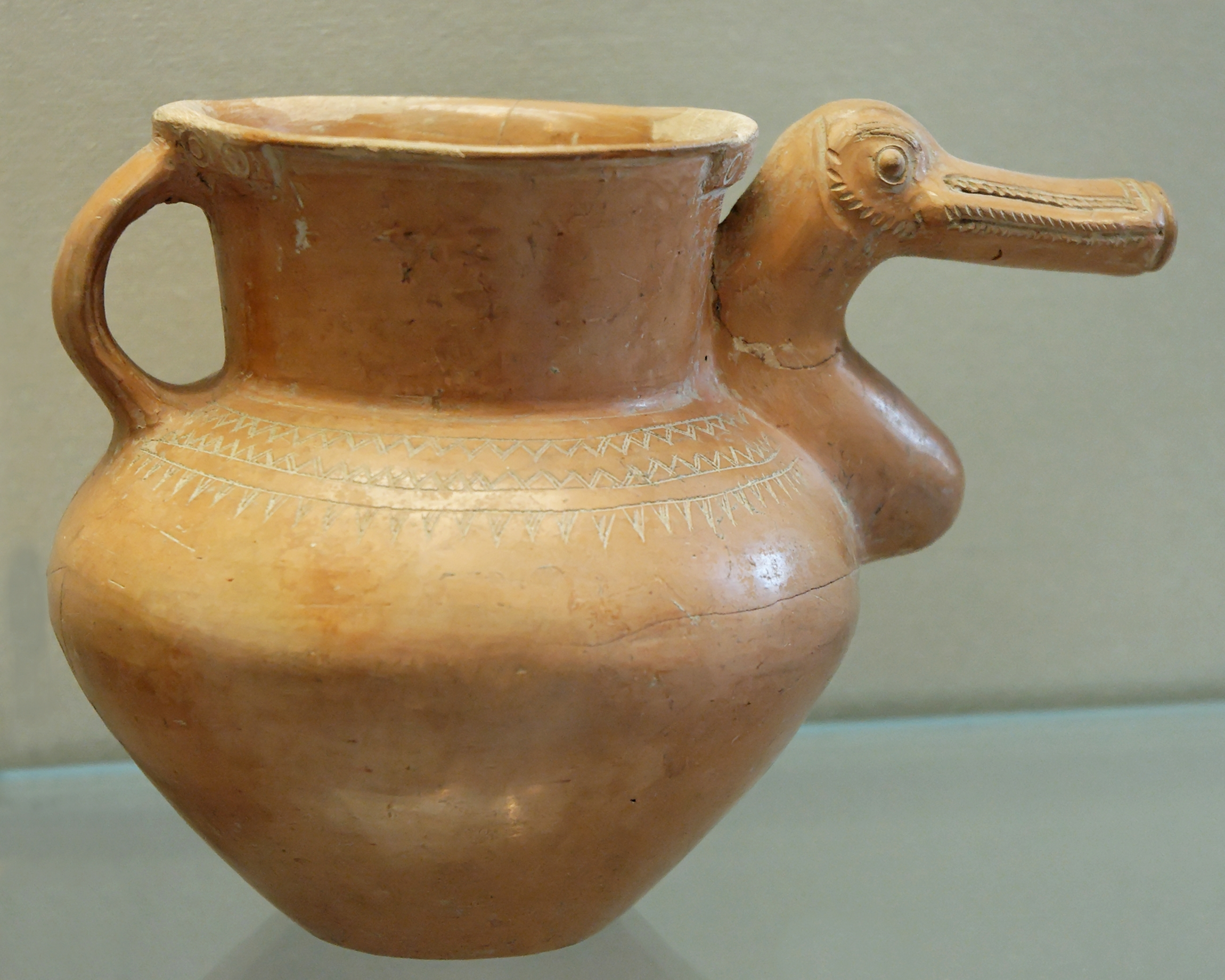
نمونه از سفالگری دوران مادها، موزه لوور

به گفتهٔ هرودوت، فرورتیش پسر دیاکو بود و همهٔ قبایل مادی را متّحد و به یک کشور تبدیل کرد. در روایتی دیگر نام این شاه خشتریته است. از شواهد چنین پیداست که پس از مرگ دیاکو، وی رهبری قبایل مادی را برعهده گرفت. بسیاری از پژوهشگران، زمان سلطنت فرورتیش را بین سال‌های ۶۷۵ تا ۶۵۳ پیش از میلاد می‌دانند ولی بعضی دیگر از پژوهشگران زمان حکومت او را بین سال‌های ۶۵۵ تا ۶۳۳ پیش از میلاد یا سال ۶۷۸ تا ۶۲۵ پیش از میلاد می‌دانند. در نخستین سال‌های سلطنت فرورتیش، سکاها که در ناحیهٔ بین دریای مازندران و قفقاز زندگی می‌کردند از طریق گذر دربند قفقاز، به سرزمین ماد وارد شدند و بخش‌هایی از خطهٔ ماد را به اشغال خود درآوردند. او در اتحاد با پارس‌ها و کیمری‌ها در سال ۶۵۳ پیش از میلاد وارد جنگ با آشور شد و به شهر نینوا، پایتخت حکومت آشور حمله کرد و ظاهراً در ابتدا پیروزی‌های ضعیفی به‌دست آورده بود ولی در نبردی دیگر کشته شد.

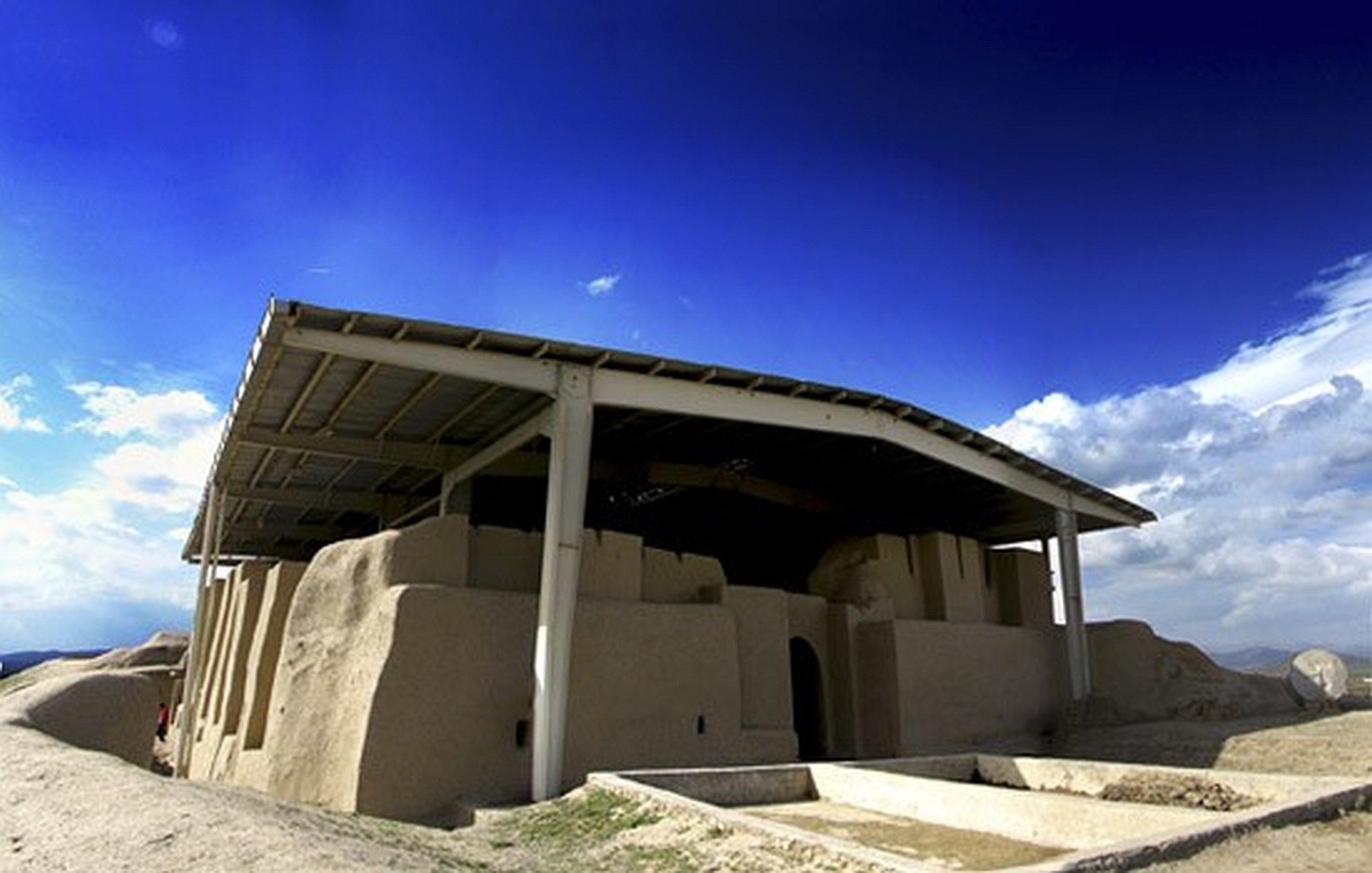
آتشکده نوشیجان در ملایر اثری از دوران مادها

پس از مرگ فرورتیش، پسرش هووخشتره جانشین او شد که مورخان زمان حکومت او را بین سال‌های ۶۳۳ تا ۵۸۴ پیش از میلاد می‌دانند. او تواناترین شاه ماد و نخستین پادشاهی است که یک سلطنت سراسری را در ایران تشکیل داد و ایران را به‌عنوان یک قدرت مهم در جهان آن زمان مطرح کرد. هووخشتره را باید بنیانگذار واقعی دولت ماد و معمار حقیقی امپراتوری ایرانیان باستان دانست. وی با الیاتس شاه لیدیه جنگید و توانست سرزمین‌های فوقانی رود هالیس را تصرف کند. هووخشتره با دولت بابل متحد شد و توانست با حمله به نینوا، به عمر امپراتوری آشور خاتمه دهد. پس از هووخشتره پسرش ایشتوویگو به پادشاهی رسید و ۳۵ سال (در بین سال‌های ۵۸۴ تا ۵۵۰ پیش از میلاد) حکومت کرد.

### شاهنشاهی هخامنشی (۵۵۰–۳۳۰ پ. م)

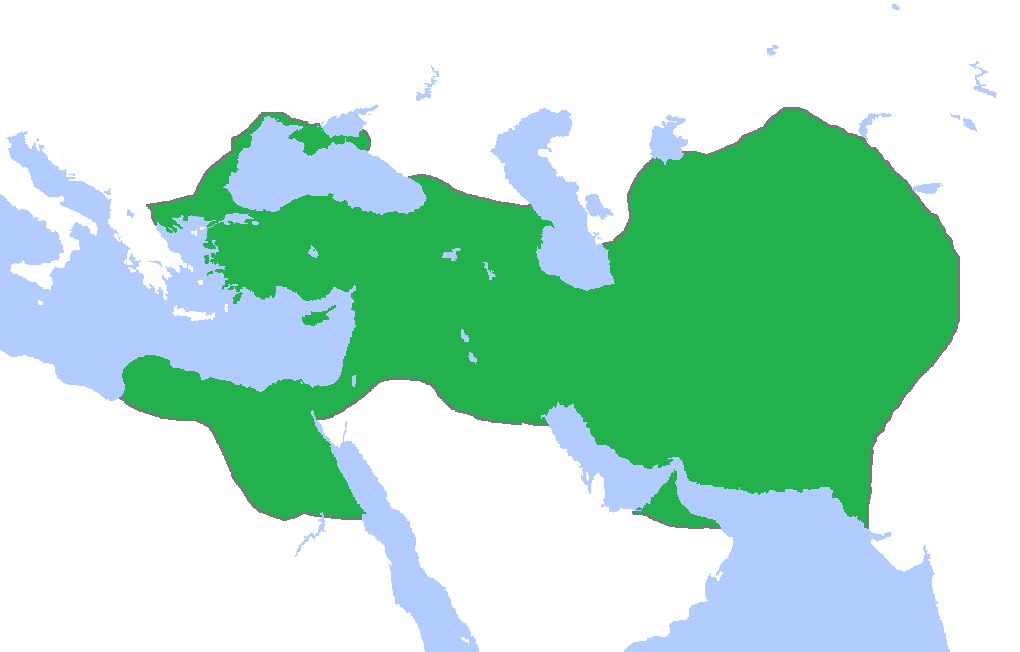
گستره فرمانروایی شاهنشاهی هخامنشی زیر فرمان داریوش بزرگ

شاهنشاهی هخامنشی (۵۵۰–۳۳۰ پیش از میلاد، «۲۲۰ سال») شاهنشاهی‌ای در دوران باستان بود که به‌دست کوروش بزرگ بنیاد نهاده شد. پادشاهان این دودمان از پارسیان بودند و تبار خود را به «هخامنش» می‌رساندند که سرکردهٔ خاندان پاسارگاد از خاندان‌های پارسیان بوده‌است. هخامنش باید حوالی پایان سدهٔ هشتم یا ربع نخست سدهٔ هفتم پ. م بر مسند قدرت بوده باشد.
هخامنشیان، در آغاز پادشاهان بومی پارس و سپس انشان بودند ولی با شکستی که کوروش بزرگ بر ایشتوویگو واپسین پادشاه ماد وارد آورد و سپس با فتح لیدیه و بابل، پادشاهی هخامنشیان تبدیل به شاهنشاهی بزرگی شد. از این رو کوروش بزرگ از نوادگان (شاه انشان، کوروش یکم، کمبوجیه یکم) را بنیانگذار شاهنشاهی هخامنشی می‌دانند.
به پادشاهی رسیدن پارسی‌ها و دودمان هخامنشی یکی از رخدادهای برجستهٔ تاریخ باستان است. شاهنشاهی هخامنشی را نخستین امپراتوری تاریخ جهان می‌دانند. پذیرش و بردباری دینی از ویژگی‌های شاهنشاهی هخامنشی به‌شمار می‌رفت.
بیش از ۴۹ میلیون نفر از ۱۱۲ میلیون جمعیت جهان آن زمان در این سرزمین زندگی می‌کردند. در دوران هخامنشیان سی قوم مختلف تحت لوای این امپراتوری بودند.

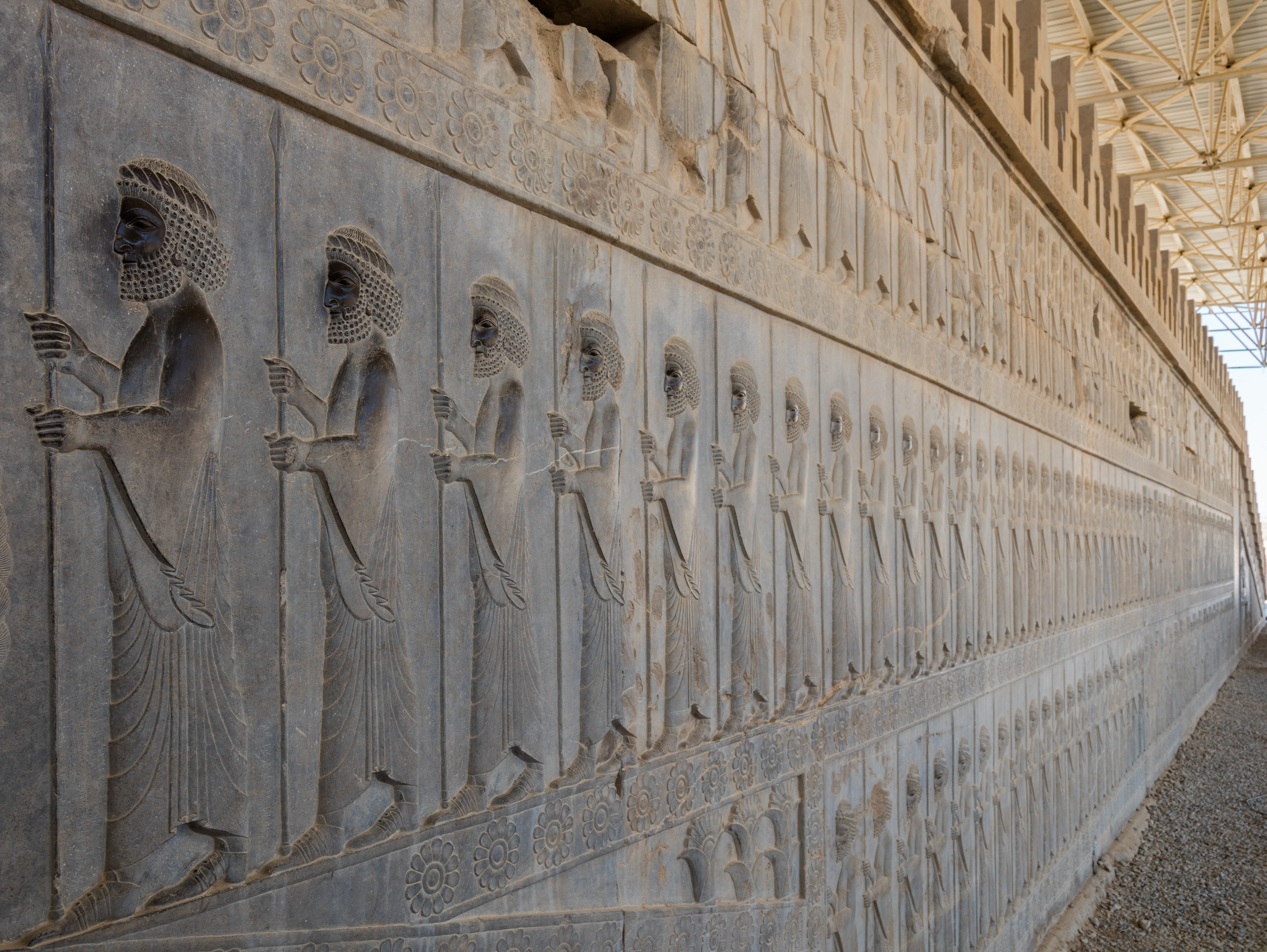
نقش‌برجسته‌های آپادانا در تخت جمشید که یک واحد از سربازان هخامنشی را نشان می‌دهد.

قلمرو هخامنشیان بسیار گسترده بود به‌طوری‌که از دره سند در هند تا رود نیل در مصر و ناحیه بنغازی در لیبی امروز و از رود دانوب در اروپا تا آسیای مرکزی را در بر می‌گرفت. در این کشور پهناور اقوام بسیاری با آداب و رسوم خاص خود زندگی می‌کردند و فرهنگ ایالتی و قومی خود را پاس می‌داشتند. در حقیقت مشخصه مهم این دولت احترام به آزادی فردی و قومی و بزرگداشت نظم و قانون و تشویق هنرها و فرهنگ بومی و همچنین ترویج بازرگانی و هنر بود. خاویر آلوارز عیلام‌شناس معتقد است که آثار و نقش‌برجسته‌های موجود نشان می‌دهد که هخامنشیان هنر خود را در بخش معماری و نقش‌برجسته از عیلامی‌ها آموخته‌اند. کارل شفُلد می‌نویسد: «تمدن بزرگی مانند تمدن هخامنشی را نمی‌توان از روی تأثیراتی که پذیرفته درک کرد. واقع آن است که اهمیت این چنین تمدنی دقیقاً در توانی است که او را به حل و جمع همهٔ این اجزای مختلف در کلیتی واحد قادر ساخته‌است.»
شاهان هخامنشی در خلال سال و با تغییر فصل کوچ می‌کردند و معمولاً تمام سال را در یک جا به سر نمی‌بردند بلکه بر حسب اقتضای آب و هوا هر فصلی را در یکی از پایتخت‌های خود سر می‌کردند در فصل زمستان در بابل، دشتستان و شوش اقامت داشتند ودر فصل تابستان به همدان می‌رفتند که در دامنه کوه الوند بود و هوایی خنک داشت. این سه شهر پایتخت سیاسی و اداری و اقتصادی بودند ولی دو شهر دیگر هم بودند که پایتخت آیینی هخامنشیان به‌شمار می‌رفتند یکی پاسارگاد که در آنجا آیین و تشریفات تاجگذاری شاهان هخامنشی برگزار می‌شد و دیگری پارسه که برای دیگر تشریفات به کار می‌آمد. این دو شهر زادگاه و پرورشگاه و به اصطلاح گهواره پارسیان به‌شمار می‌رفت البته تخت جمشید ازاین دو بیشتر اهمیت داشت به همین دلیل اسکند ر مقدونی آن را عمداً آتش زد تا گهواره و تکیه گاه دولت هخامنشی را از میان ببرد و به ایرانیان بفهماند که دیگر دوره فرمانروایی آنان به سر آمده‌است.
در سال ۵۵۸ پیش از میلاد پادشاهی کوروش بزرگ (کوروش دوم) در انشان (پارس) و خوزستان آغاز شد و پایتخت هخامنشیان به شوش منتقل شد. در سال ۵۲۵ پیش از میلاد سپاه ایران تحت فرماندهی کمبوجیه دوم دومین شاه هخامنشی، سرزمین مصر را کاملاً ضمیمه قلمرو پادشاهی این دودمان کرد. در سال ۴۹۰ پیش از میلاد جنگی به نام ماراتن بین ایران و یونان در محلی به نام ماراتن در یونان کنونی رخ می‌دهد و ارتش هخامنشی از یونان شکست می‌خورد. این نبرد نخستین پیروزی یونان بر ایران در خشکی بود. در سال ۳۳۴ پیش از میلاد اسکندر مقدونی به آسیا حمله می‌کند و سپاه هخامنشیان در تنگه داردانل شکست می‌خورد. در سال ۳۳۰ پیش از میلاد داریوش سوم کشته شده و هگمتانه فتح می‌شود، همچنین تخت جمشید به وسیله اسکندر مقدونی ویران شده و حکمرانی هخامنشیان بر ایران پایان می‌پذیرد.

نمایی از تالار دروازه ملل

پیروزی‌های هخامنشیان باعث شد گستردگی قلمروی آنان به حدی برسد که به عنوان نخستین حکومت جهانی و بزرگ‌ترین امپراتوری جهان تا به آن زمان، شناخته شوند. این امپراتوری در اوج خود، بیش از ۴۴ درصد از جمعیت جهان را اداره می‌کرد که بالاترین رقم در میان امپراتوری‌های تاریخ است.
شاهنشاهی هخامنشیان به یک نمونهٔ موفق برای اداره یک دولت جهانی تبدیل گردید و دستاوردهایی نظیر حکومت متمرکز، سیستم جاده‌ای و پست، زبان رسمی، خدمات شهروندی و ارتش وسیع منظم توسط امپراتوری‌های پسین تقلید شد. در تاریخ غرب، شاهنشاهی هخامنشی به عنوان آنتاگونیست تاریخ یونان و همچنین رهایی‌بخش یهودیانِ بابل به یاد آورده می‌شود. میراث این دولت و رد پایش بر روی تاریخ جهان از قلمروی آن بسیار فراتر رفت و بر روی تاریخ نظامی، فرهنگی، اجتماعی و دینی دنیا تأثیر چشم‌گیری گذاشت. فتح یهودیه توسط ایرانیان باعث این شد که شاهنشاهی هخامنشی در متون دینی یهودیان و مسیحیان از اهمیت زیادی برخوردار شود. تکامل مزدیسنا در این دوره باعث گسترش آن از شرق تا غرب گردید و همچنین میراث هخامنشی نقش پررنگی در سیاست و جنبش‌های تاریخ معاصر ایران بازی کرد.

### حکومت یونانیان (۳۳۰–۲۴۸ پ. م)

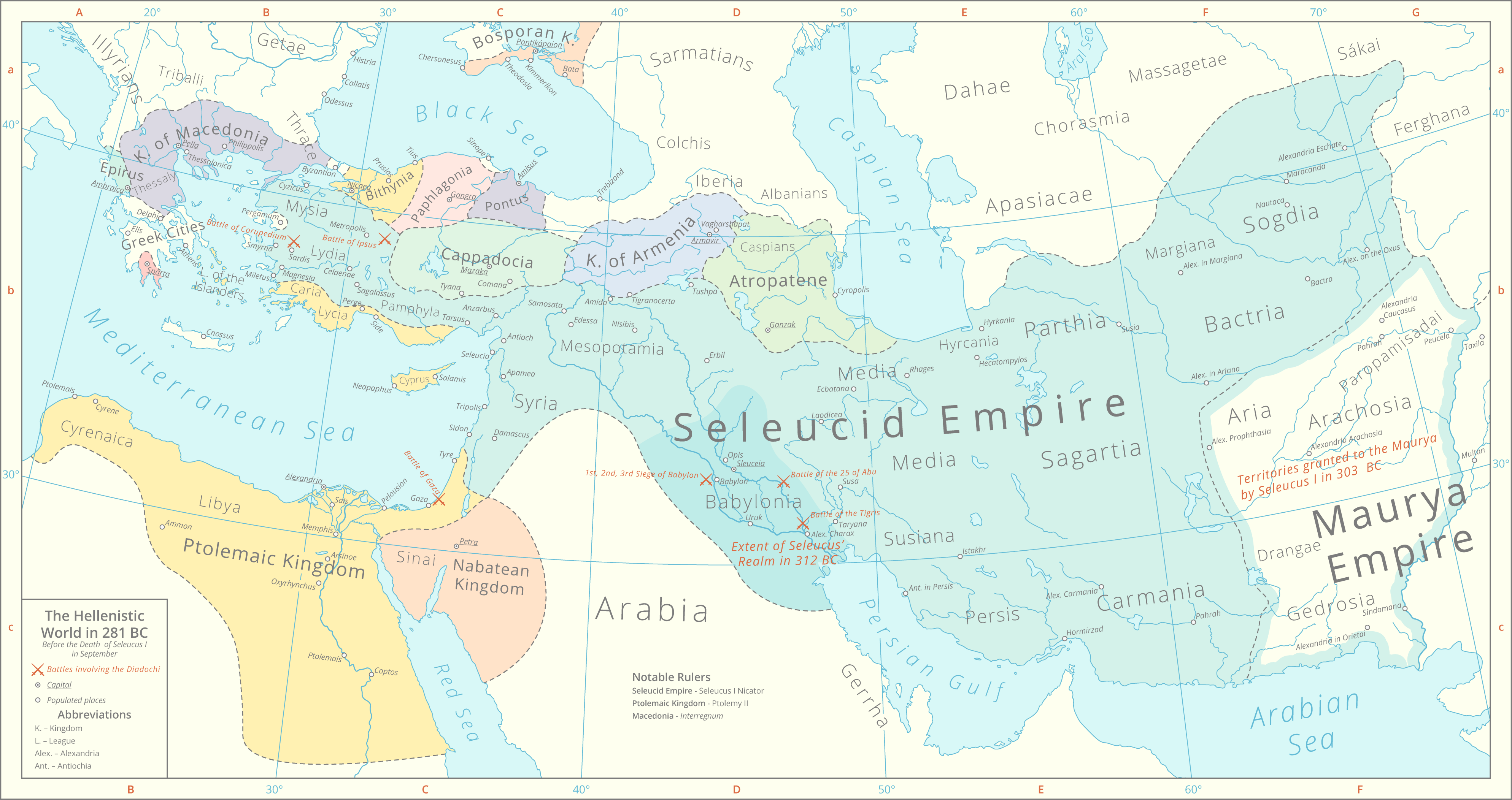
نقشه قلمرو جانشینان اسکندر مقدونی پس از تجزیه امپراتوری وی

در نتیجهٔ افزایش کشمکش‌ها در مرزهای غربی امپراتوری هخامنشیان به دلیل شورش ایونیان، جنگ‌های یونانی-پارسی شعله‌ور شد و تا نیمهٔ نخست قرن ۵ پیش از میلاد ادامه یافتند. این جنگ‌ها با عقب‌نشینی هخامنشیان از سرزمین‌هایشان در بالکان و شرق اروپا پایان یافت. داریوش سوم، آخرین پادشاه هخامنشی بود که در ۳۳۶ پ. م به تخت نشست و نیاز شد به تنش تاریخی میان امپراتوری و یونانی‌ها پایان دهد.
فیلیپ مقدونی (۳۳۶–۳۸۲ پ. م) ممالک یونانی را یکپارچه ساخت و برای حمله به آناتولی نوسازی کرده بود. پسر فیلیپ، اسکندر مقدونی، یک رهبر نظامی با استعداد زودرس، فراتر از چشم‌انداز پدرش رفت و در چندین نبرد مهم، هخامنشیان را شکست داد؛ پس از نبردهایی، این‌بار در سال ۳۳۱ پ. م، اسکندر به بین‌النهرین آمد تا در نزدیکی اربیل بار دیگر با داریوش سوم، در نبرد گوگمل روبرو شود؛ شمار نیروهای هردو طرف بسیار بود و ارتش هخامنشی از واحدهای نظامی جدیدی بهره می‌برد. با زخمی شدن داریوش سوم، ارتش وی بی‌نظم شد تا اسکندر پیروز نبرد باشد. سپس بابل، اصطخر و شوش به دست فاتح مقدونی افتاد. همچنین او به سمت پایتخت هخامنشیان، پارسه لشکرکشی کرد و پس از کشتن آریوبرزن و نیروهایش، آنجا را به آتش کشید. داریوش سوم را نیز دو تن از ساتراپ‌ها کشتند. اسکندر پس از مرگ داریوش سوم، ادعا کرد که داریوش او را به جایگزینی برگزیده و او ادامه دهنده راه هخامنشیان است، با این حال پایان رسمی دوران هخامنشیان، پس از نبرد دربند پارس، در سال ۳۳۰ پ. م در نظر گرفته شده‌است.
پس از درگذشت ناگهانی اسکندر در سال ۳۲۳ پ. م، با توجه به آنکه جانشین لایقی معرفی نکرد، هرج و مرج بر قلمروی وی چیره گردید؛ تا اینکه در سال ۳۱۲ پ. م، امپراتوری سلوکی هلنیستی به پا خواست و ایران نیز در اختیار آنان قرار گرفت. مهم‌ترین میراث پیروزی‌های نظامی و سیاسی اسکندر در زمینهٔ فرهنگی بود؛ تمدن یونانی با او و جانشینانش در سراسر سرزمین هخامنشی گسترش یافت. با وجود اینکه برخی عناصر بومی نیز توسط فاتحان پذیرفته شد، اما پذیرش جنبه‌های گوناگون تمدن یونان توسط بومیان قابل توجه بود. اگرچه دین‌یاران زرتشتی در سرپیچی از اسکندر سرسخت باقی ماندند و او را «اسکندر لعنت‌شده» لقب دادند و او را ویرانگر امپراتوری ایران و مقدسات زرتشتی دانستند. روستاییان نیز کسانی بودند که طبیعتاً کمتر از فرهنگ یونانی اثر گرفتند.

### شاهنشاهی اشکانی (۲۴۷پ. م-۲۲۴م)

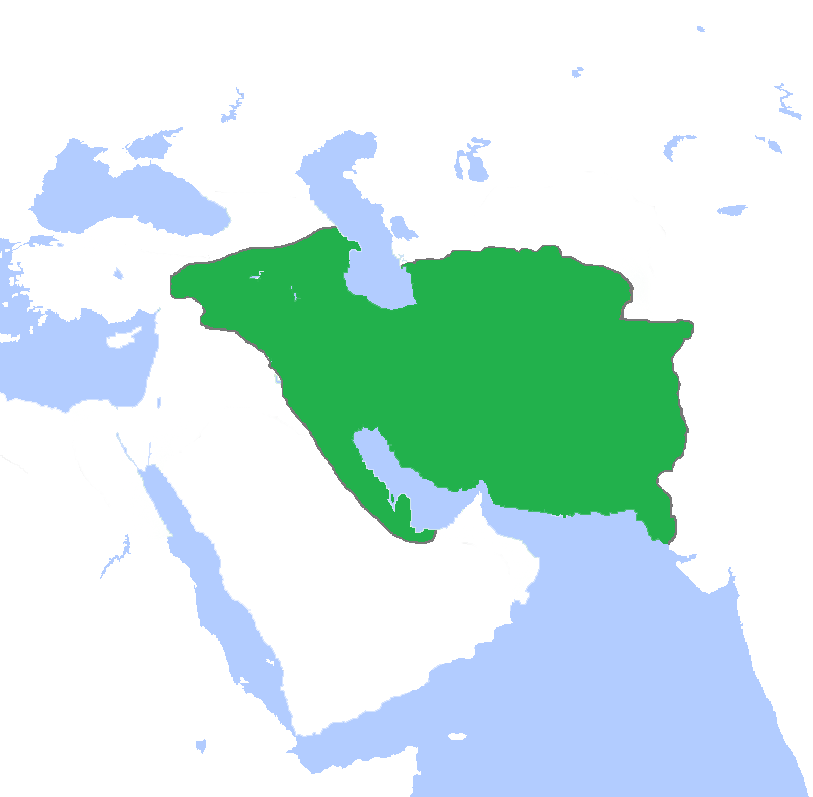
شاهنشاهی اشکانی در بیشترین گسترهٔ خود زیر فرمان مهرداد دوم

شاهنشاهی اشکانی که توسط دودمان اشکانیان اداره می‌شد، گروهی از مردم شمال شرقی ایران بود که پس از فتح پرنی بر پارت و شکست امپراتوری سلوکی در اواخر قرن سوم پیش از میلاد، متحد شدند و بر فلات ایران و مناطق همجوار مانند عربستان شرقی حکومت کردند.
شاهنشاهی اشکانی و امپراتوری روم به عنوان دو ابرقدرت جهان باستان بزرگ‌ترین رقیب یکدیگر بودند و مکرراً به نبرد می‌پرداختند. برای رومیان که به پیاده‌نظام سنگین متکی بودند، شکست اشکانیان بسیار سخت بود، زیرا سواره نظام اشکانیان بسیار سریعتر و متحرکتر و قدرتمندتر از سربازان پیاده رومی بودند. تیراندازی پارتی که توسط سواره نظام اشکانی اجرا می‌شد، بسیار موجب ترس سربازان رومی بود و در شکست‌های کوبنده روم در نبردها نقش اساسی داشت. از سوی دیگر اشکانیان در جنگ‌های محاصره ای مهارت نداشتند. به دلیل این ضعف‌ها، نه رومیان و نه اشکانیان نتوانستند در قلمرو یکدیگر را تصرفات طولانی داشته باشند.
شاهنشاهی اشکانی به مدت نزدیک پنج سده دوام آورد، یعنی بیشتر از بسیاری از امپراتوری‌های شرقی. پایان این شاهنشاهی سرانجام در سال ۲۲۴ پس از میلاد به پایان رسید، زمانی که پایه‌های آن سست شد و آخرین شاهنشاه آن به‌دست اردشیر بابکان، بنیان‌گذار شاهنشاهی ساسانی، شکست خورد. با این حال، برخی از سلسله‌های تحت فرمان اشکانیان تا مدت‌ها بعد در ارمنستان، ایبریا، و آلبانی قفقاز به حیات خود ادامه دادند.

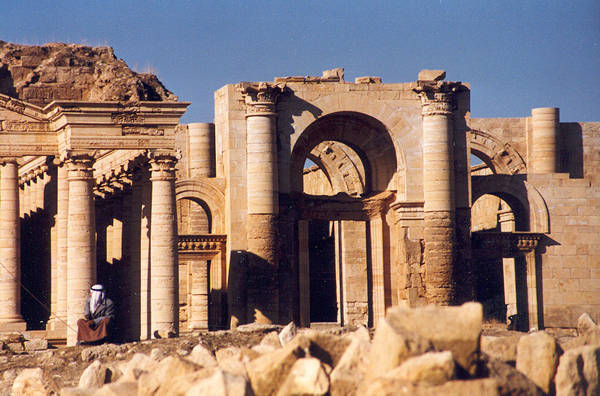
شهر هترا در عراق، از شهرهای شکوفا شده اشکانی

اشکانیان تا حد زیادی هنر، معماری، مذهب و نشان‌های سلطنتی امپراتوری فرهنگی ناهمگن خود را که شامل فرهنگ‌های پارس، هلنیستی و منطقه‌ای بود، پذیرفتند. در اوایل، درباریان اشکانی برخی از آداب یونانی را پذیرفتند اما با گذر زمان، به دنبال احیای فرهنگ و دین‌های ایرانی رفتند. همگی پادشاهان اشکانی نسب خود را به هخامنشیان می‌دانستند و خود را شاهنشاه می‌خواندند.
در سال ۱۳۳۰ خورشیدی، باستان‌شناس آلمانی ویلهلم کونیک و همکارانش در نزدیکی تیسفون ابزارهایی از دوران اشکانی را یافتند. پس از بررسی معلوم شد که این ابزارها پیل‌های الکتریکی هستند که به دست ایرانیان در دوران اشکانی ساخته شده و به کار برده می‌شده‌اند. او این پیل‌های تیسفون را باتری بغداد (Bagdad Battery) نامید. اکتشاف این اختراع ایرانیان به اندازه‌ای تعجب و شگفتی جهانیان را برانگیخت که حتی برخی از دانشمندان اروپایی و آمریکایی این اختراع ایرانیان را به موجودات فضایی و ساکنان فراهوشمند سیارات دیگر که با بشقاب‌های پرنده و کشتی‌های فضایی به زمین آمده بودند، نسبت دادند، و آن را فراتر از دانش اندیشمندان و پژوهشگران ایرانی دانستند. برای ایشان پذیرفتنی نبود که ایرانیان ۱۵۰۰ سال پیش از لوییجی گالوانی ایتالیایی (۱۷۸۶ میلادی) پیل الکتریکی را اختراع نموده باشند.

### شاهنشاهی ساسانی (۲۲۴–۶۵۱ م)

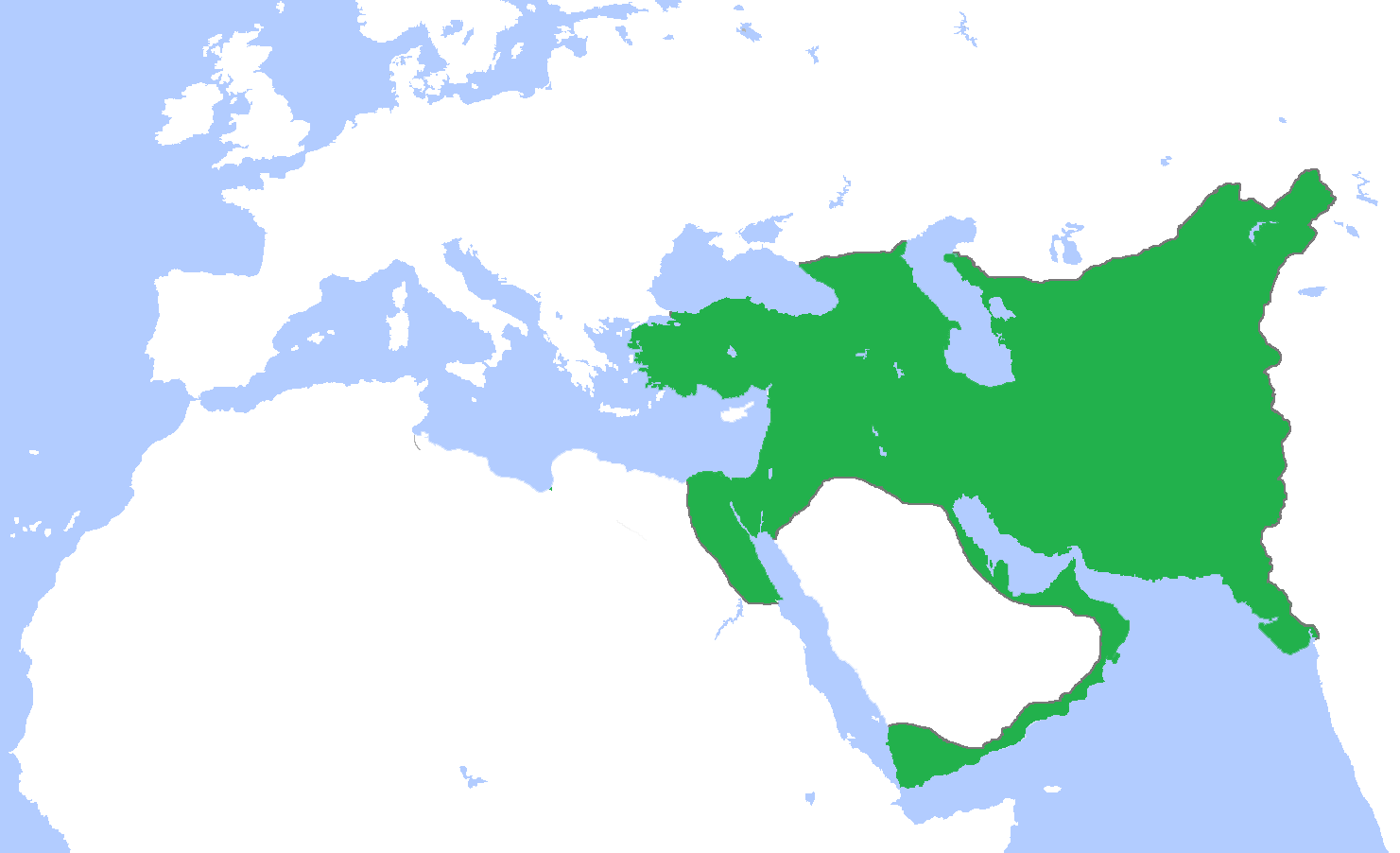
شاهنشاهی ساسانی در نهایت گسترهٔ خود تحت فرمانروایی خسرو پرویز

نخستین شاه شاهنشاهی ساسانی، اردشیر بابکان، اصلاحات اقتصادی و نظامی کشور را آغاز کرد. برای یک دوره بیش از ۴۰۰ ساله، ایران بار دیگر در کنار رقیب همسایه خود، امپراتوری روم و سپس بیزانس، یکی از قدرت‌های پیشرو در جهان بود. قلمرو امپراتوری، در اوج خود، تمام ایران، عراق، آذربایجان، ارمنستان، گرجستان، آبخازیا، داغستان، لبنان، اردن، فلسطین، اسرائیل، ترکیه، پاکستان، هند، ایران و روسیه و عربستان و بخش‌هایی از مصر را در بر می‌گرفت.
اردشیر یکم ساسانی شناخته‌شده به اردشیر بابکان بنیان‌گذار شاهنشاهی ساسانی بود. وی پس از شکست واپسین شاهنشاه اشکانی، اردوان پنجم در سال ۲۲۴ میلادی در دشت هرمزدگان، دودمان اشکانی را برانداخت و پادشاهی ساسانی را بنیان گذاشت. اردشیر از آن پس خود را «شاهنشاه» نامید و تسخیر سرزمینی را که ایرانشهر یا «ایران» می‌خواندش، آغازید.
شاپور یکم، شاپور دوم، خسرو انوشیروان، و خسرو پرویز از بزرگ‌ترین شاهان ساسانی بودند.
جنگ ۲۵ ساله ایران و روم که از ۶۰۲ تا ۶۲۸ به طول انجامید، نظم سیاسی را که طی سه سده بر این منطقه حاکم بود، فروریخت و خلأ قدرتی را پدیدآورد، که در پی آن سپاهیان مسلمان عرب آن دو امپراتوری را شکست دادند و امپراتوری نوپدید خلافت را بنا نهادند.
سپس طی کشورگشایی‌های اعراب، یزدگرد سوم آخرین پادشاه ساسانی، در مرو به دست آسیابانی کشته شد و ایران به قلمرو خلافت افزوده شد.

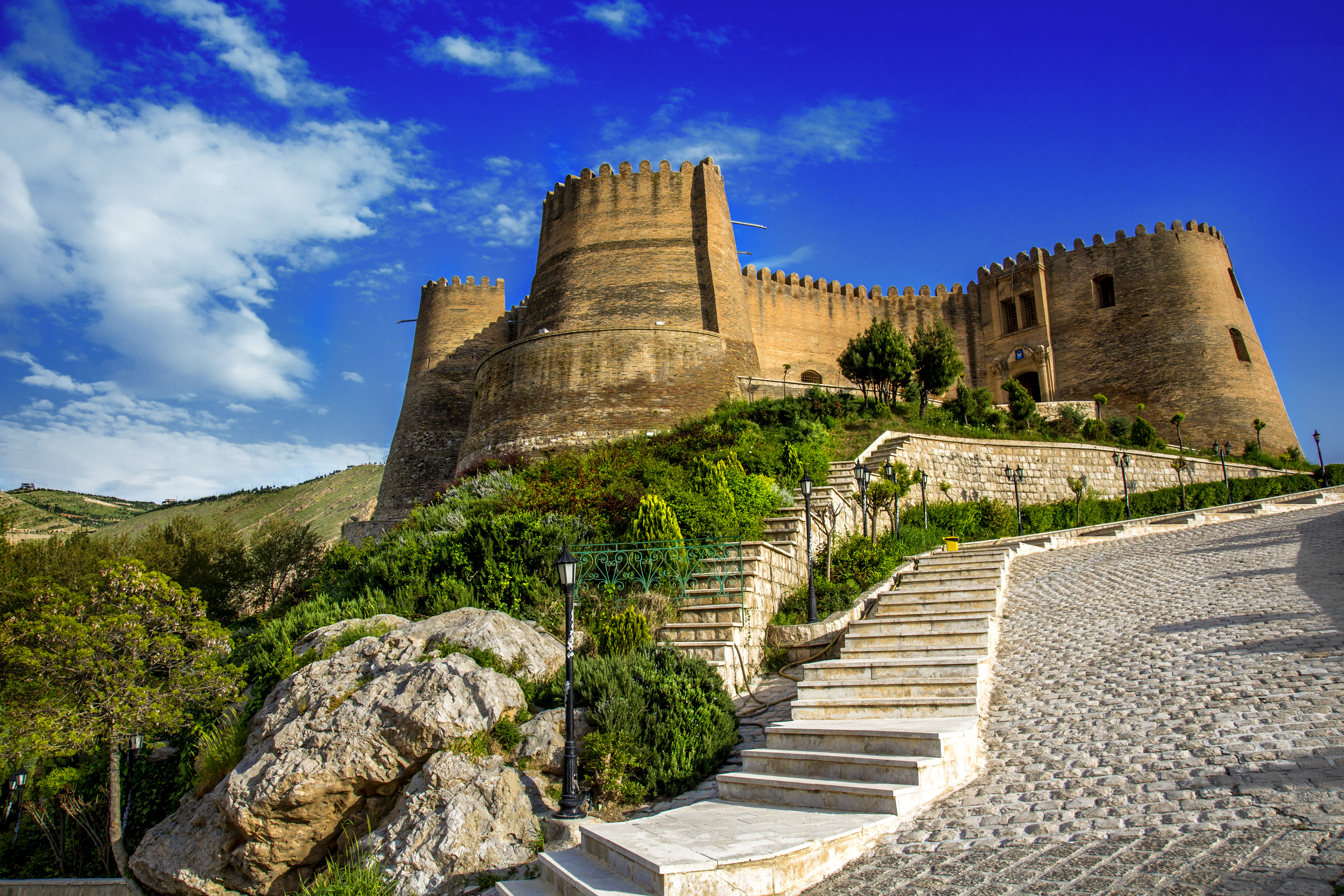
نگاره‌ای از فلک‌الافلاک که در خرم‌آباد قرار دارد و مربوط به دوره ساسانیان است.

بیشتر طول عمر شاهنشاهی ساسانی به جنگ‌های مکرر بیزانس و ساسانیان، که ادامه جنگ‌های اشکانیان و رومیان بود قرار گرفت. واپسین درگیری، طولانی‌ترین درگیری در تاریخ باستان بود. جنگ‌های ایران و روم که در سده یکم پیش از میلاد توسط پیشینیان آنها، اشکانیان و رومیان آغاز شد، در قرن هفتم پایان یافت. ایرانیان در نبرد ادسا در سال ۲۶۰ رومیان را شکست دادند و امپراتور والرین را تا پایان عمر به اسارت گرفتند.
عربستان شرقی به‌زودی فتح شد؛ همچنین خسرو انوشیروان یمن را به امپراتوری افزود. در زمان حکومت خسروپرویز در سال‌های ۵۹۰–۶۲۸، مصر، اردن، فلسطین و لبنان نیز به امپراتوری ضمیمه شدند. ساسانیان شاهنشاهی خود را ایرانشهر می‌نامیدند.
در دوره ساسانی جنگ‌های هفتصد ساله ایران و روم دنبال شد. در این زمان، ارتش‌های ساسانی و رومی-بیزانسی برای نفوذ در آناتولی، قفقاز غربی (عمدتاً لازیکا و پادشاهی ایبریا؛ گرجستان و آبخازیا امروزی)، ، ارمنستان و شام با هم درگیر شدند. در زمان ژوستینین یکم، جنگ با پرداخت خراج روم به ساسانیان به صلحی ناآرام رسید.
دوران ساسانیان که درازای دوران باستان متأخر را در بر می‌گیرد، یکی از مهم‌ترین و تأثیرگذارترین دوره‌های تاریخی ایران به‌شمار می‌رود و تأثیر زیادی بر جهان داشته‌است. دوره ساسانیان از بسیاری جهات شاهد بالاترین دستاوردهای تمدن پارسی بوده و آخرین امپراتوری بزرگ ایران قبل از پذیرش اسلام را تشکیل می‌دهد. ایران در زمان ساسانیان بر تمدن روم تأثیر زیادی گذاشت.
نفوذ فرهنگی آنها بسیار فراتر از مرزهای سرزمینی امپراتوری گسترش یافته و تا اروپای غربی، آفریقا، چین و هند می‌رسد. همچنین نقش برجسته‌ای در شکل‌گیری هنر قرون وسطایی اروپای و آسیای دارد.

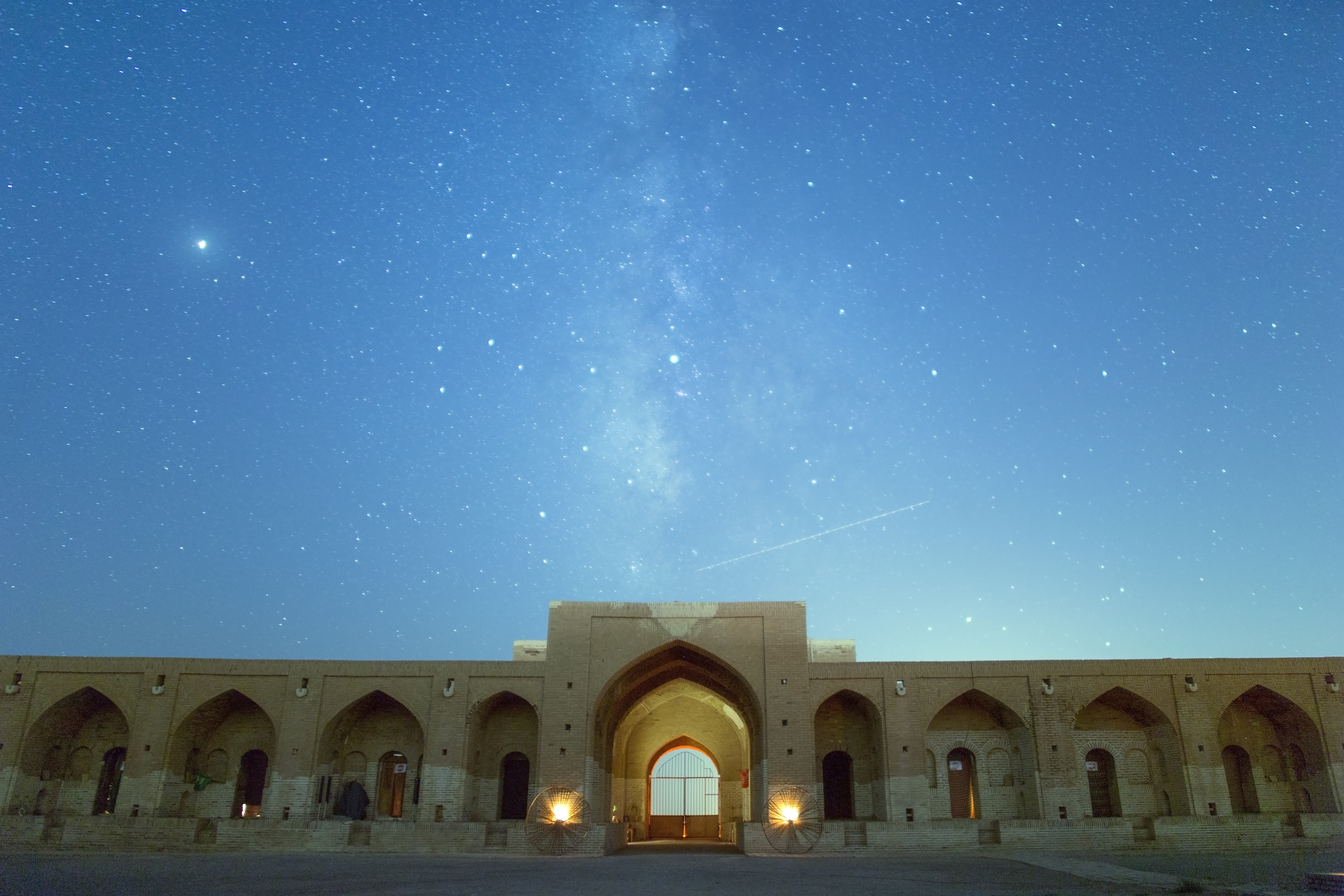
کاروانسرای ساسانی دیرگچین بر سر راه جادهٔ ابریشم

دستاوردهای فرهنگی و علمی ساسانیان به جهان اسلام منتقل شد. فرهنگ منحصر به فرد و اشرافی این سلسله، فتح و ویرانی ایران توسط اعراب را به رنسانس ایرانی تبدیل کرد. بسیاری از آنچه که بعداً به عنوان فرهنگ، معماری، نگارش، و دیگر دستاوردهای تمدن اسلامی شناخته شد، از شاهنشاهی ساسانی به جهان اسلام برده شد.

## ایران در عصر میانه
حمله اعراب به ایران پایان عصر باستان در ایران را به‌دنبال داشت. با سقوط شاهنشاهی ساسانی ایران وارد عصر میانه شد. ظهور شاه اسماعیل یکم و بنیان‌گذاری شاهنشاهی صفوی پایان عصر میانه در ایران را رقم زد.

### حمله اعراب
اندکی پس از درگذشت محمد بن عبدالله، ابوبکر لشکری را به سرزمین‌های جنوب رود فرات و شهر حیره در غرب قلمرو ساسانیان (عراق کنونی) فرستاد و آنجا را فتح کرد. پس از بازپس‌گیری و جابجا شدن این شهر میان مسلمانان و ساسانیان در زمان عمر، سرانجام لشکر سلطنتی ایران تحت فرماندهی رستم فرخ‌زاد در نبرد قادسیه با اعراب درگیر شد که نتیجه آن پیروزی اعراب بود. سپس تیسفون، پایتخت ساسانیان، پس از یک محاصره کوتاه تسخیر و غارت شد و سپس در نبرد جلولا اشغال عراق تکمیل شد. التون دنیل معتقد است که پس از تصرف عراق عمر علاقه‌ای به گسترش جنگ تا فلات ایران نداشت اما به دلایل مختلف از جمله علاقه لشکریان عمر به کسب غنائم بیشتر و ترس عمر از حمله یزدگرد یا یکی از مدعیان سلطنت، نهایتاً تصمیم به حمله گرفت. در سال ۶۴۲ آخرین مقاومت منسجمِ ایرانِ ساسانی در نبرد نهاوند رخ داد (نبرد نهاوند) که پس از نبردی خونین اعراب پیروز شدند. یزدگرد متواری شده و عاقبت در سال ۶۵۱ میلادی بنا به روایتی به دست آسیابانی در مرو کشته شد.

### خلافت اموی
خلافت اموی دومین خلافت اصلی از مجموع چهار خلافت بنیان نهاده شده بعد از درگذشت محمد بود. خلفای اموی همگی از خاندان بنی امیه (فرزندان امیه) بودند. عثمان بن عفان سومین خلیفه از خلفای راشدین نیز از بنی امیه بود. معاویه بن ابوسفیان (که برای مدتی طولانی در زمان خلفای راشدین فرماندار شام بود) پس از پایان فتنه اول (۶۶۱ میلادی) به عنوان بنیانگذار سلسله امویان، برای نخستین بار در تاریخ اسلام، انتخاب خلیفه را موروثی نمود. در تاریخ اسلام بعد از مرگ معاویه، فتنه دوم آغاز شد و به مدت ۱۲ سال بین مسلمانان بر سر تعیین خلیفه نزاع، کشمکش و درگیری بود.

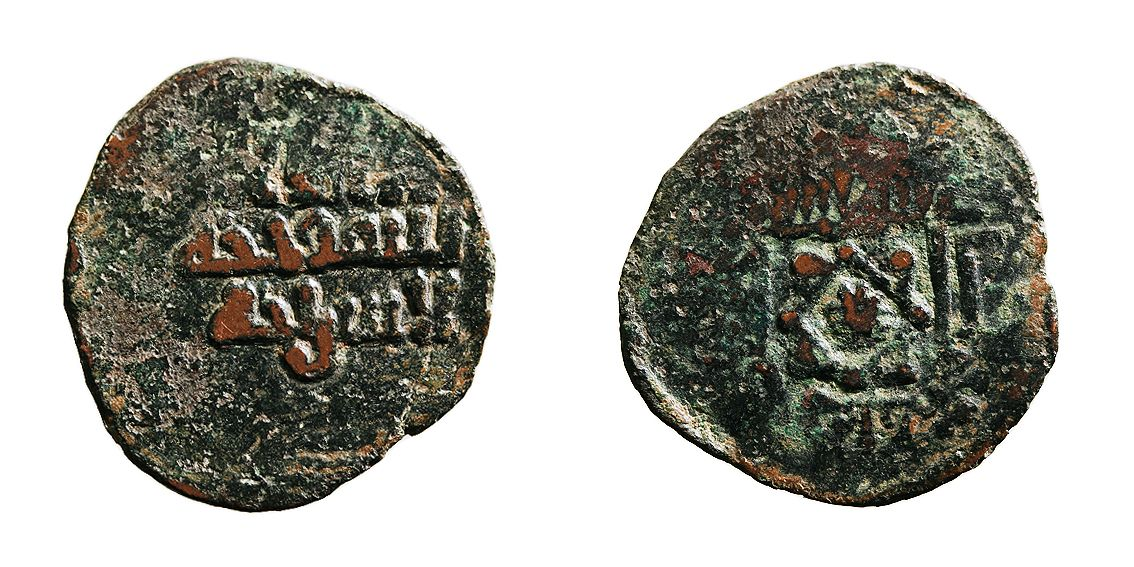
نمونه ای از سکه‌های اموی، عبدالله بن محمد

پس از کشته شدن علی در مسجد کوفه و صلح حسن و معاویه، خلافت معاویه بن ابوسفیان آغاز می‌گردد. به نوشته عبدالحسین زرین کوب، حکومت امویان را چیزی به جز ارتجاع و بازگشت به فرهنگ عرب پیش از اسلام نمی‌توان نامید؛ زیرا به جز دورهٔ کوتاه مدت خلافت عمر بن عبدالعزیز تمامی خلفای این سلسله خشونت و تنفر نسبت به موالی و غیر عربان را پیشه خویش کرده بودند امویان را اعتقاد بر این بود که فقط کسی که خون خالص عربی در رگ و ریشه‌اش باشد سزاوار فرمانروایی خلق است و سایر نژادها برای خدمت به اعراب و انجام کارهای پست آفریده شده‌اند.
امویان تلاش کردند تا زبان عربی را بر مردم زیر فرمانشان تحمیل کنند. به عنوان مثال حجاج ابن یوسف که از استفاده از زبان فارسی در دیوان‌های اداری راضی نبود، دستور داد تا این زبان با عربی جایگزین شود، اتفاقی که معمولاً به راحتی انجام نمی‌پذیرفت و در بیشتر مواقع با خشونت روی می‌داد. گزارش خشونت‌های اعمال شده توسط امویان علیه فرهنگ ایرانی، در نوشته‌های متفکرانی مانند ابوریحان بیرونی و ابو الفرج اصفهانی بازتاب پیدا کرده‌اند. بیرونی در گزارش فراموش شدن زبان خوارزمی از این می‌گوید که سپاه عرب همه کسانی که می‌توانستند به خوارزمی صحبت کنند را کشتند، تا تنها کسانی که خواندن و نوشتن بلد نبودند، باقی ماندند.
اعراب دوران بنی امیه، در حفظ نژاد خود می‌کوشیدند و به غیر عرب و موالی، زن نمی‌دادند. حتی شدت تعصب امویان به حدی بود که به نوشته مسعودی، امویان خلافت را بر پسر کنیز (غیر عرب) حرام می‌دانستند؛ زیرا مایل نبودند کنیز زادگان، عهده‌دار خلافت شود. خواری و خفت موالی در عصر امویان تا آنجا بود که به گزارش مطهر بن مقدسی، حاکمی چون حجاج نیز، نتوانست سعید بن جبیر را که از برجستگان تابعین بود، به مسند قضاوت بنشاند، چرا که مردم کوفه بانگ برآوردند که جز عرب کسی برای قضا شایسته نیست. گرفتن جزیه از نو مسلمانان، فرستادن موالی به میدان‌های جنگ بدون پرداخت حقوق و مسائلی همانند این، از جمله رفتارهای تحقیرآمیز امویان با موالی بود.
این سیاست‌های خشونت‌آمیز در قبال ایرانیان تا زمان پیش از ظهور بنی‌عباس در منابع تاریخی بسیار دیده می‌شود. به عنوان مثال فرستاده خلیفه در اصفهان تک‌تک موالیانی را که موفق به پرداخت مالیات خود نشده بودند را سر برید. یا مثلاً منابع تاریخی مانند الکامل نوشته ابن اثیر گزارش داده‌اند که سعد ابن عاس در سال ۶۵۱ (در جریان فتح گرگان توسط مسلمانان در دوره خلفای راشدین) تمام مردم شهر تمیشه را کشت، به جز یک نفر.
بار تسلط عرب کم‌کم بر ایرانیان سنگین‌تر می‌شد و منظور دینی عرب با اغراض شخصی و حکومت قوم غالب بر مغلوب و تحقیر مردم غیر عرب و استفاده از نتیجه زحمت تابعان تبدیل می‌گشت.
در پاسخ به دیدگاه نژادپرستانهٔ بنی‌امیه، جریان ادبی-اجتماعی به نام شعوبیه در میان تحصیل‌کردگان و ادیبان ایرانی پدیدار شد. این گروه که نام خود را از آیهٔ قرآن اخذ کرده بودند، ملاک برتری را تقوا و نه نژاد می‌دانستند و خواهان برقراری تساوی وعده داده شده در اسلام بودند و از همین‌رو به «اهل تسویه» نیز معروف گشتند. اما با گذشت زمان، اینها نیز ضمن تفکیک عرب و اسلام، متقابلاً در اشعار خود به تحقیر عرب و تفاخر به نژاد و گذشته باستانی روی آورده، به «اهل تفضیل» مبدل گشتند و نهضتی فرهنگی علیه سلطه و سیادت عرب برپا کردند. خلافت اموی به‌دست ابومسلم خراسانی برافتاد.

### خلافت عباسی
خلافت عباسی سومین خلافت بود که پس از مرگ محمد به قدرت رسید. این خلافت توسط نوادگان عموی پیامبر اسلام، عباس بن عبدالمطلب، بنیان نهاده شد که به همین دلیل به خلافت عباسی شهرت یافت. عباسیان که خلافت اموی را برانداخته بودند، در بیشتر دوران خود در بغداد حکومت کردند. خلافت عباسی در پی جنبش سیاه‌جامگان به رهبری ابومسلم خراسانی تأسیس شد.
عباسیان به مردمان غیر عرب فرصت کاملی دادند که در دستگاه جدید خدمت کرده و ارزش خود را ثابت کنند؛ و ایرانیان از این مسئله بیشترین استفاده را به عمل آوردند. به گفته وداد القاضی: «آنها [دبیران] اغلب ایرانی‌تبار بودند و باور بر این بود که کارگزاران اجتماعی قابلی بودند؛ ولی بیشتر از هر چیز آن‌ها چهره‌های دولتی قدرتمندی بودند که از جایگاه محکمی برخوردار بودند. آن‌ها مسئولیت‌های بزرگ اداری، مالی و نظامی را بر عهده می‌گرفتند.»
عباسیان، ابتدا کوفه را مرکز قدرت خود قرار دادند، اما در زمان منصور آن را به بغداد، در نزدیکی تیسفون پایتخت باستانی شاهنشاهی ایران، منتقل نمودند. در دوران عباسی دیوان‌سالاران ایرانی نظیر خانواده برمکی قدرت را امپراتوری اسلامی به دست گرفتند که همین مسئله باعث شد تا نقش مسلمانان غیرعرب در امت اسلامی افزایش پیدا کند. در این دوره طبقه حاکم سنت‌های ایرانی را پذیرفتند، به پشتیبانان هنر و دانش تبدیل گردیدند.
عباسیان اندلس را در سال ۷۵۶، مراکش را در ۷۸۸، آفریقیه را در ۸۰۰ و مصر را در ۹۶۹ از دست دادند و سلسله‌های اسلامی دیگری در این مناطق روی کار آمدند. قدرت سیاسی خلفای عباسی در نهایت با ظهور آل بویه و فتح بغداد توسط آنان عملاً از بین رفت. از این زمان به بعد، خلیفه به رهبر ظاهری جهان اسلام تبدیل شد؛ هرچند آنان توانستند تا حد زیادی عراق را تحت کنترل خود نگاه دارند. دوران خلفای عباسی و دوران طلایی اسلام با حمله مغول‌ها و سقوط بغداد در ۱۲۵۸، در زمان حمله هلاکو خان، به پایان رسید. گرچه یکی از شاخه‌های این سلسله سه سال بعد در قاهره مجدداً خلافت را بر پا نمود؛ هرچند در این زمان نیز قدرت سیاسی در اختیار امرای مملوک بود. شاخه قاهره خلفای عباسی تا فتح مصر توسط عثمانیان در ۱۵۱۷ به ادعای رهبری جهان اسلام ادامه داد.
در سال ۷۵۰ میلادی در پی جنبش سیاه جامگان، خلافت اموی به دست ابومسلم خراسانی فروپاشید و خلافت عباسی جایگزین آن شد.
نخستین خلیفه عباسی سفاح بود.
منصور دومین خلیفه عباسی از بیم افزایش قدرت ابومسلم، او را به قتل رساند. تاریخ کشتن او را در ۱۳۳ خورشیدی (برابر با ۷۵۵ میلادی) نوشته‌اند. سن او را در هنگام مرگ ۳۷ سال نوشته‌اند.
هارون الرشید (۷۸۶–۸۰۹ م) هنگامی که خلافت رسید، توانست با یاری وزیران بَرمَکی، این دولت را به اوج قدرت خود برساند و جلوهٔ سلطنت عباسی را تثبیت کند. در عصر هارون، خاندان برمکی به‌مدت تقریباً دو دهه زمام دیوان را دست داشتند. در زمان هارون‌الرشید آبادانی اوج گرفت، تمدن اسلامی به برتری رسید و پیشرفت‌ها در علوم و ادبیات بالا رفت. عصر هارون‌الرشید را بالاترین مرتبهٔ شکوفایی سیاسی اسلامی و گسترده‌ترین پیشرفت‌ها در شهرسازی، ادب و علم در سده‌های میانهٔ اسلامی می‌دانند.
تمام مشاغل مهم دولتی در دست اطرافیان یحیی بود و همیشه بیست و پنج نفر از برمکیان مهم‌ترین مشاغل لشکری و کشوری را بعهده داشتند. شاهان دیگر کشورها برای آن‌ها هدایایی می‌فرستادند و احترامی که برای آن‌ها قایل بودند برای خلیفه معمول نمی‌داشتند و این موجب تحقیر هارون می‌گردید. قدرت و ثروت افسانه‌ای برمکیان خود مزید علتی بر نابودی و سقوط آنان شد چرا که قدرت و ثروت بی حد برامکه رشک خلیفه و دیگر عناصر صاحب نفوذ و مخالفان و دشمنان آنان را برانگیخت و باعث شد دشمنانشان با بد گویی از ایشان و بدگمان کردن خلیفه نسبت به ایشان آنان را از عرصه کنار بزنند. مخالفان برامکه اندک اندک در دربار خلیفه قدرت و نفوذی به دست آوردند و توانستند از نفوذ خود در بدگمان کردن خلیفه نسبت به آن‌ها استفاده کنند. اقتدار برمکیان در واقع نمایش قدرت و نفوذ عنصر ایرانی در دستگاه خلافت عباسی بود و این چیزی نبود که اعراب و شخص خلیفه آن را برتابند. سرانجام هارون در بازگشت از سفر حج جعفر را به کام مرگ فرستاد و سر از تن او جدا کرد. همان شب خانه‌های برامکه و یاران و دست پروردگانشان را نیز محاصره و جز محمد بن خالد همه برامکه را دستگیر و اموالشان را مصادره کرد و بسیاری از آن‌ها را کشت و بسیاری دیگر را به طمع گنجینه‌های برامکه به زیر شکنجه گرفت. بعد از سقوط برامکه ضعف و فساد دولت عباسیان را دربر گرفت و هارون از این اقدام خود ابراز تأسف کرد. بعدها مأمون به بقایای برامکه توجه کرد ولی آن‌ها دیگر حشمت و قدرت قبلی خود را بازنیافتند.
پس از مرگ هارون در توس، صحنه برای رقابت میان پسرانش، امین در بغداد و مأمون در مرو ایجاد شد. در نهایت و پس از پنج سال اختلاف بین دو برادر، با قتل امین، مأمون عهده‌دار خلافت بر کل خلافت عباسی شد. در سال ۱۹۹ق/ ۸۱۳م پایان گرفت و وحدت امپراتوری زیر سلطهٔ مأمون قرار گرفت. اما مأمون پس از قتل امین، سیاست ایرانی گرایی را رها کرد. پایتختش را از مرو به بغداد در سال ۲۰۴ق برد. اما نفوذ ایرانی در ارتش، دولت و سبک زندگی کمرنگ نشد.

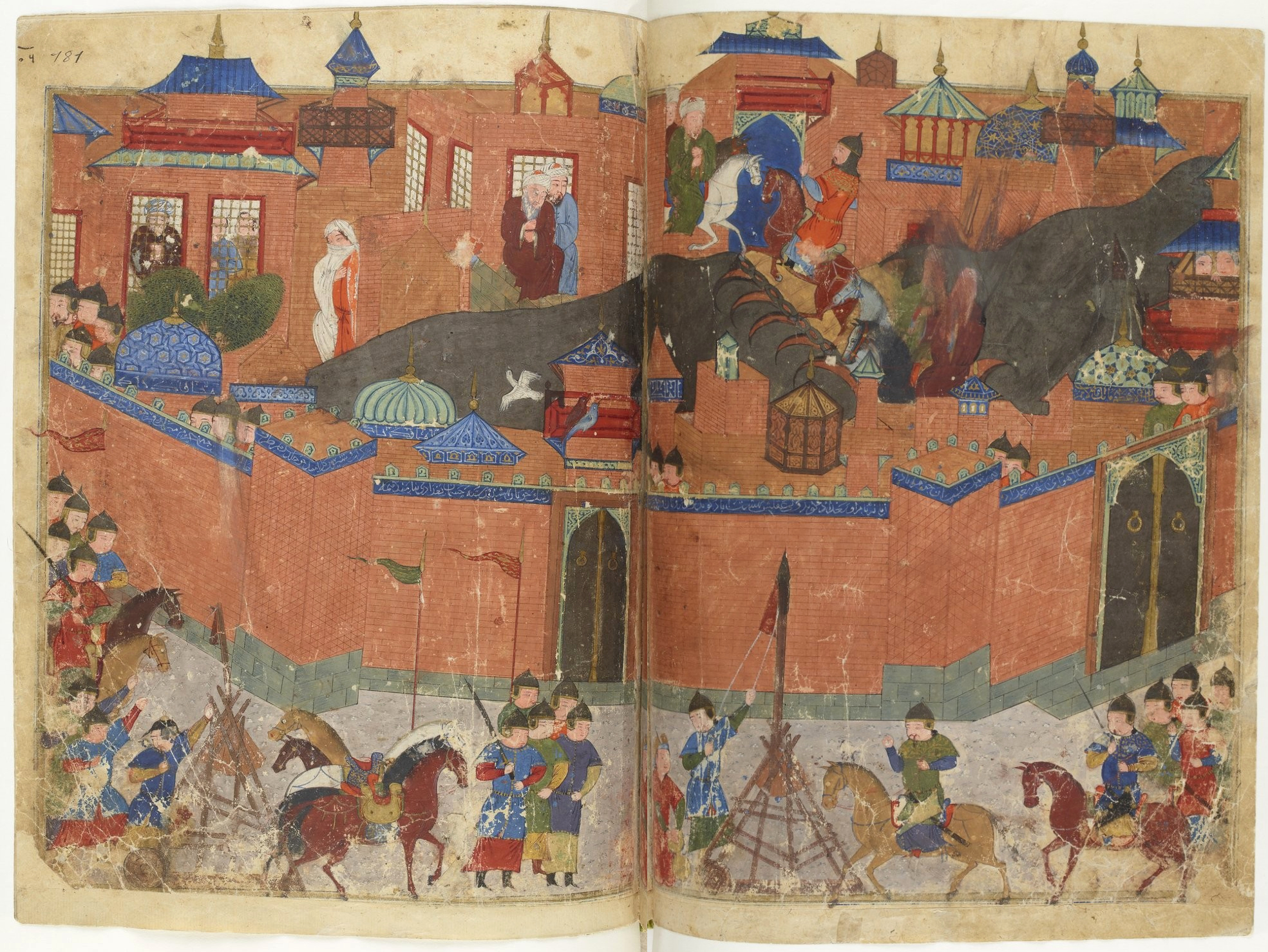
نگاره ای تاریخی از محاصره بغداد توسط مغولان

خلافت عباسی در نهایت به دست هلاکو خان مغول با تشویق خواجه نصیرالدین طوسی از بین رفت.
سبک معماری عباسی بر اساس معماری ساسانی شکل گرفته بود. به‌طور کامل ثابت شده‌است که خلفای عباسی مدیریت خود را بر اساس حکومت ساسانیان الگو قرار داده‌اند. از پسر هارون الرشید، مأمون، نقل شده‌است که می‌گوید:
فارس‌ها هزار سال فرمانروایی کردند و حتی یک روز هم به ما اعراب نیاز نداشتند. ما یکی دو قرن است که بر آنها حکومت می‌کنیم و نمی‌توانیم بدون آنها یک ساعت کار کنیم.

### استقلال ایران

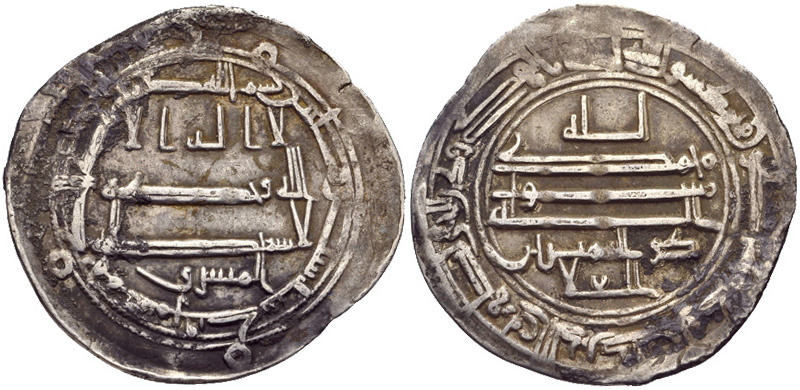
سکه‌های طاهر ذوالیمینین، بنیانگذار سلسله طاهریان

طاهر بن حسین در پیروزی مأمون بر امین نقش برجسته ای داشت.
بنابراین به علت تمایل مأمون برای واگذاری خراسان به طاهر ذوالیمینین و همچنین تلاش بی‌وقفهٔ طاهر و اطرافیانش، به خصوص وزیر مأمون، احمد بن ابی‌خالد احول، حکومت خراسان بزرگ و ایالات شرقی در سال ۸۲۱ میلادی به طاهر واگذار شد. اما مسئلهٔ خوارج و عدم کامیابی کامل طاهر در کنترل و سرکوب تحرکات آنان یا امری دیگر، موجب ایجاد تنش میان او و مأمون گردید. طاهر که منتظر فرصتی برای اعلام استقلال بود، تنش موجود را دستاویزی قرار داد و یک سال و شش ماه پس از حکومت خود بر خراسان، در سال ۸۲۲ میلادی با حذف نام خلیفه از خطبه‌ها، استقلال حکومت خود را اعلام کرد. از دیگر علائم اعلام استقلال نیز، حذف نام خلیفه از سکه‌هایی که ذوالیمینین نیز بر روی آنان ضرب گشته بود (۸۲۱ میلادی)، در دورهٔ طاهر می‌دانند.
همچنین طاهر پس از اعلام استقلال، به نام یکی از علویان که قاسم بن علی نام داشت، خطبه خواند تا بدین ترتیب، رویگردانی خود از بنی‌عباس و گرایش به علویان را به نمایش بگذارد. گرچه منابع معتقدند که این اقدام نوعی اقدام سیاسی بود. از دیگر علائم اعلام استقلال را، حذف نام خلیفه از سکه‌های دورهٔ طاهر که ذوالیمینین بر روی آن‌ها ضرب گشته بود (۸۲۱ م)، می‌دانند.

### میان‌دوره ایرانی
در اواسط قرن سوم هجری خلافت عباسی با جنبش‌های استقلال‌طلبانه‌ای مواجه شد که ضعف سیاسی او را در پی داشت. این جنبش‌ها در میان ایرانیان، که از پیش منتظر فرصتی برای شورش بودند، با ظهور دولت‌های سامانیان، صفاریان و زیاریان، به اوج رسید. همچنین اوایل قرن چهارم هجری در شمال ایران جنبش‌های گوناگونی علیه خلیفه آغاز شد که اسفار بن شیرویه، ماکان کاکی، مرداویج و آل بویه از این دسته‌اند. البته مقام خلیفه در سرزمین‌های سنی مذهب هنوز قداست و احترام گذشتهٔ خود را حفظ کرده‌بود و دولت‌ها مجبور به پذیرش خلافت بودند تا مقام خود را مشروعیت بخشند.
بزرگ‌ترین دشمنان خلیفه در این زمان علویان شیعه بودند که ادعای خلافت می‌کردند. در طبرستان و دیلم زیدیان طرفداران بسیاری یافتند ولی پس از دو یا سه نسل علویان طبرستان و گیلان از شعارهای عدالت‌طلبانهٔ نخستین خود عدول کرده و به کنار رانده شدند. این اوضاع زمینه را برای قیام اشرافی که نسب خود را به ساسانیان می‌رساندند، فراهم نمود و در این منطقه نیاز به حکومتی بود که دو قشر شیعیان و زرتشتیان را اقناع کند. مرداویج در این هنگام با ماهیتی دینی (مخالفت با مذهب خلیفه) و سیاسی (بازگشت به جامعه ایران باستان) قیام کرد. وی متناسب با پیشرفت کشورگشایی‌هایش تغییر هویت داده و افکار تازه‌ای بروز می‌داد؛ چنانچه ابتدا واکنشی نسبت به اسلام نشان نمی‌داد ولی پس از مدتی جامهٔ سیاه عباسی پوشید و بعدتر علیه عباسیان شورش کرد.

#### سلسله طاهریان

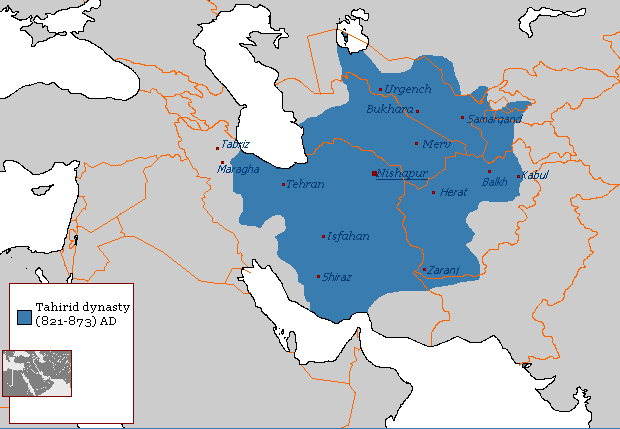
گستره حکومت طاهریان

طاهریان (۸۲۱ تا ۸۷۳ میلادی) نخستین حکومت مستقل و ایرانی‌تبار در ایران بعد از حملهٔ اعراب بودند. آنان از تبار دهقانان خراسان به حساب می‌آمدند و سنی مذهب بودند.
حکومت طاهریان توسط طاهر ذوالیمینین در سال ۸۲۱ میلادی بنیان گذاشته شد.
در زمان طاهریان دستگاه‌های اداری و لشکری به دست کارداران و دبیران ایرانی اداره می‌شد. از این راه شیوه‌های کشور داری و آیین‌های کهن ایرانی هم مانند میراث ساسانیان به آن‌ها منتقل شد. اسلام در این زمان در عمق جان مردم ریشه گرفت و زبان عربی زبان سیاست و علم بود اما زبان فارسی هم چنان در بین مردم جای داشت. حنظله بادغیسی، شاعر پارسی زبان قرن سوم هجری قمری و از نخستین شاعران و گویندگان زبان پارسی است که در عهد طاهریان می‌زیسته‌است.
با این حال طاهریان بخشی از رنسانس زبان فارسی نبودند.
پایتخت آنان ابتدا شهر مرو بود اما سپس به نیشابور انتقال یافت.
سرانجام حکومت طاهریان توسط یعقوب لیث صفاری با اسیر شدن آخرین امیر طاهریان، محمد بن طاهر سرنگون شد.

#### سلسله صفاریان

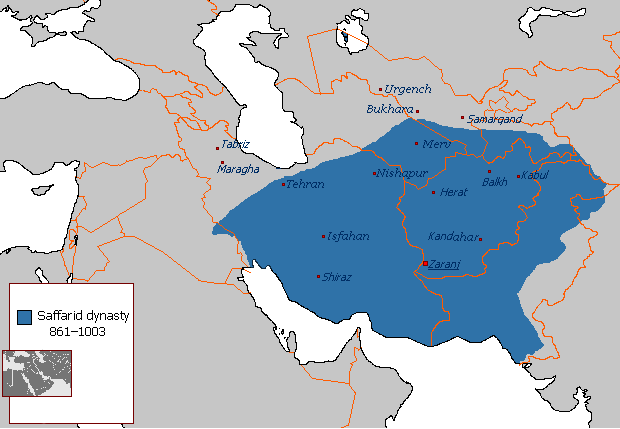
گستره فرمانروایی صفاریان

صفاریان (۸۶۱ تا ۱۰۰۳ میلادی) یکی از نخستین سلسله‌های ایرانی و مستقل، پس از حملهٔ اعراب به ایران بود. صفاریان سلسله ای سنی مذهب بودند.
سلسله صفاریان به دست یعقوب لیث صفاری بنیان گذاشته شد.
صفاریان کار خود را از سیستان شروع کردند و پایتخت خود را شهر زرنج قرار دادند.
سپس یعقوب محمد بن طاهر را برانداخت و قلمرو طاهریان را به قلمروش ضمیمه کرد.
در دوران صفاری کشاورزی رونق زیادی داشت. محصولات کشاورزی سیستان شامل انگور، غلّه، انخوزه، و میوه‌های مختلف.
همچنین گفته شده «در سیستان تنقلاتی شامل جواز قند و برگهٔ هلو و شفتالو و بادام رواج داشت، گنجه‌های خانه‌ها همیشه مملو از خشکبار، شیشه‌های عرق نعنا و نسترن بود- ماده‌ای به نام گز روغن که ماده‌ای عطری بود از تخم درخت گز می‌ساختند و آن را به روش‌های مختلف می‌پروراندند و این شبیه به رنگ و بوی روغن بان بود که برای آرایش از آن استفاده می‌کردند.»
صفاریان توجه زیادی به فرهنگ ایرانی داشتند. شرق جهان اسلام در دوران حکومت آنها شاهد ظهور شاعران برجسته پارسی گوی درباری بود.
در اواخر قرن نهم، صفاریان انگیزه‌ای برای رنسانس ادبیات و فرهنگ جدید فارسی به وجود آوردند. پس از فتح هرات توسط یعقوب لیث، برخی از شاعران شعرهایی برای پیروزی او را به زبان عربی سرودند، در نتیجه یعقوب از شاعر خود، محمد بن واصف سیستانی، خواست تا آن بیت‌ها را به فارسی بسراید.
صفاریان از معادن نقره در دره پنجشیر توانستند سکه‌های نقره ضرب کنند.
سرانجام در جریان یکی از لشکرکشی‌های محمود غزنوی به سیستان آخرین امیر صفاری، خلف بن احمد اسیر شد و سلطان محمود او را به گرگان تبعید کرد.

#### سلسله سامانیان

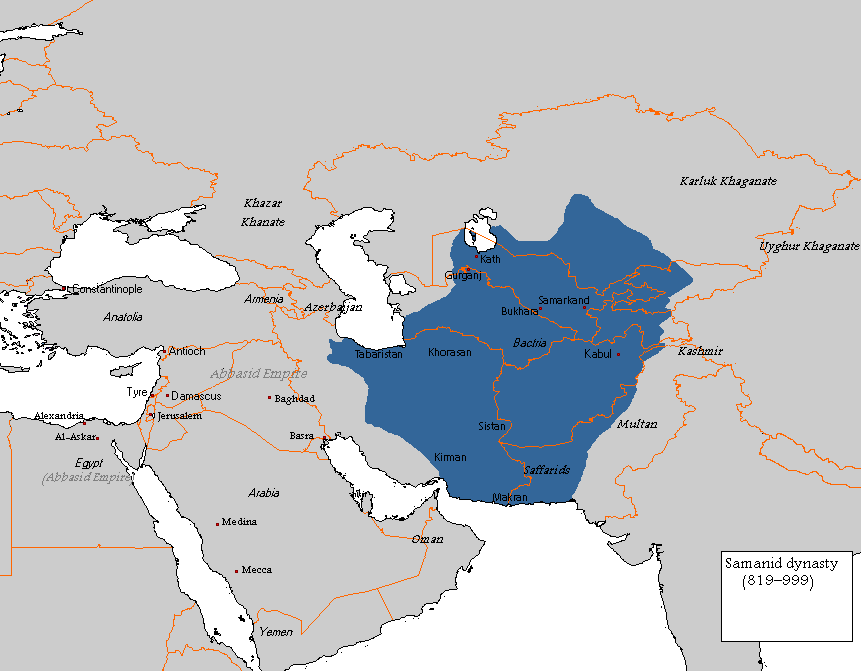
گستره حکومت سامانیان

سامانیان (۸۷۴–۱۰۰۴ م) دودمانی از امرا و حکمرانان ایرانی  سنی مذهب بود که حدود دو سده بر بخش‌های بزرگی از فرارود با مهر و زمامداری خلفای عباسی حکومت کرد. مرکز این حکومت در خراسان و فرارود بود و در بزرگ‌ترین گستره خود، بر بیشتر فلات ایران و بخشی‌هایی از آسیای میانه فرمان راند.
حکومت سامانی توسط چهار برادر، نوح بن اسد، احمد بن اسد، یحیی بن اسد و الیاس بن اسد بنیان گذاشته شد. هر کدام از آن‌ها بخشی از سرزمین‌های سامانی را زیر کنترل خود داشتند. سرانجام در سال ۸۹۲ میلادی، اسماعیل سامانی بعد از این که صفاریان را سرنگون کردند سر عمرولیث صفاری را تقدیم خلیفه کرد و تمام منطقه تحت امر سامانیان را به دست آورد.
دولت سامانی بخشی از میان‌دوره ایرانی بود که منجر به ظهور مجدد فرهنگ ایرانی و زبان پارسی شد. در این دوران، هویت ایرانی بازسازی شد و با هویت اسلامی سازگار گردید. سامانیان به دانش و هنر علاقه زیادی نشان دادند که این مسئله در نهایت منجر به برآمدن اندیشمندانی مانند رودکی، فردوسی و ابن سینا شد. در همین دوران، بخارا به شکل رقیبی برای بغداد درآمد و از نظر شکوه تنه به تنه پایتخت عباسیان می‌زد.
امیران سامانی خود را وارثان شاهنشاهان ساسانی می‌دانستند. با این حال سن مارتن آنها را از اعقاب اشکانیان دانسته‌است.

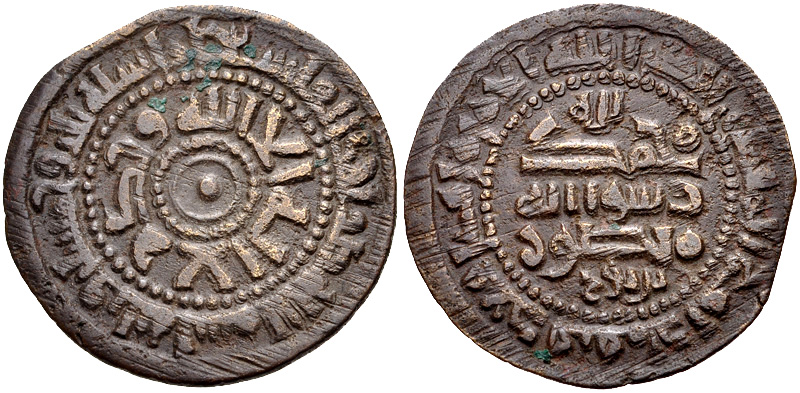
سکه‌های سامانی یافت شده در بخارا منصوب به منصور دوم

#### آل بویه

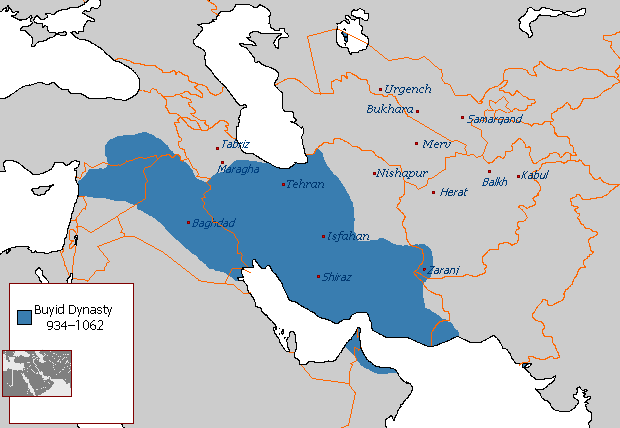
گستره حکومت بوییان

آل بویه(۳۲۰–۴۴۷ ق / ۹۳۲–۱۰۵۵ م) حکومتی ایرانی از دودمان‌های دیلمی و شیعه مذهب پس از حملهٔ اعراب است که در بخش مرکزی و غربی و جنوبی ایران و عراق فرمانروایی می‌کردند و از دیلمان در لاهیجان و گیلان برخاسته بودند.
مؤسسین این سلسله علی، حسن و احمد، سه پسر دیلمی بویه بودند که در رکاب سپاه مرداویج بودند و پس از او، ترقی کردند. رخدادهای بعدی نشان داد آنان رهبرانی توانمند و پرتکاپو بودند. معز الدوله دیلمی با پیش‌روی به سوی غرب در سال ۹۴۵ میلادی وارد بغداد پایتخت عباسیان شد و آنجا را فتح کرد. یک سال بعد مستکفی خلیفه عباسی را سرنگون و او را با المطیع جایگزین کرد. بدین ترتیب دوره ای از ۱۱۰ سال سیطره بوئیان بر خلافت آغاز شد، سیطره ای که تثبیتش برای بوئیان ۱۲ سال زمان برد. آنان عنوان امیرالامرا را که رسماً به فرمانروایان بویی بغداد داده شده بود، اختیار کردند.
در زمان آل بویه، ایده «ایرانشهر» (ایران) در آثار جغرافیایی که همگی توسط نویسندگان عمدتاً ایرانی به زبان عربی نوشته شده بود، ظاهر می‌شود. جغرافی‌دان اصطخری که در اواخر قرن دهم فعالیت می‌کرد و می‌نوشت: «بهترین زراعت، عادلانه‌ترین و حاصلخیزترین نقطه جهان و استوارترین در حیات سیاسی آن، پادشاهی ایرانشهر است. آنان همچنین لقب شاهنشاه را برای خود برگزیدند. بااینکه برادران مؤسس آل بویه نام‌های عربی علی، حسن و احمد داشتند، نسل دوم آل بویه، نام‌های ایرانی مانند کامروا، مرزبان، بهرام و خسرو داشتند.

#### امیران محلی
- علویان طبرستان
- چغانیان
- سالاریان
- باوندیان
- جستانیان
- شروانشاهان
- آل حسنویه
- آل زیار

### ظهورترکاندر سپهر سیاسی ایران (۹۷۷–۱۲۳۱)

#### امپراتوری غزنوی

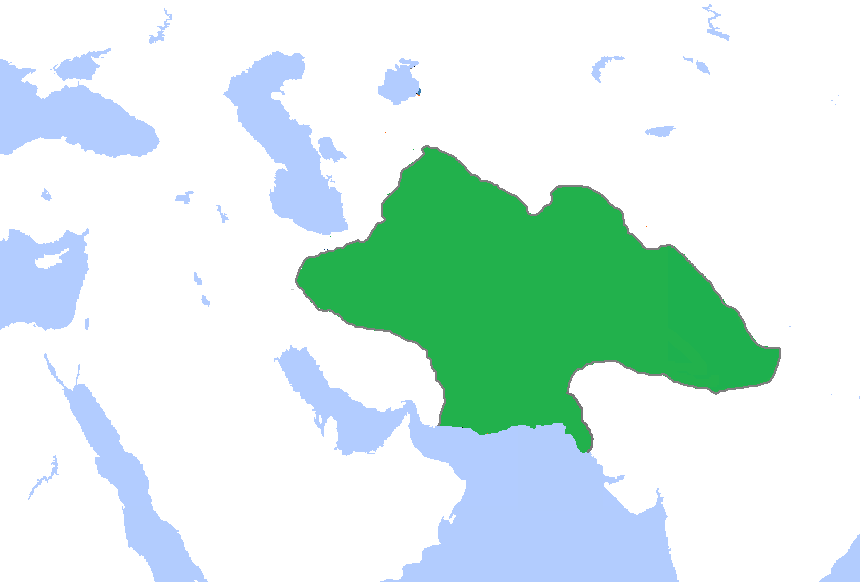
بیشترین گستره فرمانروایی غزنویان

امپراتوری غَزنَوی یا غزنویان(۹۷۵–۱۱۸۷ م) یک امپراتوری تُرک‌نژاد با فرهنگ ترکی-ایرانی و مسلمان بود  که از ۹۷۷ تا ۱۱۸۶ میلادی؛ به مدت ۲۰۹ سال در بخش‌های شرقی ایران بزرگ به ویژه خراسان بزرگ امروزی حکومت کرد و به عنوان مروج و ناشر اسلام مورد توجه و تأیید خلافت عباسی بود. شهرت این سلسله، بیشتر به خاطر فتوحاتی است که در هندوستان انجام داده‌است. از آنجا که غزنویان نخستین پایه‌های شهریاری را در شهر غزنین آغاز نمودند به غزنویان نامدار شدند. نام‌آورترین شهریاران این سلسله سلطان محمود و پسرش سلطان مسعود بودند.
بنیانگذار این سلسله آلپ‌تگین بود که از سپهسالاران ترک تبار دربار سامانی بود و در سال‌های پایانی عمر خود، در شهر غزنین از سلسله سامانیان اعلام استقلال کرد. مقتدرترین شاه غزنوی، سلطان محمود بود که غزنویان را به اوج قدرت رساند و قلمروشان را بسیار گسترده کرد.
سلطان محمود با حمله به هند، غنایم فراوانی از آن سرزمین وارد ایران کرد. او فتوحات خود را به غرب و شمال ایران گسترش داد و در سال ۱۰۲۹ به ری لشکر کشید، حاکم آن یعنی مجدالدوله رستم دیلمی را خلع کرد و حملات خود را به شمال‌غربی ایران ادامه داد، بنابراین سلطان محمود قدرتمندترین و گسترده‌ترین امپراتوری شناخته شده در جهان اسلام از زمان تأسیس خلافت عباسی را تشکیل داد.
پس از سلطان محمود، غزنویان با شکست از سلجوقیان در نبرد دندانقان رو به ناتوانی گذارده و چندی بعد بستر حوزه فرمانروایی‌شان به بخش‌هایی از هندوستان کنونی محدود شد.
آخرین پادشاه غزنوی، خسرو ملک بود که پس از یک رشته از نبردها با غوریان و شکست از آنها، به بند شد و سپس در اسارت درگذشت.

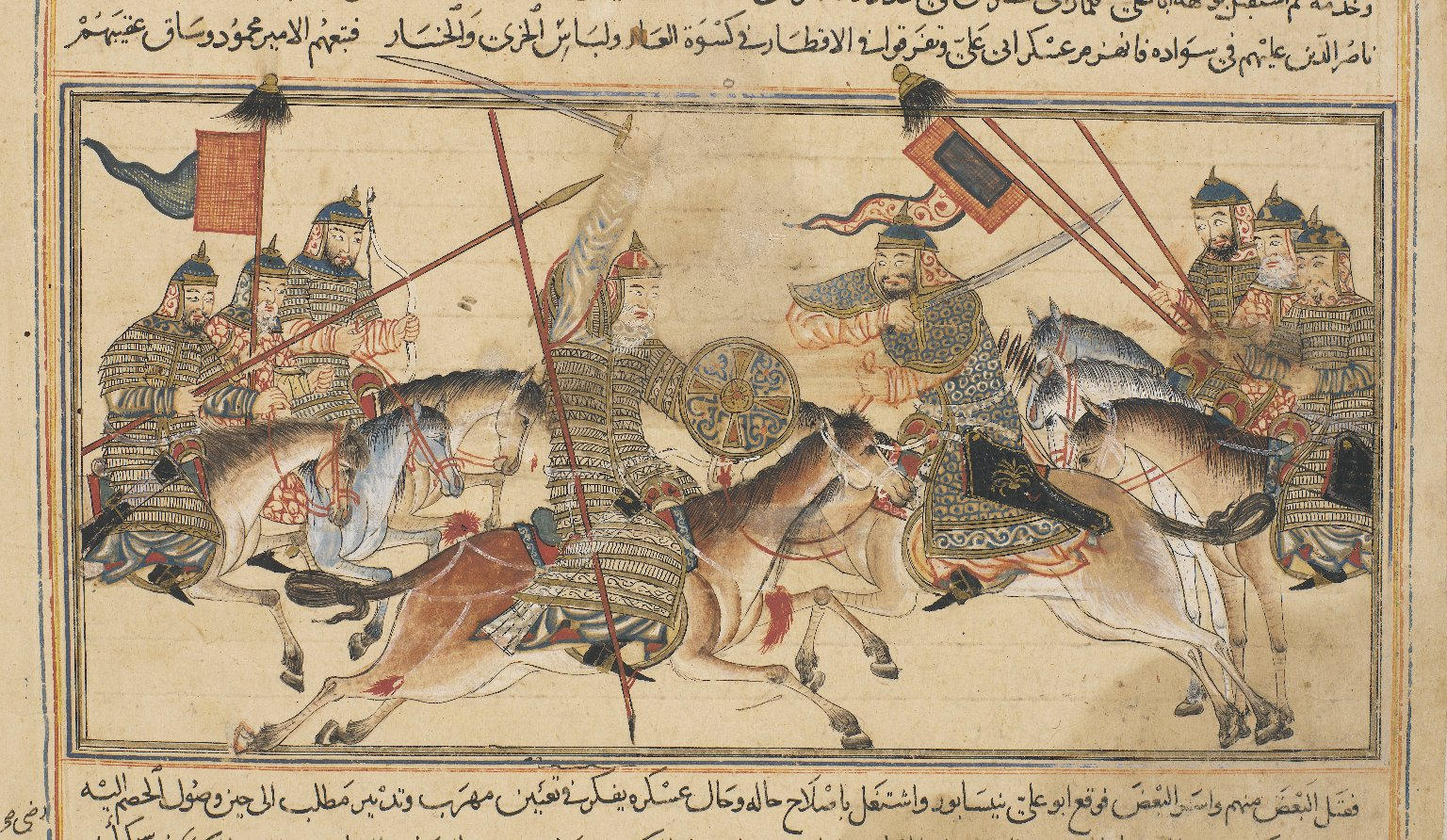
نمونه ای از نگارگری غزنوی

نوزایی (رنسانس) زبان، فرهنگ و ادبیات فارسی در دوره ترکان غزنوی در قرن یازدهم میلادی صورت گرفت.  دربار امپراتوری غزنوی به دلیل حمایت از ادبیات فارسی چنان مشهور بود که شعرایی همچون فرخی سیستانی برای ادامه فعالیت به نزد آنان سفر کردند. مجموعه شعر کوتاه عنصری (شاعر پارسی‌گوی) به سلطان محمود و برادرانش نصر و یعقوب اختصاص یافته‌است. سلطان محمود، غزنی را به مرکز آموزش علوم تبدیل کرد و فردوسی و ابوریحان بیرونی را به دربار خود دعوت نمود. او ترجیح داد که شهرت و جلالش به زبان فارسی ثبت گردد و صدها شاعر پارسی‌گوی در دربار او جمع شدند. وی کتابخانه‌های زیادی از ری و اصفهان به پایتخت خود آورد. با فتح ری و اصفهان به دست سلطان محمود، ادبیات فارسی در آذربایجان و عراق عجم گسترش یافت.
غزنویان نوشته‌های تاریخی به زبان فارسی تدوین کردند. تارخ بیهقی که در نیمه دوم قرن یازدهم نوشته شده‌است، نمونه ای از آن است. با فتح شمال هند توسط سلطان محمود غزنوی، فرهنگ و ادبیات فارسی به لاهور راه یافت شد، که بعدها شعرای مشهوری همچون مسعود سعد سلمان در هندوستان پرورش یافتند. لاهور، تحت حکومت غزنویان در قرن یازدهم، دانشمندان پارسی را از خراسان، هند و آسیای مرکزی جلب کرد و به یک مرکز مهم فرهنگی زبان و ادبیات پارسی تبدیل شد.

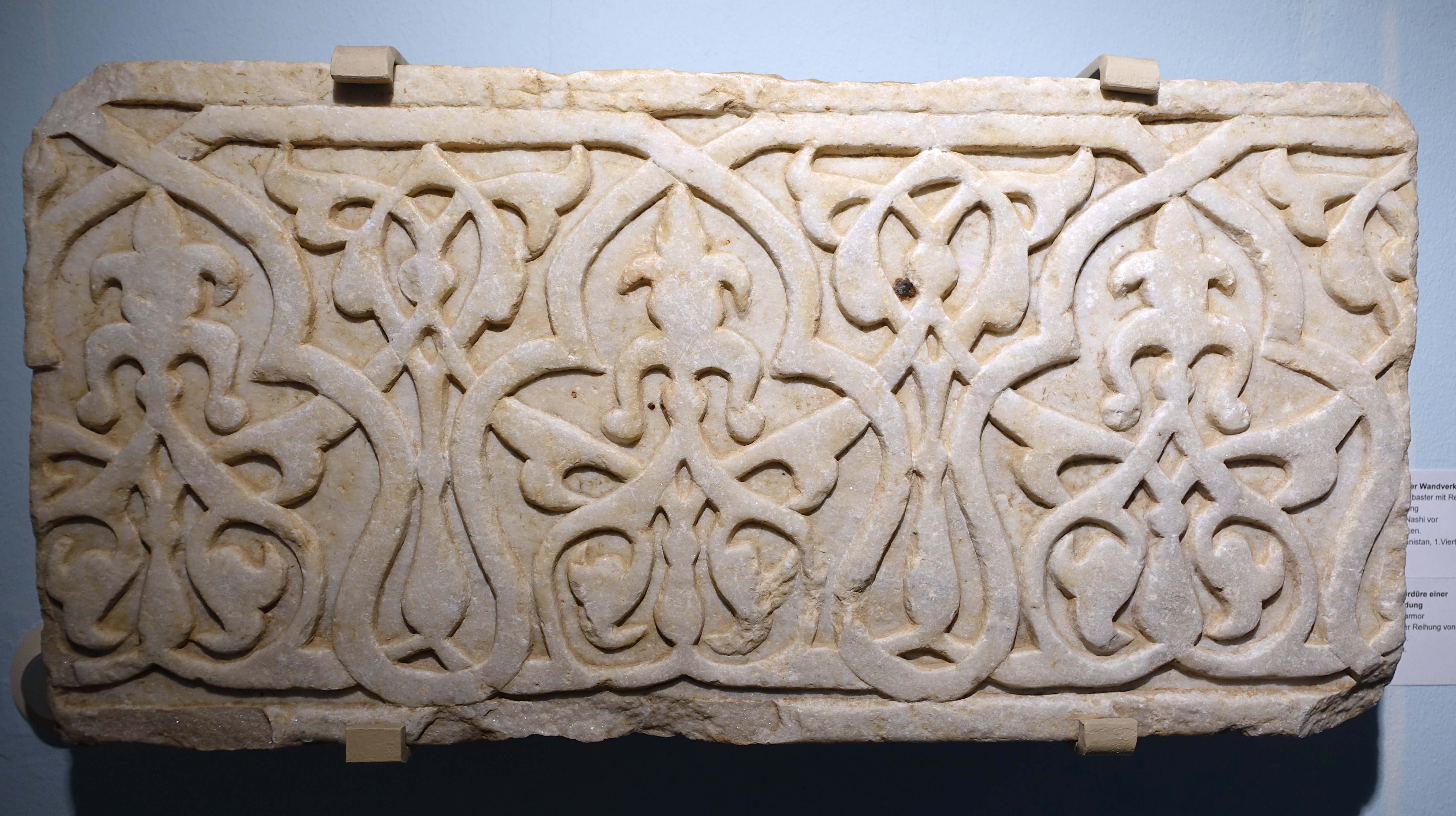
نمونه ای از هنر غزنوی

#### امپراتوری سلجوقی

گستره فرمانروایی سلجوقیان در بیشترین حد خود

امپراتوری سلجوقی، یک امپراتوری تُرک‌نژاد، با فرهنگ ترکی-ایرانی و سنی مذهب بود که توسط ایل قنیق از تُرکان اغوز بنا نهاده شد و از ۱۰۳۷ تا ۱۱۹۴ میلادی؛ به مدت ۱۵۷ سال بر ایران، آناتولی و آسیای مرکزی فرمانروایی کرد. وسعت قلمرو سلجوقیان از شرق تا کوه‌های هندوکش، از غرب تا فلات آناتولی و شام، از شمال تا آسیای مرکزی و از جنوب تا خلیج فارس ادامه داشت. سلجوقیان از سرزمین مادری خود یعنی حاشیه دریای آرال به خراسان حمله کرده و سپس وارد بخش مرکزی ایران شدند و پس از آن با پیروزی بر امپراتوری بیزانس در نبرد مَلازگرد، آناتولی را تصرف کردند. سلجوقیان تحت سلطنت طغرل بیک، با ایجاد تسلط سیاسی بر خلافت عباسی در بغداد، رهبری جهان اسلام را به دست گرفتند.

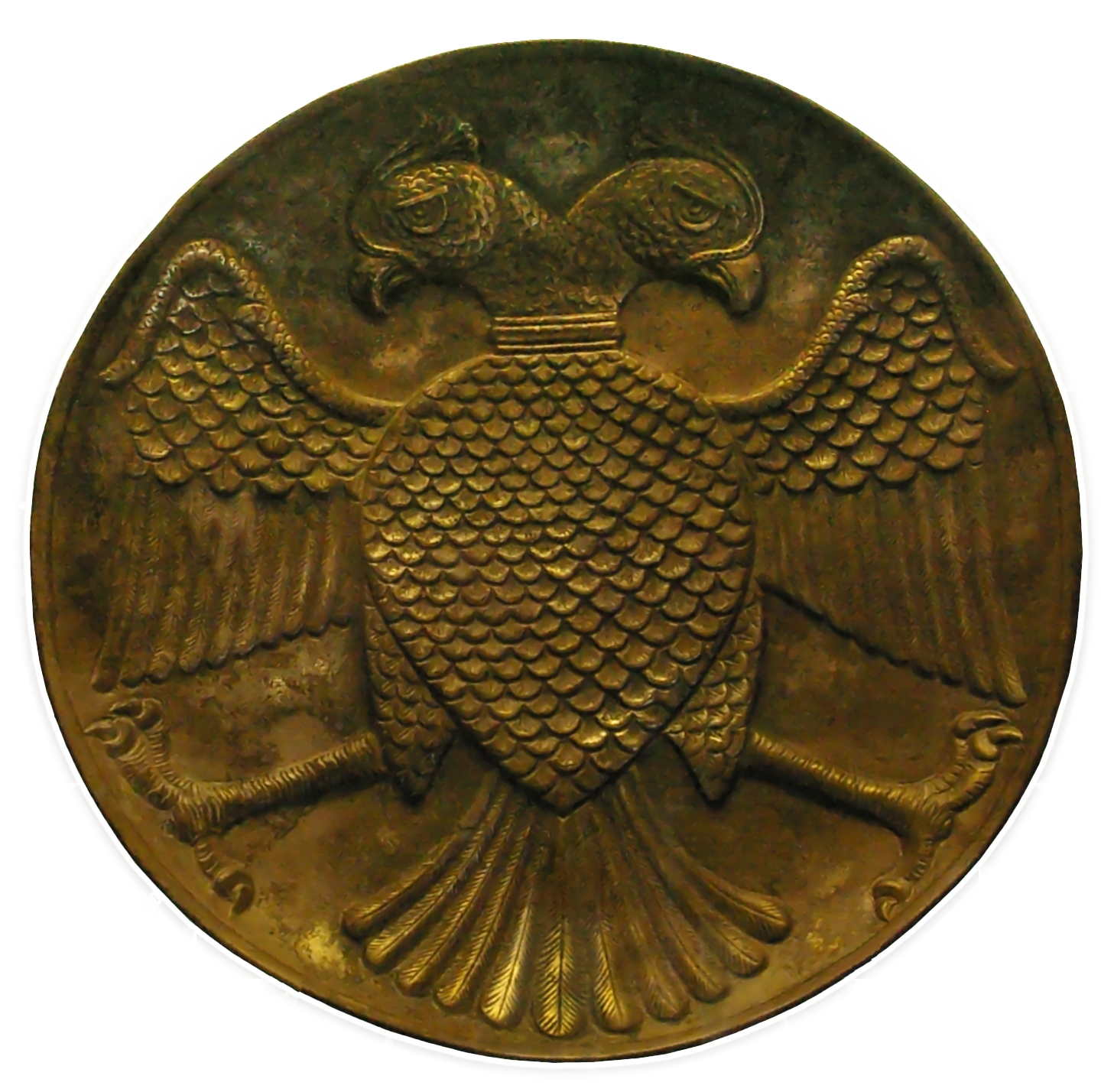
عقاب دو سر، نماد سلجوقیان

امپراتوری سلجوقی در سال ۱۰۳۷ میلادی توسط طغرل‌بیگ بنیانگذاری شد. طغرل به واسطه سلجوق بیگ که یکی از سران تُرکان اوغوز بود به قدرت رسید. سلجوقیان باعث اتحاد دوباره جهان اسلام شدند و نقش کلیدی در جنگ‌های صلیبی اول و دوم داشتند. مهاجرت ترک‌تباران به مناطق استراتژیک مرزهای شمالی و شمال غربی امپراتوری سلجوقی برای مقابله با حملات احتمالی دشمنان خارجی باعث ترک‌سازی این مناطق شد. پروفسور پیتر گلدن در کتاب خود که یکی از جامع‌ترین کتاب‌ها دربارهٔ تاریخ گروه‌های مختلف ترک چاپ شده‌است روند ترکی زبان شدن آذربایجان را به سه مرحله بخش کرده‌است:
نخست ورود سلجوقیان و مهاجرت قبایل اغوز به ناحیه آذربایجان و آران و آناتولی، دوم حمله مغولان که بیشتر سربازان شان ترک‌تبار بودند، و سوم دوران صفویان که بسیاری از قبایل اغوز-ترکمان قزلباش از آناتولی به ایران سرازیر شدند.
 سلجوقیان سپس تحت تأثیر فرهنگ و زبان ایرانیان قرار گرفتند و نقش مهمی در ایجاد پیوند بین فرهنگ‌های ترکی-ایرانی ایفا کردند به گونه‌ای که حتی باعث انتقال فرهنگ ایرانی به فلات آناتولی نیز گشتند. استقلال فرهنگی زبان فارسی (از زبان عربی) در امپراتوری سلجوقی شکوفا شد. از آنجا که سلجوقیان، سنت اسلامی یا ادبی قوی از خود نداشتند، زبان ملی مملکت تحت سلطه خود، یعنی فارسی را به کار گرفتند، بدین ترتیب زبان و ادبیات فارسی در کل ایران رواج یافت و زبان عربی در آن کشور جز در آثار معارف دینی ناپدید شد.

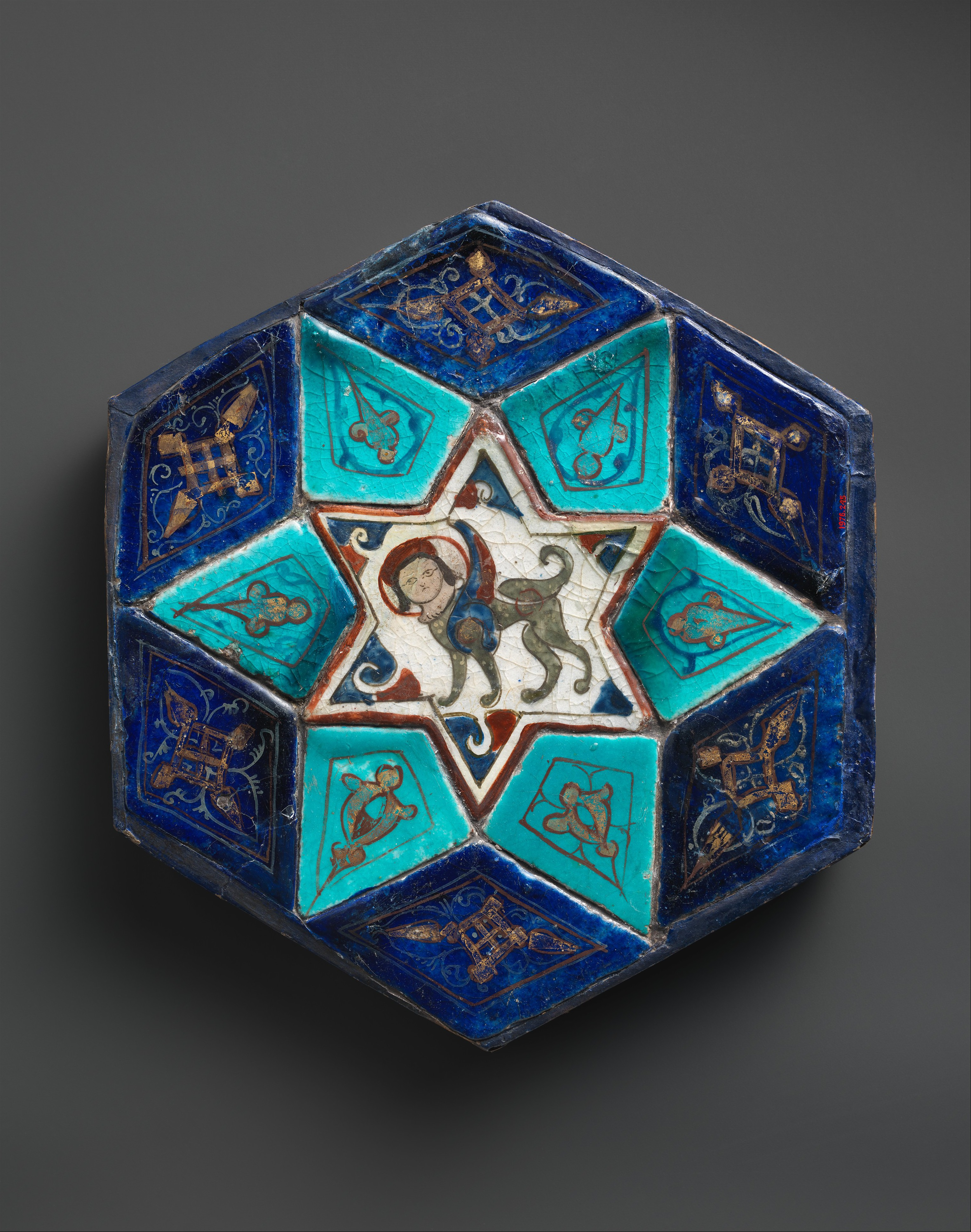
سرامیک سلجوقی، نمونه‌ای از هنر سلجوقیان

سلجوقیان مراکز آموزش عالی را تأسیس کردند و حامیان هنر و ادبیات بودند. دستاوردهای علمی در دوران سلطنت آنها توسط دانشمندانی مانند عمر خیام و امام محمد غزالی مشخص می‌شود. در دوره امپراتوری سلجوقی، فارسی به زبان ضبط تاریخی تبدیل شد، در حالی که مرکز فرهنگ زبان عربی از بغداد به قاهره تغییر یافت. بنیادگذاری مدارس نظامیه توسط خواجه نظام‌الملک طوسی در بغداد، بلخ، نیشابور و اصفهان از کوشش‌های فرهنگی این دوره است. برنامه درسی نظامیه ابتدا به مطالعات دینی، قوانین اسلامی، ادبیات عرب و علم حساب متمرکز شده و بعداً به تاریخ، ریاضیات، علوم فیزیکی و موسیقی نیز تعمیم یافته‌است.
امپراتوری سلجوقی، از نظر سیاسی و مذهبی، میراث محکمی را برای جهان اسلام به جا گذاشت. در دوره سلجوقی، شبکه ای از مدارس (دانشکده‌های اسلامی) تأسیس شد که قادر به آموزش به مدیران دولتی و علمای دینی بود. در میان بسیاری از مساجد که توسط سلاطین سلجوقی ساخته شده بود، می‌توان به مسجد بزرگ اصفهانی (مسجد جامع) اشاره کرد. استقلال فرهنگی زبان فارسی (از زبان عربی) در امپراتوری سلجوقی شکوفا شد.
زبان فارسی در این دوره رواج کامل یافت و بیشتر پادشاهان سلجوقی در گسترش فرهنگ و تمدن ایرانی و سخن فارسی و تشویق و ترغیب شعرا و نویسندگان فارسی‌زبان کوشش فراوان کردند.

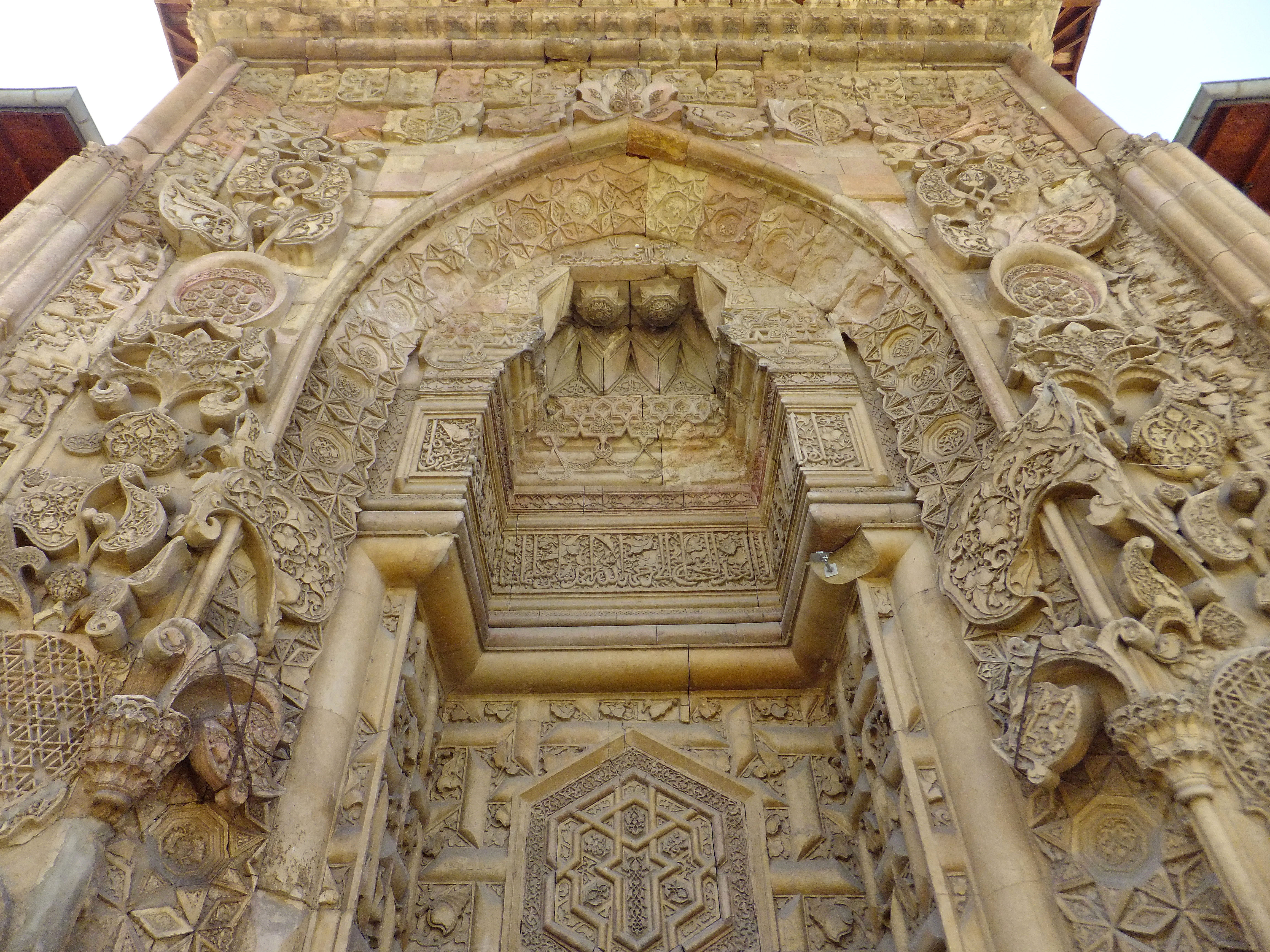
نمونه ای از هنر سلجوقی در معماری

پادشاهان سلجوقی برخی خود شعر می‌سرودند، چنان‌که ملکشاه سلجوقی هم اشعار فارسی حفظ داشت و هم خود به فارسی شعر می‌گفت و همچنین طغرل سوم آخرین پادشاه این سلسله شاعر فارسی گوی بوده‌است.
سلجوقیان با توجه به نقشی که در جنگ‌های صلیبی داشته و فتوحاتی که در طول حکومت خود انجام دادند، سر جمع خدمت بزرگی را به جهان اسلام کرده‌اند. اسلام بخش مهمی از گستردگی کنونی خود را مدیون تلاش‌ها، شجاعتها و از خودگذشتگی‌های سلاطین این سلسله می‌باشد.

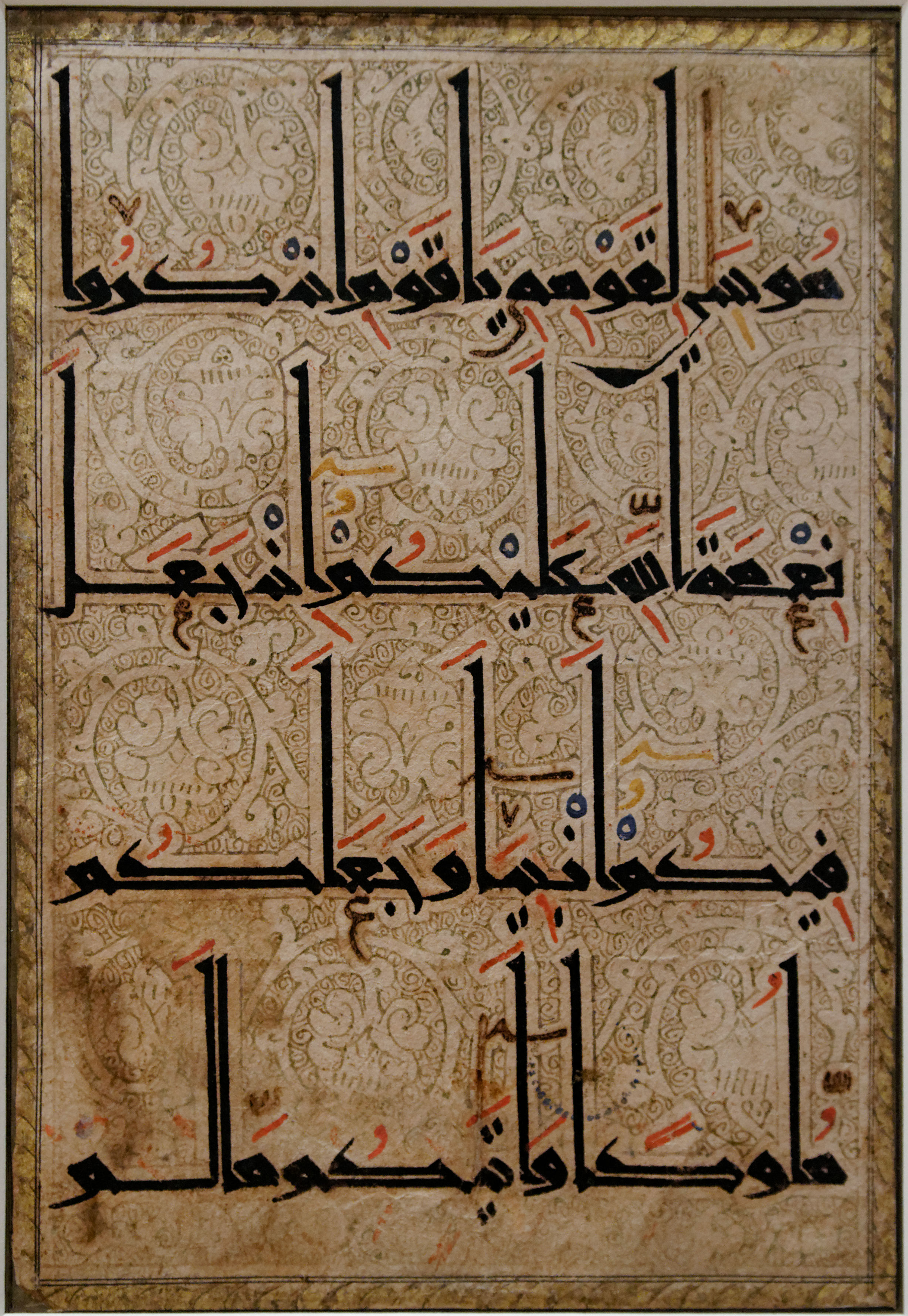
برگی از قرآن نوشته شده در زمان سلجوقیان

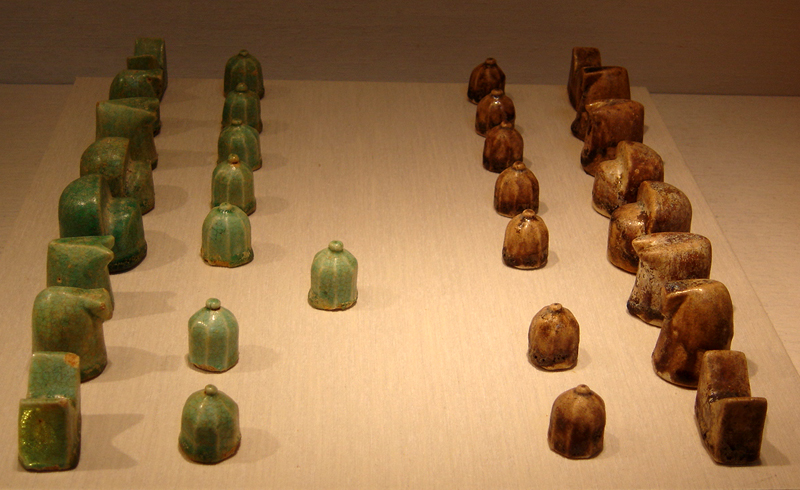
شطرنج سلجوقی پیدا شده در طی پژوهش‌های باستان‌شناسی در نیشابور، موزه متروپولیتن نیویورک

#### امپراتوری خوارزمشاهی

قلمرو حکومت خوارزمشاهیان در بیشترین اندازه خود

امپراتوری خوارزمشاهی، یک امپراتوری تُرک‌نژاد،  با فرهنگ ترکی-ایرانی و سنی مذهب بود، که غلامان ترک آن را بنا نهادند.
این امپراتوری، از ۱۰۷۷ تا ۱۲۳۱ میلادی؛ به مدت ۱۵۴ سال بر ایران و آسیای میانه حاکم بود.
خوارزمشاهیان ابتدا به عنوان حکومتی دست‌نشانده از طرف امپراتوری سلجوقی بوده و بعد از آن به صورت پادشاهی مستقل حکومت کردند. بنیانگذار این سلسله، انوشتکین بود که در سال ۱۰۷۷ میلادی ملکشاه سلجوقی او را به عنوان حاکم خوارزم منصوب کرد. فرزندان انوشتکین (تا پیش از ۱۱۵۷ میلادی) به نمایندگی از پادشاهان سلجوقی بر خوارزم حکمرانی می‌کردند. انوشتکین ممکن است متعلق به قبیله بیگدلی از ترکان اوغوز باشد.
خوارزمشاهیان به دست مغولان سقوط کردند و ایران زیر چیرگی مغولان درآمد و صدمات فراوانی دید.
چنگیز خان پس از چیره شدن بر چین و بخشی از آسیای میانه با خوارزمشاهیان همسایه شد. خواسته چنگیز خان بازکردن راه بازرگانی میان قلمرو خوارزمشاهیان و چین بود. او در ابتدا، نسبت به سلطان محمد خوارزمشاه ادب و احترام را رعایت کرد ولی این پادشاه با تدابیر خصمانهٔ خود موجب غضب خان مغول و هجوم او به ممالک اسلامی شد. سلطان محمد خوارزمشاه با سپاهی به مبارزه با مغول برآمد، ولی از جوجی پسر چنگیز شکست خورد و از آن پس تصمیم گرفت که از مواجهه با لشکر مغول خودداری کند.
سلطان محمد خوارزمشاه که تاب مقاومت نداشت به جزیرهٔ آبسکون (واقع در دریای خزر) می‌گریزد و همان‌جا می‌میرد. پسر او، سلطان جلال الدین خوارزمشاه، در برابر هجوم مغولان ایستادگی می‌کند. چنگیزخان هم در وصف جلال الدین به فرزندان و سپاهیان خود می‌گوید: «از پدر چنین پسر باید».
حمله چنگیزخان مغول چنان وحشتناک و بیرحمانه بود که خیابان‌های نیشابور «که مهد علم و دانش و نوآوری آن زمان بود، تبدیل به جویبارهای خون گردید، و از سرهای بریده مردان و زنان و کودکان هرم‌هایی ساخته شد، و حتی به سگ‌ها و گربه‌های شهر نیز رحم نکردند.»

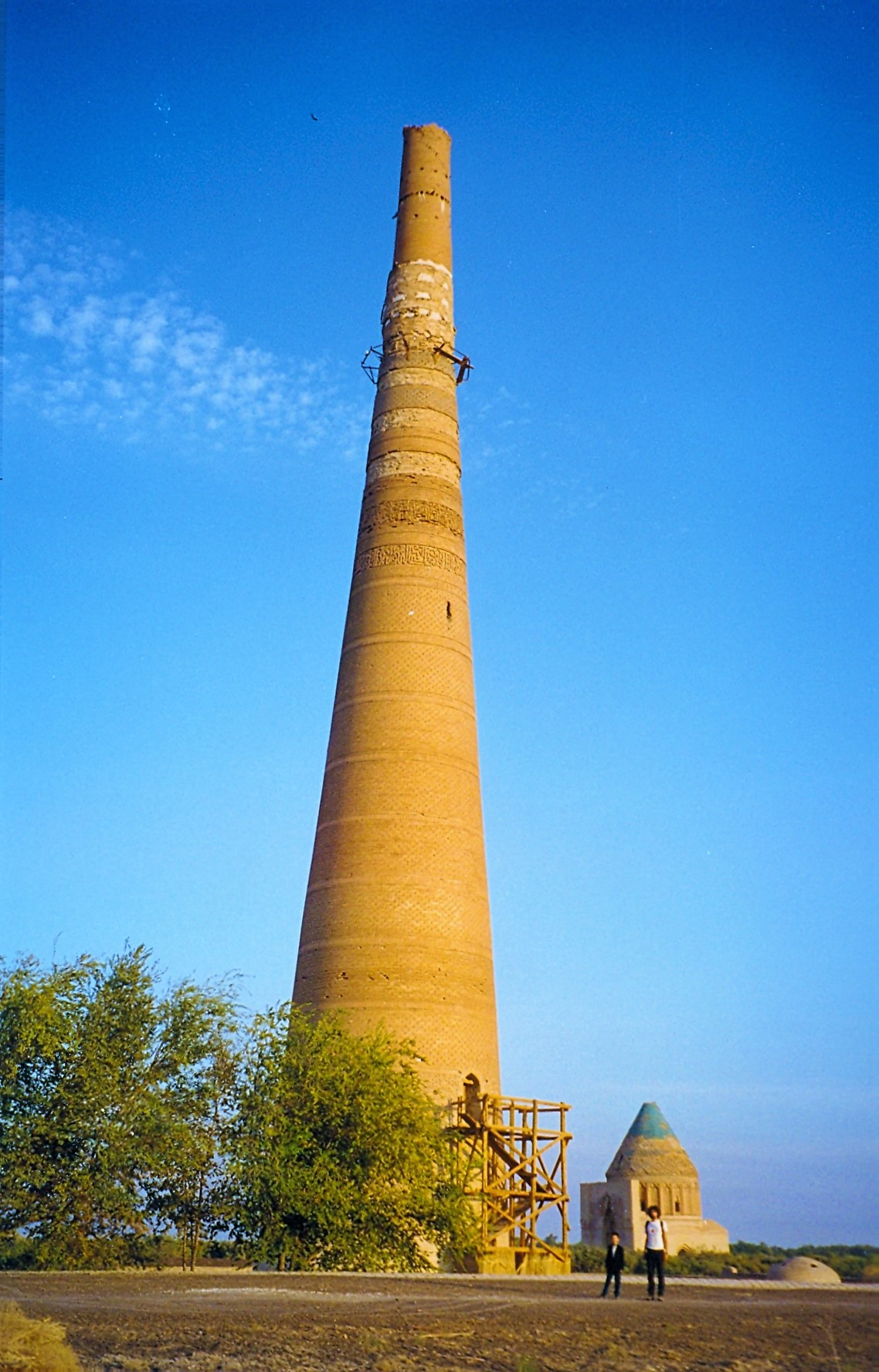
منارهٔ قوتلوغ تیمور و آرامگاه علاءالدین تکش از معدود بناهایی هستند که از کهنه گرگانج پایتخت باشکوه خوارزمشاهیان باقی‌مانده‌اند. این دو اثر تاریخی امروزه در شمال غربی کشور ترکمنستان واقع شده‌اند.

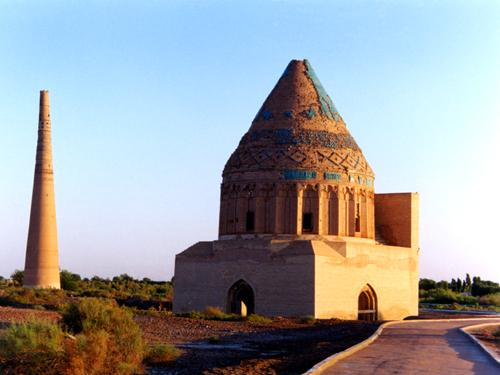
بنایی در کهنه‌گرگانج، نخستین پایتخت خوارزمشاهیان

#### حکومت‌های محلی
- اسماعیلیان الموت
- اتابکان لر بزرگ
- اتابکان لر کوچک
- اتابکان فارس
- اتابکان آذربایجان
- اتابکان یزد
- غوریان

### حکومتمغولان(۱۲۱۹–۱۳۷۰)

#### حمله مغولان به ایران
سلطان محمد خوارزمشاه با وجود اقتدار ظاهری خود، در هنگام حمله آمادهٔ مدافعه نبود. او برای تهیه تدارکات جنگی، در ظرف یک سال سه بار از مردم مالیات ستانده و به همن جهت اعتراض و نارضایتی مردم را برانگیخت. همچنین او قشون خود را به گروه‌های کوچک تقسیم نمود و در نقاط مختلف مستقر نمود. این پراکندگی نیروهای نظامی دولت خوارزمشاهی زمینه را برای پیروزی لشکر مغول مساعدتر کرد. از نواحی تاجیک‌نشین در طی حملهٔ مغول تنها بدخشان و برخی ولایات کوهستانی تاجیکستان شرقی و نیز چندی از محل‌های غور که با قلعه‌های محکم حفاظت شده بودند، از استیلای مغول ایمن ماندند. پس‌از حملهٔ مغولان، ایران به قلمرو امپراتوری مغول ضمیمه شد. پس‌از مدتی که امپراتوری مغول چندپاره شد، نوه چنگیز، هلاکوخان مغول بار دیگر بر ایران تاخت و سپس حکومت ایلخانان را تأسیس کرد. در حمله مغولان به ایران، آسیب‌های بسیاری به ایران وارد شد. بسیاری از شهرها، قنات‌ها و بناها نابود شدند. مردمان شهرهای زیادی قتل‌عام شدند. کتاب‌ها سوزانده شدند و به علم و فرهنگ جامعه آسیب فراوانی وارد شد. بااین‌حال در حمله هلاکو به ایران، آسیب کمتری به جامعه وارد شد.

#### ایلخانان

قلمرو حکومت ایلخانان در بیشترین اندازه خود

امپراتوری ایلخانی، سلسله‌ای مغول بود که پس‌از چندپارگی امپراتوری مغول به‌دست هلاکوخان مغول بنیان‌گذاری شد. این امپراتوری از سال ۶۵۴ تا ۷۵۶ ه‍.ق (۱۲۵۶ تا ۱۳۵۶ میلادی) به مدت حدود ۱۰۰ سال در سرزمین ایران حکومت کرد و در بخش غربی امپراتوری مغول، با نام رسمی ایران‌زمین شناخته می‌شد. امپراتوری، توسط دودمان هلاکو اداره می‌شد. هولاکوخان، نوه چنگیزخان، پس از مرگ برادرش در سال ۱۲۶۰، بخش خاورمیانه امپراتوری مغول را به ارث برد. هسته قلمرو حکومت او بخشی از کشورهای ایران، آذربایجان و ترکیه را دربرمی‌گیرد. ایلخانان در بزرگ‌ترین حد خود، بخش‌هایی از عراق، سوریه، ارمنستان، گرجستان، ترکمنستان، پاکستان، بخشی از داغستان امروزی و بخشی از تاجیکستان مدرن را نیز شامل می‌شدند. بعدها حاکمان ایلخانی، از سال ۱۲۹۵ به اسلام گرویدند. ایلخانان در نهایت مجذوب فرهنگ ایرانی شدند و به یکی از حامیان آن تبدیل گشتند. آخرین خان آن ابوسعید در سال ۱۳۳۵ درگذشت و پس از آن خانات از هم پاشید. فرمانروایان ایلخانی، اگرچه اصالتی غیرایرانی داشتند، اما سعی کردند با گره زدن خود به گذشته ایران، مشروعیت خود را تامین کنند.

### نخستین دوران ملوک‌الطوایفی
دوران حکومت ایلخانان در ایران از سال ۱۲۵۶ م با نظم و انضباط آغاز شد، اما در بی‌نظمی تا ۱۳۴۹ م پایان یافت. در پایان حکومت ایلخانان (دوران ضعف آنان)، ایران شاهد ملوک‌الطوایفی در عرصه حکومت و نهضت‌های انقلابی ضد ایلخانان نظیر سربداران بود. دوره ملوک‌الطوایفی، افول و انحطاط را برای ایران به همراه آورد.
در این دوره حکومت‌های مختلفی بر نقاط گوناگون ایران حاکم بودند. که ازجمله آنان می‌توان به این موارد اشاره کرد:
- چلاویان
- مرعشیان
- کیاییان
- اسحاقوندان
- آل اینجو
- آل کاکویه
- سربداران
- آل چوپان
- آل کرت
- آل مظفر
- جلایریان
- مشعشعیان
- ملوک شبانکاره
- اتابکان فارس
- اتابکان لرستان
- اتابکان یزد
- اتابکان آذربایجان
- اتابکان اربل
- حکومت اردلان
- حکومت والیان ایلام

### امپراتوری تیموری(۱۳۷۰–۱۵۰۷)

قلمرو حکومت تیمور گورکانی

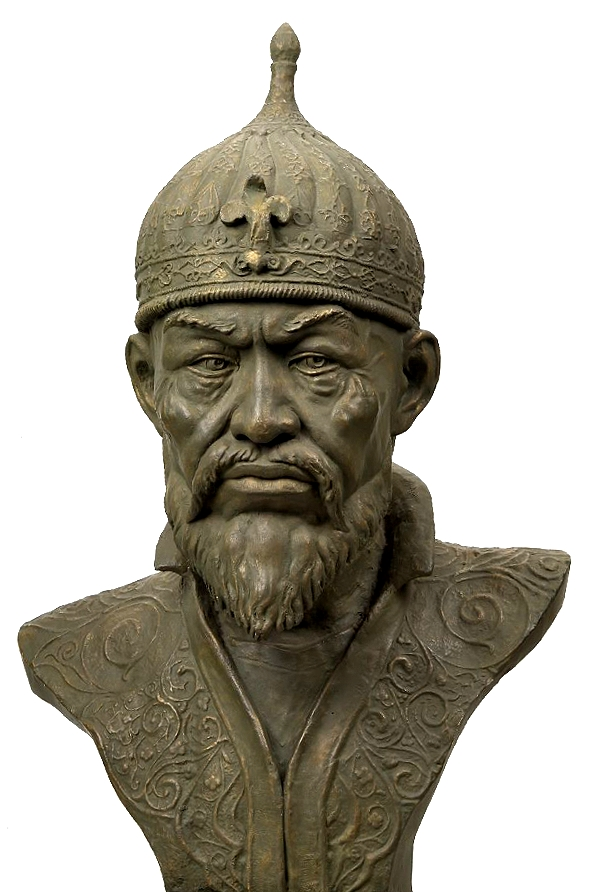
بازسازی چهره تیمور گورکانی، فاتح ترک-مغول

در ایران تا پیش‌از حملات تیمور (فاتح ترک-مغول)، سلسله‌های زیادی در نقاط گوناگون حکومت می‌کردند. تیمور پس از ایجاد پایگاه قدرت خود در فرارود در سال ۱۳۸۱م به ایران حمله کرد و طی سه یورش موسوم به "یورش سه‌ساله"، "یورش پنج‌ساله" و "یورش هفت‌ساله"، سراسر ایران بزرگ را تصرف کرد. لشکرکشی‌های تیمور به بی‌رحمی و دهشتناکی شناخته شده‌است. بسیاری از مردم کشته شدند، مردم اصفهان قتل عام شدند (قتل عام اصفهان) و چندین شهر ویران شد.
تیمور به شکست ناپذیر بودن در جنگ و نیز به رنسانس تیموری که در امپراتوری او رخ داد شناخته می‌شود. رنسانس تیموری دوره‌ای تاریخی در تاریخ آسیایی و اسلامی بود که اواخر قرن چهاردهم، قرن پانزدهم و اوایل قرن شانزدهم میلادی را در بر می‌گرفت. پس از انحطاط تدریجی عصر طلایی اسلامی، امپراتوری تیموری، مستقر در آسیای مرکزی تحت حکومت سلسله تیموری، شاهد احیای هنرها و علوم در جهان اسلام بود. جنبش آن در سراسر جهان اسلام گسترش یافت و تأثیرات عمیقی بر آسیای اواخر قرون وسطی و اوایل دوره مدرن گذاشت. رنسانس تیموری کمی زودتر از جنبش رنسانس در اروپا بود. برخی آن را از لحاظ شکوه با کواتروسنتو ایتالیایی همسان توصیف کرده‌اند. بر اساس آرمان‌های اسلامی، پایه‌های رنسانس تیموری شامل بازسازی سمرقند و اختراع شطرنج تیموری توسط تیمور، سلطنت شاهرخ و همسرش گوهرشاد در هرات (شهر رقیب فلورانس در رنسانس ایتالیا) بود. رنسانس تیموری با دوره الغ‌بیگ منجم و ریاضیدان بزرگ تیموری همراه بود. ساخت مراکز دانش توسط حامی هنر سلطان حسین بایقرا در این دوره روی داد. در این رنسانس، پروژه‌های ساختمانی در مقیاس بزرگ انجام شد و مقبره‌ها، مدارس و کتابخانه‌ها و کارگاه‌های کتب اسلامی ایجاد شد. مطالعات ریاضی و نجومی دوباره تقویت شد و در آغاز قرن شانزدهم تسلط بر سلاح گرم عملی شد. از برجسته‌ترین عمارت‌های دوران رنسانس تیموری میتوان به کاخ تابستانی در شهر سبز، مسجد بی‌بی خانم، عمارت رجستان و مسجد گوهرشاد در شهر مشهد اشاره کرد. شهر هرات در این دوران به یک مرکز مهم حیات فکری و هنری در جهان اسلام تبدیل شد. سمرقند، مرکز مطالعات علمی که قبلاً در جریان فتح خوارزم توسط مغول ویران شده بود، به دلیل بازسازی در این دوره به مرکز رنسانس و به‌طور کلی تمدن اسلامی تبدیل شد. رنسانس تیموری تأثیر فرهنگی و هنری قابل توجهی بر کشورهای عصر امپراتوری‌های باروت (امپراتوری عثمانی، ایران صفوی و امپراتوری گورکانی) داشت.
جانشینان تیمور تا سال ۱۴۶۹ بر بیشتر ایران تسلط داشتند. پس از آن با اینکه قلمرو تیموریان در ایران محدود‌تر شد اما پادشاهان تیموری مانند بابر، ابراهیم میرزا و سلطان حسین بایقرا تا سال ۱۵۰۶ میلادی بر بخش‌های وسیعی از شرق ایران شامل خراسان بزرگ و سیستان فرمانروایی کردند.

#### قراقویونلو

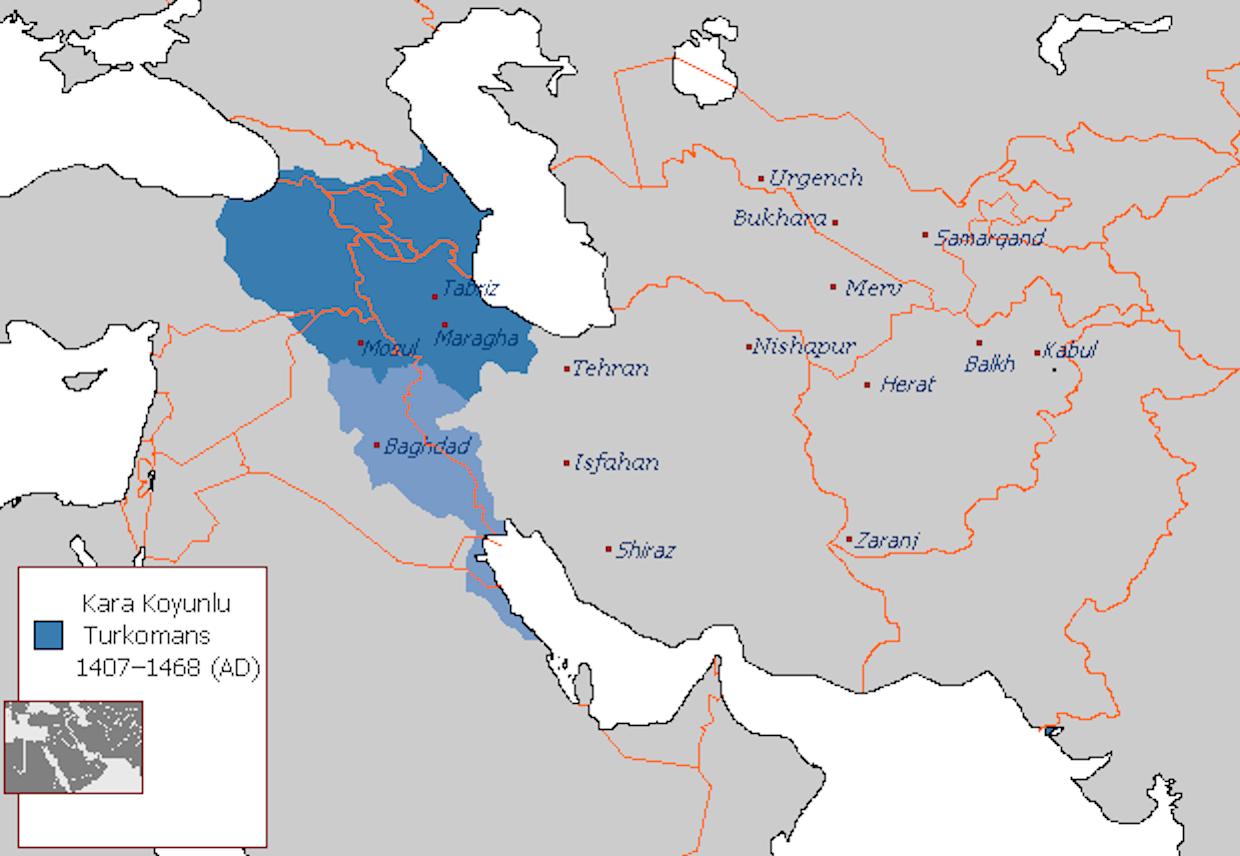
قلمرو حکومت قراقویونلوها در بیشترین اندازه خود

قراقویونلوها حکومتی ترکمن بودند. آن‌ها فدراسیون قبیله‌ای بودند که از سال ۱۳۷۴ تا ۱۴۶۸ میلادی بر شمال غرب ایران و مناطق اطراف آن حکومت می‌کردند. قراقویونلوها قلمرو خود را تا بغداد گسترش دادند، اما جنگ داخلی، شکست از تیموریان، شورش ارمنی‌ها در پاسخ به آزار و اذیت آنها، و مبارزات ناموفق با آق‌قویونلوها منجر به سقوط آنها شد.

#### آق‌قویونلو

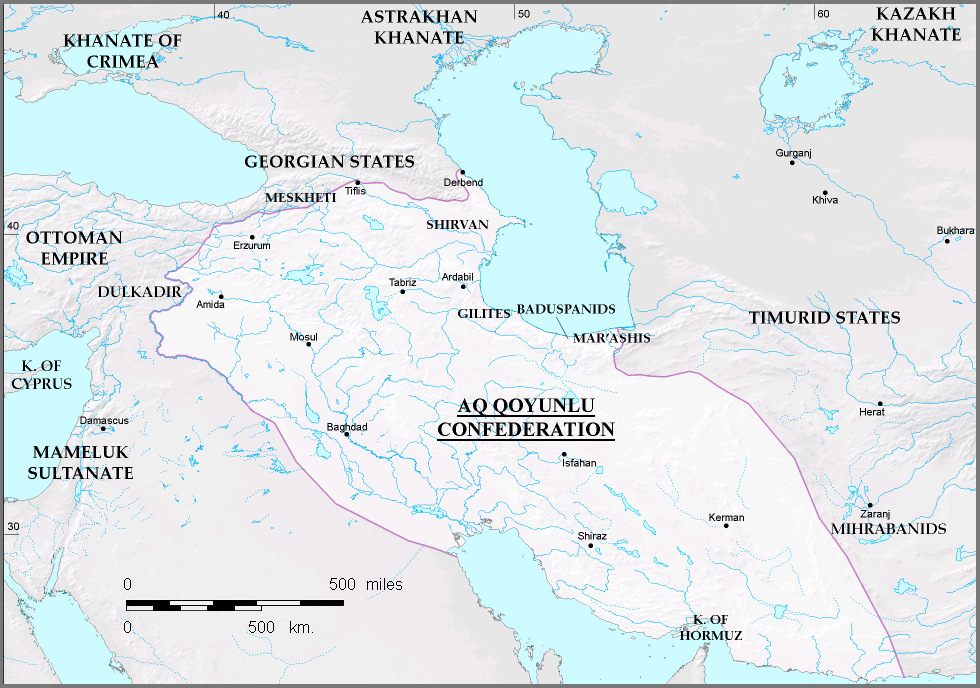
قلمرو حکومت آق‌قویونلوها در بیشترین اندازه خود

آق‌قویونلوها حکومتی ترکمن بودند. آن‌ها فدراسیون قبیله‌ای از مسلمانان سنی بودند که از سال ۱۳۷۸ تا ۱۵۰۱ میلادی بر بیشتر ایران و بخش‌های وسیعی از مناطق اطراف آن حکومت می‌کردند. دولت آق‌قویونلو زمانی ظهور کرد که تیمور همه دیار بکر را در ترکیه کنونی به آنها اعطا کرد. پس از آن، آنها با رقیب خود، قراقویونلوها، مبارزه کردند. بااینکه آق‌قویونلوها در شکست قراقویونلوها موفق بودند، مبارزه آنها با شاهنشاهی صفوی و شکستشان منجر به سقوط سلسله شد.

## دوره مدرن اولیه (۱۵۰۱–۱۹۲۵)

### شاهنشاهی صفوی

شاهنشاهی صفوی در بیشینه گستره خود زیر فرمان شاه عباس بزرگ

دوران صفویه یکی از مهم‌ترین دوران‌های تاریخ ایران و اغلب سرآغاز تاریخ جدید ایران به حساب می‌آید. شاهنشاهی صفوی پس‌از حمله اعراب به ایران، یکی از بزرگ‌ترین امپراتوری‌های ایران بود.
صفویان مکتب شیعه دوازده امامی را در ایران تأسیس کردند و با انتخاب تشیع به‌عنوان دین رسمی پادشاهی خود، یکی از مهم‌ترین رویدادها در تاریخ مسلمانان را رقم زدند. دوران حاکمیت آنها از سال ۸۸۰ ه‍.ش(۹۰۷ ه‍.ق) تا ۱۱۱۴ ه‍.ش(۱۱۴۸ ه‍.ق) به طول انجامید و در بیشترین گسترهٔ خود شامل ایران امروزی، آذربایجان، ارمنستان، شرق گرجستان، جنوب داغستان، عراق، کویت، بحرین و بخش‌هایی از ترکیه، سوریه، پاکستان و ترکمنستان بود. صفویان با همسایگان خود از جمله امپراتوری عثمانی و ازبکان در جنگهای طولانی مدت بوده‌اند ولی در مقابل روابط آنها و امپراتوری گورکانی هند در بیشتر مواقع دوستانه بود.
سلسله صفوی توسط اسماعیل که خود را شاه اسماعیل یکم نامید، تأسیس شد.
شاه اسماعیل که عملاً توسط پیروان قزلباش خود پرستش می‌شد، برای انتقام مرگ پدرش شیخ حیدر که در جریان محاصره دربند در داغستان کشته شده‌بود، به شیروان حمله کرد. پس از آن به لشکرکشی و فتوحات پرداخت و در پی تصرف تبریز در تابستان ۸۸۰ ه‍.ش (ژوئیه ۱۵۰۱)، خود را به عنوان شاه ایران معرفی کرد و رسماً بر تخت شاهی نشست. او به نام خود سکه ضرب کرد و تشیع را مذهب رسمی قلمرو خود اعلام کرد.
شاه اسماعیل یک سال پس از فتح تبریز با پیروزی بر سلطان مراد در ناحیه همدان دامنه نفوذ خود را به خلیج فارس رساند، تنها کیا حسین دوم چلاوی در نواحی سمنان و فیروزکوه علم مخالفت برداشت که با فتح قلعه استا در سال ۸۸۳ ه‍.ش(۹۰۹ ه‍.ق) و به اسارت درآمدن کیا حسین، شاه اسماعیل پادشاه بلامنازع ایران شد. در ادامه شاه اسماعیل با پیروزی بر علاءالدوله ذوالقدر نواحی دیاربکر و با فرار باریک بیگ پرناک از بغداد نواحی عراق عرب را ضمیمهٔ پادشاهی خود کرد تا مرز غربی صفویان به رود فرات برسد.
شاه اسماعیل در سال ۸۸۹ ه‍.ش(۹۱۶ ه‍.ق) تصمیم به فتح خراسان گرفت که با پیروزی در نبرد مرو شهرهای خراسان همچون مشهد، هرات، مرو و بلخ را به دست آورد و به دنبال شکست ارتش صفوی به فرماندهی امیر نجم ثانی در جنگ غجدوان صفویان از فرارود عقب نشستند و عملاً رود آمودریا مرز بین صفویان و ازبکان شد.
پیشروی‌های شاه اسماعیل در آناطولی و فرار سلطان مراد فرزند سلطان احمد به ایران، موجب لشکرکشی سلطان سلیم به سمت آذربایجان شد، لشکر دو طرف در صحرای چالدران به نبرد با یکدیگر پرداختند که به نبرد چالدران معروف است، در این درگیری صفویان به دلیل نداشتن توپهای جنگی شکست سختی خوردند که باعث عقب نشینی شاه اسماعیل به مرکز ایران شد و سلطان سلیم وارد تبریز شد. سلطان سلیم که با مخالفت لشکریانش برای پیشروی در ایران مواجه شد، پس از حدود یک هفته به سمت آماسیا بازگشت، پس از این اتفاق شاه اسماعیل وارد تبریز شد. در بین سالهای ۹۲۱ ه‍.ق تا ۹۲۳ ه‍.ق درگیرهایی بین دو طرف درجریان بود که منجر به فتح کامل نواحی ارزنجان و دیاربکر توسط عثمانیان شد.

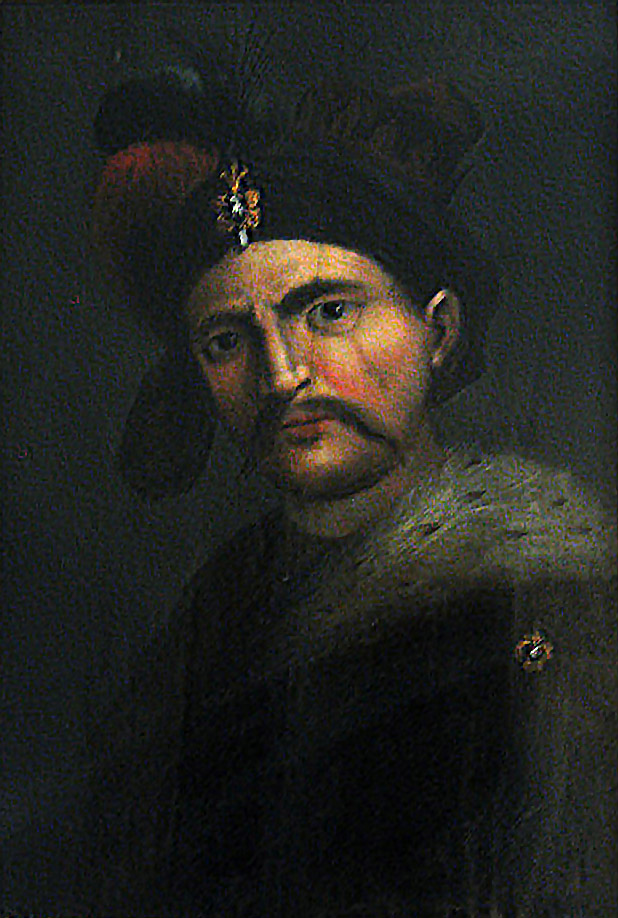
نگاره شاه عباس بزرگ

بزرگ‌ترین پادشاه صفوی، شاه عباس بزرگ (۱۵۸۷–۱۶۲۹) در سال ۱۵۸۷ در سن ۱۶ سالگی به قدرت رسید. شاه عباس بزرگ برای نخستین‌بار با ازبک‌ها جنگید و در سال ۱۵۹۸ با جنگ علیه امپراتوری عثمانی، هرات و مشهد را که توسط سلفش محمد خدابنده از دست رفته بود، بازپس گرفت. سپس او علیه عثمانی‌ها، رقبای اصلی صفویان، مخالفت کرد و تا سال ۱۶۱۸ بغداد، شرق عراق و استان‌های قفقاز و را بازپس گرفت. بین سال‌های ۱۶۱۶ و ۱۶۱۸، در پی نافرمانی رعایای گرجی، لشکرکشی تنبیهی در سرزمین‌های وی در گرجستان، کاختی و تفلیس را ویران کرد و ۱۳۰۰۰۰ تا ۲۰۰۰۰۰ اسیر گرجی را گرفت و به سمت سرزمین اصلی ایران برد. ارتش جدید او که با سرمایه‌گذاری‌هاش به طرز چشمگیری بهبود یافته بود، نخستین پیروزی کوبنده را بر عثمانی‌ها در نبرد ۱۶۰۳–۱۶۱۸ به ارمغان آورد و در قدرت از عثمانی‌ها پیشی گرفت. او همچنین از نیروی دریایی جدید خود با کمک نیروی دریایی انگلیس برای بیرون راندن پرتغالی‌ها از بحرین (۱۶۰۲) و هرمز (۱۶۲۲) در خلیج‌فارس استفاده کرد.

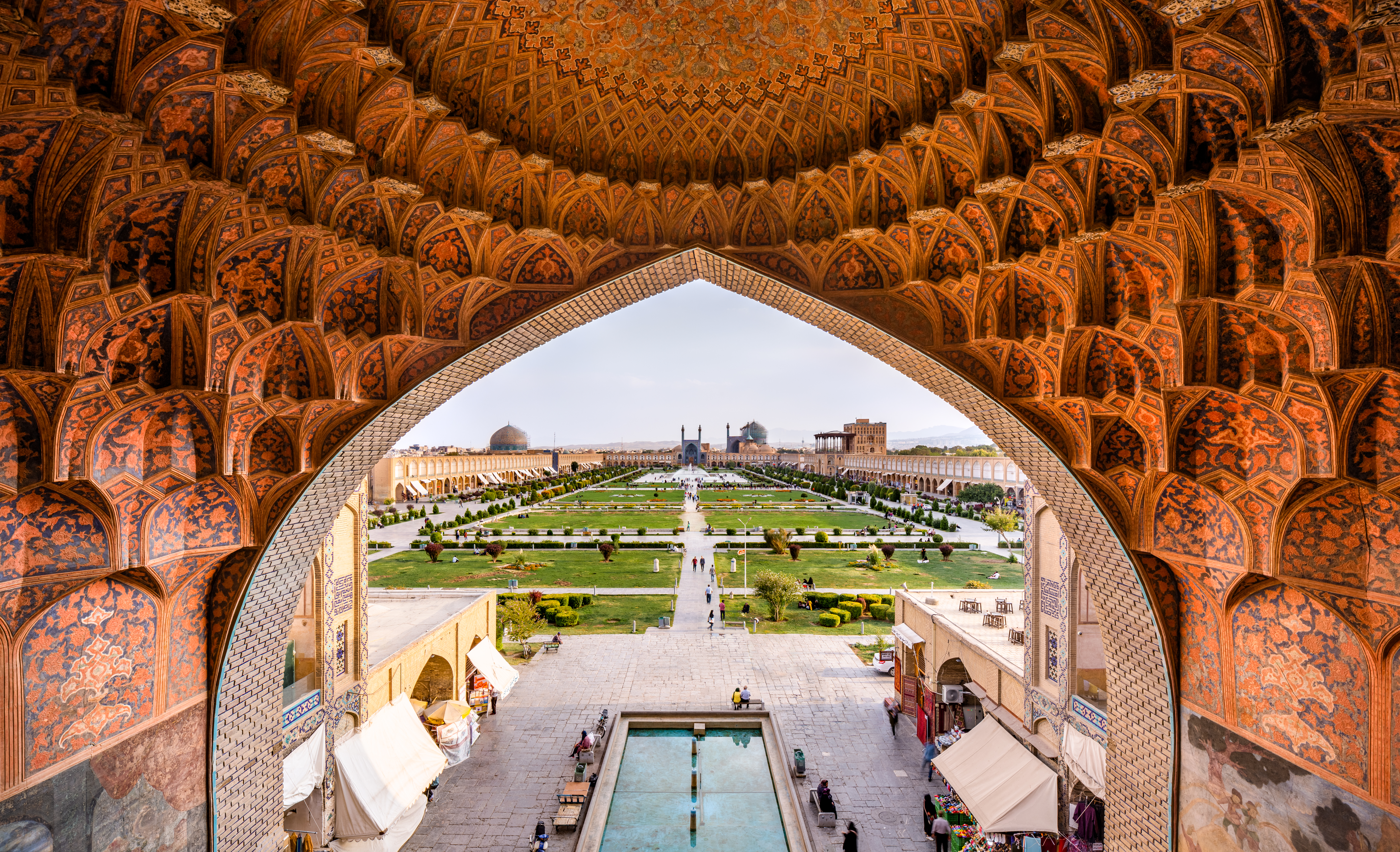
میدان نقش جهان

او پیوندهای تجاری خود را با کمپانی هند شرقی هلند گسترش داد و پیوندهای محکمی با حکومت‌های اروپا برقرار کرد، در گذشته شاه اسماعیل یکم اتحاد هابسبورگ-ایران را ایجاد کرده‌بود. به این ترتیب شاه عباس توانست وابستگی به قزلباش‌ها را برای قدرت نظامی قطع کند و در نتیجه توانست کنترل مرکزی را برقرار کند. سلسله صفویه قبلاً در زمان شاه اسماعیل یکم تثبیت شده بود، اما در زمان شاه عباس به همراه با شکست عثمانی، به رقیب اصلی آن تبار شد و واقعاً به یک قدرت بزرگ در جهان تبدیل شد. صفویان همچنین ترویج گردشگری در ایران را آغاز کردند. در دوران حکومت آنها، معماری ایرانی باردیگر شکوفا شد و آثار جدید بسیاری را در شهرهای مختلف ایران بنا کرد که اصفهان بارزترین نمونه آن است. در سال ۱۷۲۴، مطابق با معاهده قسطنطنیه، عثمانی‌ها و روس‌ها توافق کردند که سرزمین‌های تازه فتح شده ایران را بین خود تقسیم کنند.
به جز شاه عباس بزرگ، شاه اسماعیل یکم، شاه طهماسب یکم و شاه عباس دوم، برخی از فرمانروایان صفوی بی‌تأثیر بودند و اغلب به اوقات فراغت علاقه داشتند. پایان سلطنت عباس دوم در سال ۱۶۶۶، آغاز دوره افول سلسله صفویه بود. علیرغم کاهش درآمدها و تهدیدات نظامی، بسیاری از شاهان بعدی سبک زندگی مجللی داشتند. به‌ویژه شاه سلطان حسین (۱۶۹۴–۱۷۲۲) به دلیل عشق به شراب و بی‌علاقگی به حکومت شهرت داشت.

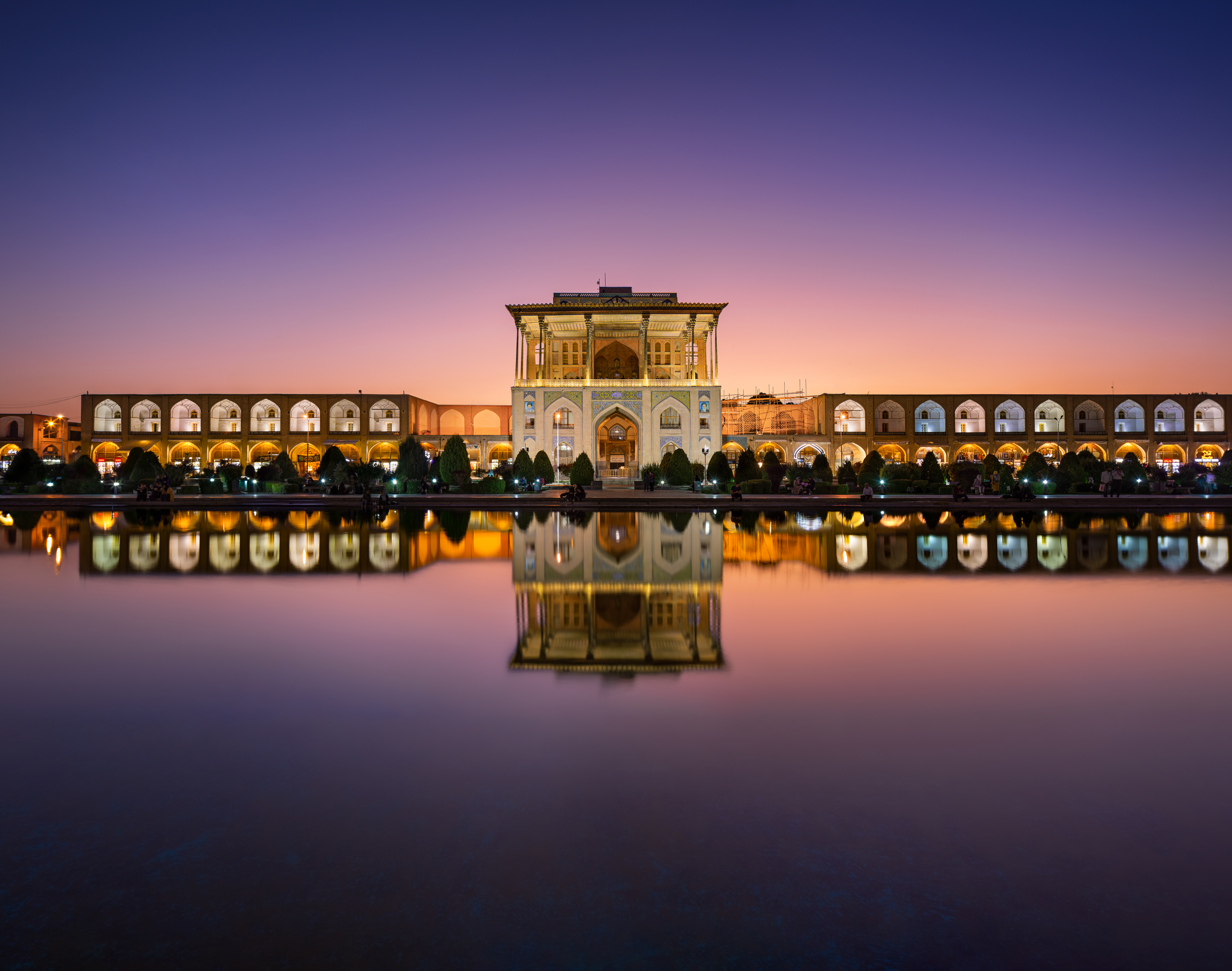
کاخ عالی قاپو

### نادرشاه و سلسله افشاریان

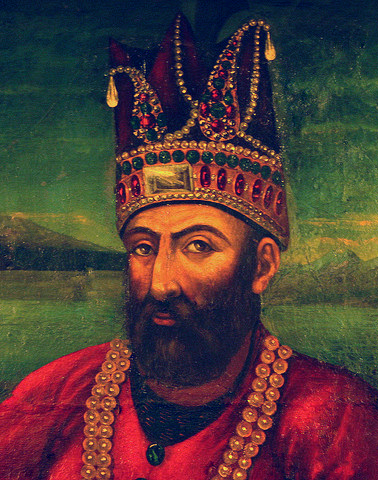
نگاره نادرشاه

عثمانی‌ها را شکست داد، صفویان را دوباره بر تخت حکومت نشاند و با عهدنامه رشت و گنجه روسیه را از سرزمین‌های قفقاز ایران بیرون راند. در سال ۱۷۳۶، نادر به قدری قدرتمند شده بود که توانست صفویان را خلع کند و خود را به سلطنت برساند و سلسله افشاریان را تأسیس کند. نادرشاه آخرین فاتحان بزرگ آسیا بود و برای مدت کوتاهی بر یک امپراتوری که احتمالاً قدرتمندترین امپراتوری جهان بود، حکومت می‌کرد. او برای تأمین هزینه جنگ‌هایش علیه امپراتوری عثمانی، به امپراتوری گورکانی، یک حکومت ثروتمند در شرق توجه داشت. نادر در سال ۱۷۳۹، با همراهی قفقازیان وفادار خود از جمله ایراکلی دوم، به گورکانیان هند حمله کرد و ارتش هند را در کمتر از سه ساعت شکست داد، و دهلی را به‌طور کامل تصرف کرد و ثروت عظیمی را به ایران سرازیر کرد. همچنین در راه بازگشت، او تمام خانات ازبک - به جز خوقند - را تسخیر کرد و ازبک‌ها را دست‌نشاندهٔ خود کرد. او همچنین با قاطعیت حکومت ایران را بر کل قفقاز، بحرین و همچنین بخش‌های وسیعی از آناتولی و بین‌النهرین مجدداً برقرار کرد. نادر در طول عمر خود شکست‌ناپذیر بود. با این‌حال شورش‌های چریکی توسط لزگین‌ها و سوءقصد به او در نزدیکی مازندران، یک رویداد استثنائی برای نادر در نظر گرفته می‌شود. داغستانی‌ها با ناامیدی به جنگ چریکی علیه نادر متوسل شدند و نادر با ارتش خود در برابر آنها پیشرفت کمی داشت. اگرچه نادر در طول لشکرکشی خود توانست بیشتر داغستان را به تصرف خود درآورد، اما جنگ چریکی مؤثری که توسط لزگین‌ها و همچنین آوارها به راه انداخته شد، دست ایران را از تسخیر مجدد قفقاز شمالی کوتاه کرد و پس‌از چندین سال، نادر مجبور به عقب‌نشینی شد. در همان زمان، سوءقصدی به او در نزدیکی مازندران انجام شد. او کم‌کم بیمار و مبتذل شد و پسرانش را که مظنون به ترور می‌دانست کور کرد و ظلم فزاینده‌ای را علیه افسرانش نشان داد. در سال‌های آخر عمر، این امر سرانجام باعث شورش‌های متعدد و در نهایت، ترور نادر در سال ۱۷۴۷ شد.

بیشترین گستره فرمانروایی افشاریان زیر فرمان نادرشاه

### دومین دوره ملوک‌الطوایفی

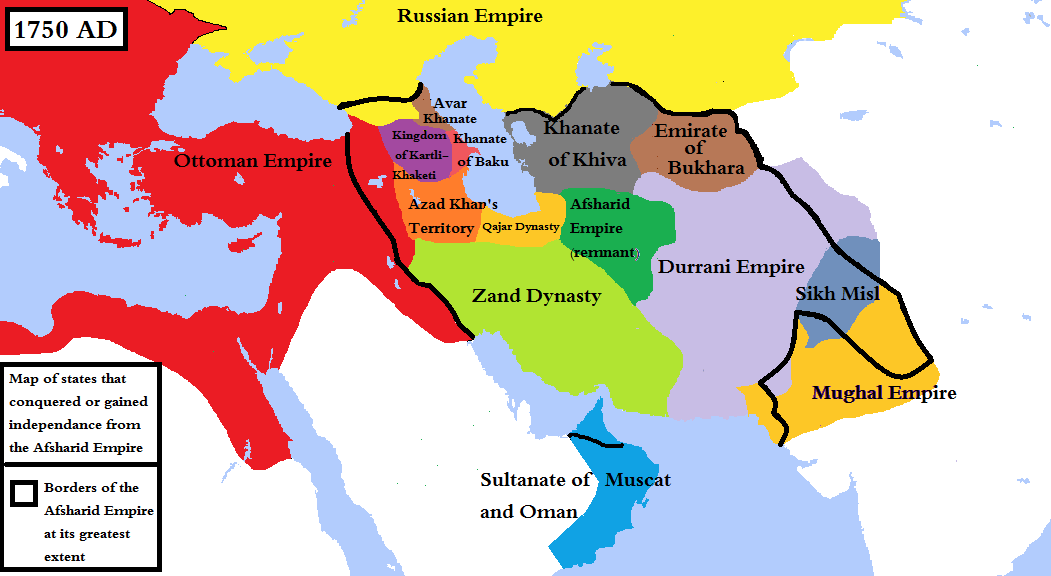
قلمرو حکومت‌های ملوک‌الطوایفی پس از تجزیه سلسله افشاریان

پس از مرگ نادر، دوره ای از هرج و مرج در ایران آغاز شد، زیرا فرماندهان ارتش نادر برای کسب قدرت با یکدیگر می‌جنگیدند. قلمرو خانواده خود نادر، به قلمرو کوچکی در خراسان کاهش یافت. بسیاری از سرزمین‌های قفقاز توسط خانات‌های خودمختار تجزیه شد. عثمانی‌ها سرزمین‌های از دست رفته خود در آناتولی را پس گرفتند. عمان و خانات ازبکستان، بخارا و خیوه استقلال خود را دوباره به‌دست آوردند. ایراکلی دوم و تیموراز دوم که در سال ۱۷۴۴ توسط خود نادر به دلیل خدماتشان به پادشاهی کاختی و پادشاهی کارتلی منصوب شده‌بودند، خودمختاری یافتند. ایراکلی دوم پس از مرگ تیموراز دوم کنترل کارتلی را نیز به‌دست گرفت، بنابراین این دو حکومت به عنوان پادشاهی کارتلی-کاختی متحد شدند و نخستین حاکمیت گرجستان در سه سده اخیر بود که بر یک گرجستان شرقی متحد از نظر سیاسی ریاست می‌کرد. همچنین کریم خان زند سلسله زندیان را به پایتختی شیراز بنیان‌گذاشت.
کریم خان از خاندان زند، بر «جزیره ای از آرامش و صلح در دوره‌ای خونین و ویرانگر» حکومت می‌کرد. اما وسعت قدرت زندها محدود به ایران معاصر و بخشهایی از قفقاز بود. مرگ کریم خان در سال ۱۷۷۹ منجر به آغاز جنگ داخلی دیگری شد که در آن سلسله قاجار سرانجام پیروز شد و بر ایران حاکم شد. در طول این جنگ داخلی، ایران برای همیشه بصره را در سال ۱۷۷۹ به‌دست عثمانی‌ها از دست داد. و بحرین به آل خلیفه پس از حمله بنی عتبه در سال ۱۷۸۳ واگذار شد.
حکومت‌های زیر پس‌از مرگ نادرشاه بر قلمرو امپراتوری او حاکم شدند:
- بازماندگان امپراتوری افشاری
- سلسله زندیه
- خانات آذربایجان ایران
- امپراتوری درانی
- سلسله قاجاری
- خانات خیوه
- امارت بخارا
- امپراتوری سیک
- پادشاهی کارتلی-کاختی
- پادشاهی کارتلی
- پادشاهی کاختی
- خانات باکو
- خانات آوار
- مسقط و عمان

#### سلسله زندیه

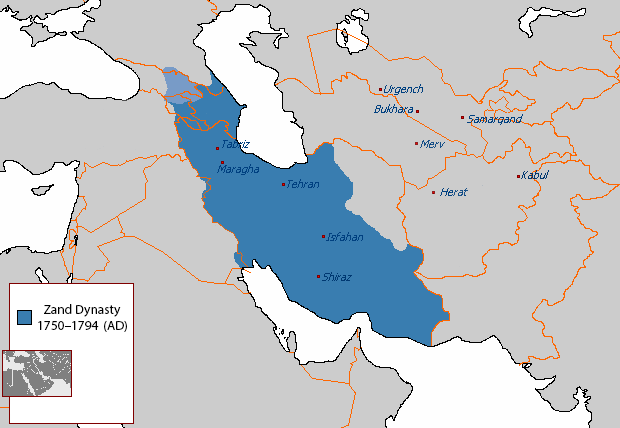
زندیان در بزرگ‌ترین گستره خود زیر فرمان کریم خان

در دوره هرج‌ومرج پس‌از نادرشاه، کریم‌خان زند با علی‌مردان‌خان متحد شد، در ۱۷۵۰ م اصفهان را فتح نمودند و حکومت را در ایران به‌دست گفتند؛ در نهایت، کریم‌خان توانست علی‌مردان‌خان را نیز از میدان بدر کند. کریم‌خان برای خود از عنوان پادشاه استفاده نکرد و خویشتن را وکیل الرعایا خواند. او تلاش خود را صرف رونق بخشیدن به بازرگانی و کشاورزی در ایران کرد. زندیان، برای آبادانی سرزمین‌های خود، به ویژه پایتختشان، شهر شیراز کوشیدند. آنان همچنین با دشمنان داخلی قدرتمندی چون محمدحسن‌خان قاجار به‌طور قابل توجهی درگیر بوده‌اند. زندیان در بزرگ‌ترین گستره خود بر تمام ایران کنونی (به جز ولایات خراسان و سیستان) و بخش‌هایی از قفقاز و ارمنستان و گرجستان و بین‌النهرین حکومت می‌کردند.
رقابت زندیان و قاجاریان، با شدت ادامه یافت، تا دوران لطفعلی‌خان زند که قاجاریان پیروز گشتند. آغامحمدخان قاجار لطفعلی‌خان زند را شکست داد و او را پس از دستگیری، شکنجه و اعدام کرد. پیروزی‌های آغامحمدخان قاجار بر زندیان همراه با خشونت و جنایات بوده‌است؛ از نمونه‌های آن نیز محاصره کرمان بود که در آن، زنان و کودکان به عنوان برده به سربازان داده شدند و مردان بالغ، کور گشتند یا کشته شدند. آغامحمدخان قاجار پس‌از نابودی زندیان، سلسله قاجاریان را در ایران تأسیس کرد.

## دوره مدرن
تا پیش از سدهٔ نوزدهم کنش اجتماعی عمده‌ای در ایران علیه سیاست‌های حاکمان صورت نمی‌گرفت. فرمانروایان در ایران دارای قدرت مطلقه و «فره ایزدی» بودند و با القابی مانند «سایهٔ خدا بر روی زمین» توصیف می‌شدند. برخلاف تاریخ اروپای غربی (و شاید ژاپن) اشرافیت ریشه دار و مستقل که توانایی مهار قدرت مطلقهٔ پادشاهان را داشته باشند در ایران شکل نگرفته بود. (استبداد شرقی) در نتیجهٔ این استبداد و توانایی ضبط و تصرف بی ضابطهٔ اموال و نبود امنیت برای مالکیت خصوصی فرایند انباشت سرمایه در ایران به وجود نیامده بود.
اما در طول سدهٔ نوزدهم و به‌طور عمده نیمهٔ دوم آن، افزایش فزایندهٔ حجم تماس‌ها با اروپا_اعم از مراودات بازرگانی و برخوردهای نظامی و نقل و انتقال سفیر_ و به دنبال آن آشنایی هرچه بیشتر گروه‌هایی از مردم با نهادها و ابزارهای مدنی مدرن و شیوه‌های دیگر کشورداری و مفاهیم نو مانند «ملت» و وظایف متقابل دولت و ملت، تحزب و… باعث شکل‌گیری جامعهٔ مدنی و افزایش مطالبات ملت از حاکمیت برای اصلاح شد.

### سلسله قاجاریان
آغامحمدخان پس از نزدیک به دو دهه لشکرکشی بی‌وقفه در سال ۱۱۶۱خورشیدی/۱۷۹۵میلادی، در تهران تاج گزاری کرد و بدین ترتیب دودمان قاجار تأسیس شد.
قاجارها از لحاظ چگونگی به قدرت رسیدن و همچنین خاستگاه چادرنشینی خود تفاوت چشمگیری با بخش عمدهٔ دودمان‌های پیش از آن از جمله افشارها و زندیان نداشتند اما برخلاف دو سلسلهٔ پیشین که به سرعت پس از مرگ بنیانگذار آن مضمحل می‌شدند، توانستند نزدیک به یک و نیم سده بر مصدر قدرت باقی بمانند. برای ریشه یابی این واقعیت می‌توان به موضوعاتی مانند: بهره‌برداری آگاهانه و عمدی قاجارها از تمایزهای اجتماعی فراوان موجود در جامعهٔ ایران سدهٔ نوزدهم همانند درگیری حیدری_نعمتی در شهرها و رقابت‌های ایلیاتی و طایفه‌ای در خارج از آن , تعامل متقابل با روحانیان برجسته , تأیید و پشتیبانی دولت‌های بزرگ غربی از دودمان قاجار اشاره کرد.
پایان کار دودمان قاجار و تصرف تدریجی قدرت به دست رضاشاه تحولی اساسی را در ساختار دولت، بوروکراسی و اعمال حاکمیت بر مناطق دور از پایتخت به وجود آورد که تا پیش از آن سابقه نداشت. رضاشاه شالودهٔ دولتش را بر دوپایهٔ ارتش و بوروکراسی پایه‌گذاری کرد که اولی در دوران حکومت وی تا ده برابر و دومی هفده برابر رشد کردند.

### شاهنشاهی پهلوی

#### رضاشاه (۱۹۲۵–۱۹۴۱)

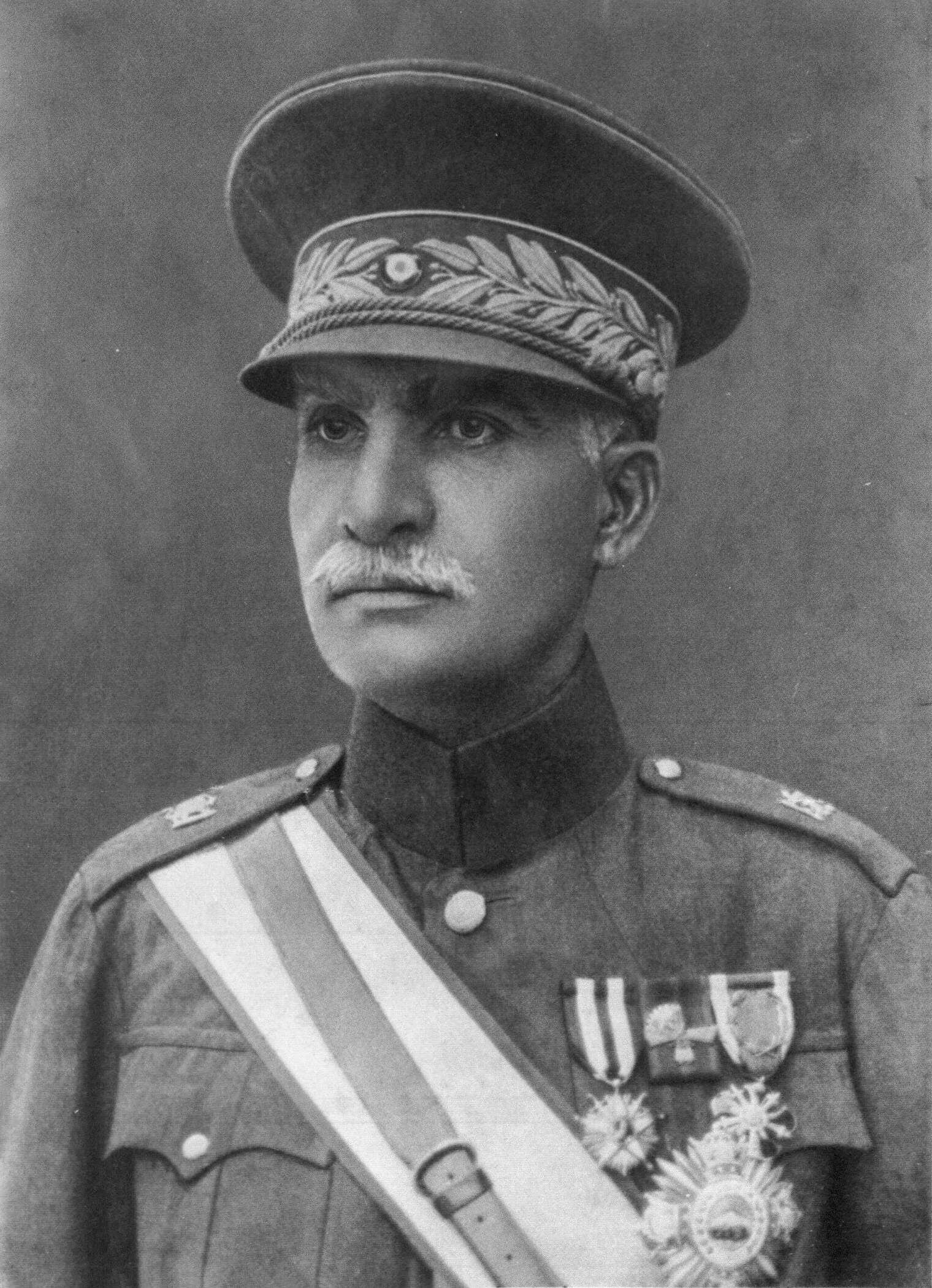
رضاشاه، بنیان‌گذار شاهنشاهی پهلوی

رضاشاه تقریباً ۱۶ سال حکومت کرد تا اینکه در ۱۶ سپتامبر ۱۹۴۱، در اثر حمله انگلیس و شوروی به ایران، کناره‌گیری کرد. حکومت او استبدادی بود و ویژگی‌هایی مانند ناسیونالیسم، نظامی‌گری، سکولاریسم و ضد کمونیسم داشت. رضاشاه اصلاحات اقتصادی-اجتماعی بسیاری را انجام داد و ارتش، اداره دولتی و امور مالی را سازماندهی کرد. سلطنت او برای ایران قانون و نظم، انضباط، اقتدار مرکزی، و امکانات مدرنی مانند مدارس، قطار، اتوبوس، رادیو، سینما، تلفن و … را به ارمغان آورد.
بسیاری از قوانین و مقررات جدید او موجب رنجش روحانیون کشور شد. برای مثال، مساجد ملزم به استفاده از صندلی بودند. بیشتر مردان ملزم به پوشیدن لباس‌های خاص، از جمله کلاه پهلوی (نوعی کلاه لبه‌دار) بودند. زنان تشویق شدند که حجاب را کنار بگذارند. به مردان و زنان اجازه داده شد که آزادانه در اجتماع باشند، که جداسازی جنسیتی اسلامی را نقض می‌کرد. این اقدامات موجب تنش‌هایی در سال ۱۹۳۵ شد و هنگامی که بازاریان و روستاییان در حرم امام رضا در مشهد قیام کردند و شعارهایی سر دادند که موجب شد سربازان قیام‌ها را سرکوب کنند و ده‌ها نفر کشته و صدها نفر زخمی بر جای بماند.

#### جنگ جهانی دوم
هنگامی‌که ارتش آلمان در برابر ارتش شوروی بسیار موفق عمل کرد، دولت ایران انتظار داشت آلمان در جنگ پیروز شود و تبدیل به نیروی قدرتمندی در جهان شود، بنابراین درخواست‌های بریتانیا و شوروی برای اخراج آلمانی‌ها از ایران را رد کرد. در پاسخ، این دو متحد در اوت ۱۹۴۱ به ایران حمله کردند و ارتش ایران را شکست دادند و ایران به مجرای اصلی قانون وام و اجاره متفقین تبدیل شد. هدف متفقین، ایمن‌سازی میدان‌های نفتی ایران و اطمینان از خطوط تدارکاتشان بود. در پایان رضاشاه، در جریان این اشغال استعفا داد و فرزندش، محمدرضا پهلوی جایگزین او شد.
در کنفرانس تهران در سال ۱۹۴۳، متفقین اعلامیه تهران را صادر کردند که استقلال و مرزهای ایران پس از جنگ را تضمین می‌کرد. با این حال، هنگامی که جنگ واقعاً پایان یافت، نیروهای شوروی مستقر در شمال غربی ایران نه تنها از عقب‌نشینی خودداری کردند، بلکه از شورش‌هایی حمایت کردند که ایجاد دولت‌های جدایی‌طلب کوتاه مدت و طرفدار شوروی در آذربایجان و کردستان ایران، به ترتیب دولت خلق آذربایجان و جمهوری کردستان در اواخر سال ۱۹۴۵ هدفشان بود. نیروهای شوروی پس از دریافت وعده امتیاز نفت تا مه ۱۹۴۶ از ایران خارج نشدند. بااین‌حال جمهوری‌های دست‌نشانده شوروی در شمال کشور به زودی سرنگون شدند و امتیازات نفت نیز لغو شد.

#### محمدرضا شاه (۱۹۴۱–۱۹۷۹)

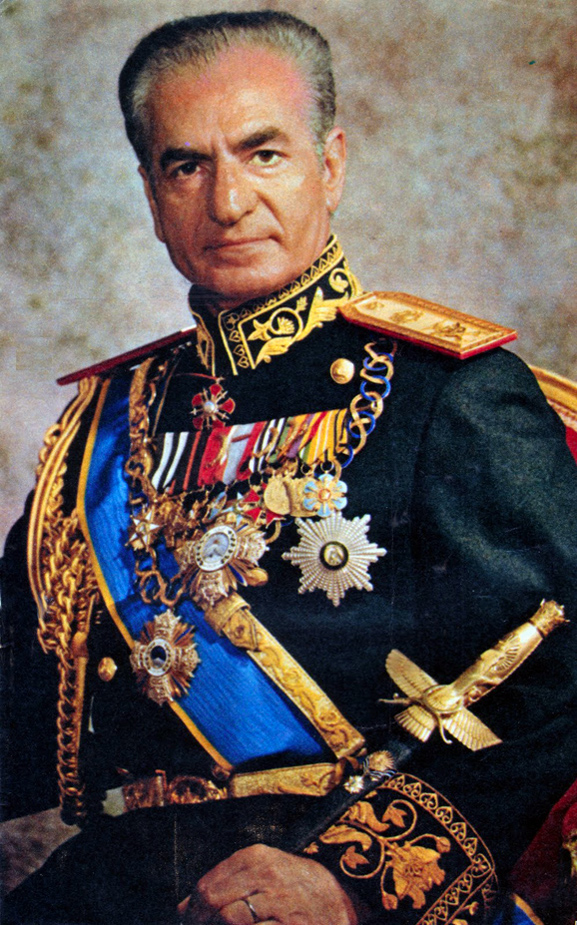
محمدرضاشاه، واپسین شاهنشاه پهلوی

محمدرضا شاه در ۲۶ اکتبر ۱۹۶۷ لقب شاهنشاه را برای خود برگزید و همچنین عنوان‌های دیگری از جمله آریامهر و بزرگ ارتشتاران را هم داشت. او دومین و واپسین پادشاه خاندان پهلوی بود. رؤیای او در مورد آنچه از آن به عنوان «تمدن بزرگ» یاد می‌کرد، منجر به نوسازی سریع صنعتی و نظامی و همچنین اصلاحات اقتصادی و اجتماعی بسیاری در ایران شد.
این اصلاحات او خود را با دهه‌ها رشد اقتصادی سریع و پایدار نشان داد که ایران را به یکی از سریع‌ترین اقتصادهای در حال رشد در بین کشورهای توسعه‌یافته و توسعه‌نیافته تبدیل کرد. ایران در طول حکومت ۳۸ ساله محمدرضا میلیاردها دلار برای صنعت، آموزش، بهداشت و نیروهای مسلح هزینه کرد و از نرخ رشد اقتصادی فراتر از ایالات متحده، انگلیس و فرانسه برخوردار شد. درآمد ملی نیز ۴۲۳ برابر افزایش یافت. در نتیجه، کشور شاهد افزایش بی‌سابقه درآمد سرانه بود که به بالاترین سطح در هر مقطعی از تاریخ ایران و سطوح بالای شهرنشینی رسید. تا سال ۱۹۷۷، سرمایه‌گذاری او در قدرت نظامی ایران، که شاه آن را وسیله‌ای برای پایان‌دادن به مداخله خارجی در ایران می‌دانست، این کشور را به پنجمین ارتش قدرتمند جهان تبدیل کرد.
سرانجام محمدرضا شاه در تاریخ ۲۶ دی ۱۳۵۷ و در پی اعتراض‌های گسترش‌یافته مخالفان به رهبری روح‌الله خمینی، ایران را برای همیشه ترک کرد و در ۲۲ بهمن ۱۳۵۷، در پی اعلام بی‌طرفی ارتش، انقلاب ۱۳۵۷ به سرانجام خود رسید و نظام شاهنشاهی در ایران برچیده شد. در ۱۰ فروردین مردم ایران در یک همه‌پرسی به دعوت خمینی شرکت کردند و با اکثریت (بیش از ۹۸ درصد) به جمهوری اسلامی (به عنوان تنها گزینه موجود برای نظام حکومتی آینده) رأی دادند. در ۱۸ فروردین امیرعباس هویدا، نخست‌وزیر سابق ایران با حکم صادق خلخالی قاضی دادگاه انقلاب به اعدام محکوم شد. همچنین بیش از ۲۰۰ تن از مقامات بلندپایه رژیم سابق در خلال دو ماه بعد از انقلاب طی حکم‌های دادگاه‌های انقلاب اعدام گشتند.
به گزارش بی‌بی‌سی فارسی، اینکه انگیزهٔ مردم ایران از مشارکت در انقلاب ۱۳۵۷، برخورداری از امکانات اقتصادی بیشتر بود یا استقرار حکومت دینی، هنوز محل اختلاف است اما این انقلاب، حکومتی را سرنگون کرد که اولویت اصلی یا منحصر به فرد آن، توسعهٔ سریع اقتصادی و اجتماعی ایران بوده‌است. با سقوط نظام پهلوی، روند مصادره و تعطیلی واحدهای نوین صنعتی، خدماتی و کشاورزی، تا از کار انداختن بخش نوین اقتصاد این کشور ادامه یافت و جایگاه پیشین ایران در جهان، از دست رفت. دیدگاه‌های قدیمی نخبگان سیاسی و اقتصادی جدید و شکل‌گیری اقتصاد زیرزمینی، گسترش رفتارهای فاسد اقتصادی و انحصار نهادهای قدرتمند بر بخش بزرگی از اقتصاد ملی، بیش از پیش به اقتصاد ایران ضربه زد.

### جمهوری اسلامی
دوران رهبری روح‌الله خمینی
سید روح‌الله خمینی در شهریور ماه سال ۱۳۴۰ خورشید فعالیت‌های سیاسی خود را آغاز کرد و مخالفت خود را با حکومت پهلوی آشکارا بیان کرد، در ادامه خمینی به مبارزه با سیاست‌های حکومت پهلوی از جمله انقلاب سفید و اعطای حق رأی زنان پرداخت و شاه را به همکاری و پیروی از اسرائیل و ایالات متحده آمریکا متهم کرد. در جریان این اتفاقات خمینی دستگیر و به مدت ۱۰ ماه به زندان افتاد. و پس از این اتفاق بود که تظاهرات ۱۵ خرداد رخ داد. خمینی سال بعد به دلیل سخنرانی علیه اعطای کاپیتولاسیون به مستشاران آمریکایی تبعید شد. خمینی در جریان تبعید خود به فعالیت‌های سیاسی ادامه داد و با ارسال پیام و اعلامیه اسلامگرایان را رهبری می‌کرد. وی در روزهای آخر مانده به ۲۲ بهمن شورای انقلاب و دولت موقت را تشکیل داد. خمینی در تاریخ ۱۲ بهمن ۱۳۵۷ به ایران آمد و ۱۰ روز بعد حکومت پهلوی اعلام بی‌طرفی کرد و انقلاب پیروز شد و خمینی نظام جمهوری اسلامی را بنیان نهاد و با با گذاشتن رفراندوم در تاریخ ۱۲ فروردین ماه سال ۱۳۵۸ به آن رسمیت بخشید در دوران رهبری خمینی جنگ ایران و عراق رخ داد که با بی‌طرفی به پایان رسید. خمینی در جریان عملیات مرصاد و درجهت تحکیم نظام بیش از ۴۰۰۰ نفر از زندانیان عقیدتی سیاسی را اعدام کرد و در نهایت در سال ۱۳۶۸ خورشیدی درگذشت.
دوران رهبری سید علی خامنه‌ای
پس از درگذشت روح‌الله خمینی در ۱۴ خرداد ۱۳۶۸، مجلس خبرگان رهبری در جلسه ای فوق‌العاده سید علی خامنه‌ای را به عنوان دومین رهبر جمهوری اسلامی برگزید. دوران حکومت وی مقارن با وقایع های تروریستی شامل ترور میکونوس، بمب‌گذاری آمیا و قتل‌های زنجیره‌ای بود. دوران رهبری سید علی خامنه ای با موجی از اعتراضات و انتقادات همراه بوده‌است. از جمله این اعتراضات می‌توان به اعتراضات دانشجویی ۱۳۷۸، اعتراضات ۱۳۸۸، اعتراضات دی ۱۳۹۶، اعتراضات دی و آبان ۱۳۹۸ و خیزش ۱۴۰۱ اشاره کرد. بر اساس تحلیلی در سال ۱۳۹۷، در این سال‌ها، افزایش شکاف طبقاتی، فساد سیستماتیک دولتی و فشارهای خارجی، با افزایش نارضایتی همگانی، اعتراضات سراسری پراکنده‌ای را برانگیخت. اعتراضات ۱۳۹۶ ماهیتی ضدحکومتی داشت که از نارضایتی‌های اقتصادی و سیاسی تغذیه می‌شد و در پاسخ آن، حکومت افزون بر برگزاری تظاهرات و محدودسازی شبکه‌های اجتماعی، از عوامل خارجی گفت و معترضان را سرکوب کرد که شماری از آنان، کشته شدند. اعتراضات آبان ۱۳۹۸ (پس از افزایش قیمت بنزین در ایران) نیز با سرکوب شدید مردم معترض همراه شد و بنابر گزارش‌های خارجی، شمار کشته‌شدگان تا ۱۵۰۰ تن و شامل زنان و نوجوانان بوده‌است. اگرچه وزیر کشور، شمار کشته‌شدگان را ۲۰۰ تا ۲۲۵ تن اعلام کرد. در این تظاهرات، ویدئوهایی از شلیک مستقیم نیروهای امنیتی به معترضان منتشر شد. خیزش ۱۴۰۱ در پی مرگ مهسا امینی و در اعتراض به حجاب اجباری و در راستای سرنگونی نظام جمهوری اسلامی انجام شد.

## جنبش‌های اجتماعی در ایران معاصر
اگرچه تا پیش از قرن نوزدهم سلسله‌های گوناگون حاکم بر ایران همانند دیگر کشورهای آسیایی با برخی دولت‌های غربی مانند ونیز، انگلستان، روسیه (نیمه غربی) , پرتغال، اسپانیا، هلند و… تماس‌ها و مراوداتی_اعم از خصمانه یا دوستانه_ داشتند؛ اما وجه تمایز میان این تماس‌ها در سدهٔ نوزدهم میلادی با سده‌های پیشین، افزایش چشمگیر حجم آن‌ها و نیاز روزافزون کشورهای اروپایی به مواد خام دیگر مناطق جهان بود. وقوع انقلاب صنعتی در اروپا کشورهای توسعه یافتهٔ این قاره را به صادرکنندهٔ عمدهٔ کالاهای صنعتی با قیمتی نازل تر از کالاهای بومی مبدل کرده بود که این امر تأثیرات اجتماعی و سیاسی زیادی به دنبال داشت. سیطرهٔ اقتصادی کشورهای صنعتی، بازرگانان محلی و پراکنده را برای نخستین بار در قالب طبقه‌ای با منافع مشترک یکپارچه کرد. این طبقه به دلیل پیوندهایش با روحانیون در جنبش‌های آینده طبقهٔ متوسط سنتی نام گرفتند.
در کنار این طبقه، گروه اجتماعی جدیدی با نام «منورالفکران» در ایران شکل گرفتند که از طرق گوناگون مانند سفر یا مهاجرت به کشورهای توسعه یافتهٔ غرب یا نواحی کمتر توسعه یافته که در عین حال جلوتر از ایران بودند مانند قفقاز، هندوستان و… با دنیای جدیدی به غیر از دنیایی که تاکنون در آن زندگی می‌کردند آشنا شدند.
شکست‌های نظامی پی در پی ایران از روسیه تزاری و سپس بریتانیا و تجزیهٔ ایالات ثروتمند قفقاز و پس از آن تحمیل قراردادها و امتیازات نامنصفانهٔ بازرگانی و کاپیتولاسیون و نقض حاکمیت ملی ایران نیز فکر ایجاد تغییر و تحول و اصلاحات را در گروهی از سیاستمداران و روشنفکران و روحانیان ایران ایجاد کرد. 

### جنبش‌ها و اقدامات اصلاحی پیش از مشروطه

#### اصلاحات شاهزاده عباس میرزا
عباس میرزا ولیعهد و حاکم ایالت آذربایجان به عنوان فرمانده سپاه ایران در نبرد با روسیه را می‌توان نخستین بانی مهم اصلاحات مدرن در ایران دانست. وی که در جریان جنگ با ارتش آموزش دیدهٔ روسیه به ضرورت ایجاد ارتشی نوین پی برده بود کوشید با کمک فرانسوی‌ها به نوسازی سپاه ایران مطابق با معیارهای اروپا تحت عنوان «نظام جدید» بپردازد. دیگر کوشش‌های اصلاح گرانهٔ عباس میرزا عبارت بودند از فرستادن نخستین محصلین در سال ۱۸۱۱ میلادی به انگلستان و ایجاد یک چاپخانه در شهر تبریز که با پشتیبانی او انجام شده بود و ترجمهٔ یک سری کتب مربوط به فنون نظامی. وی در راه این اصلاحات با مخالفت گروهی از روحانیان و در مقابل پشتیبانی گروهی دیگر از آن‌ها مواجه شد. دستهٔ نخست اینگونه اقدامات را «غیر اسلامی» می‌دانستند در حالی که دستهٔ دوم آن را برای «دارالاسلام» مفید می‌دانستند. علاوه بر این‌ها گروهی از درباریان از جمله برادر ولیعهد و همچنین سران عشایر که از ناحیهٔ نظام جدید احساس خطر می‌کردند اقدامات عباس میرزا را برای آیندهٔ خود زیان بار می‌دانستند. عوامل یادشده سبب اخلال در طرح‌های عباس میرزا شد و در نهایت با درگذشت شاهزاده پیش از فتحعلی شاه این اصلاحات عقیم ماندند.

#### اصلاحات امیرکبیر
نتیجه مطالعات، نشان می‌دهد اصلاحات عمده امیرکبیر در نظام قضایی شامل: اصلاح محضر شرع، ایجاد دیوان خانه عدالت، الغای سنت بست نشینی و کاهش مواجب و حقوق علما، تأسیس مدرسه دارالفنون، انتشار روزنامه دارالوقایع، رسیدگی به وضع مالیه، اصلاحات اجتماعی، نوسازی و رسیدگی به وضعیت ارتش و قشون ایران، اصلاح سیاست خارجی و مذهبی، حذف القاب و عناوین بود.

#### اصلاحات سپهسالار
سپهسالار نسل سوم اصلاح‌گری پس از عباس میرزا و امیرکبیر، بود. از جمله اصلاحات او: قانون‌گذاری با هدف تغییر حکومت خودکامه فردی به حکومت قانونمند کاهش قدرت حکام و حفظ حقوق رعیت بود. سمت و سوی اصلاحات سپهسالار در نظام قضایی اعلان و اجرای کتابچه دستورالعمل دیوانخانه عدلیه، نگارش تعدادی قانون برای حمایت از حقوق رعیّت و تحدید قدرت حکام و ایجاد ساختار قضایی مدرن بوده‌است.

#### جنبش تنباکو
قیام تنباکو یا نهضت تحریم تنباکو، به جنبشی می‌گویند که در اعتراض به اعطای امتیاز انحصار تجارت توتون و تنباکو در سفر سوم ناصرالدین‌شاه به خارج از کشور شکل گرفت. استعمال توتون و به ویژه تنباکو در دورهٔ صفویه در زمان شاه عباس رواج یافت. نهضت تنباکو از سفر ناصرالدین شاه در سال ۱۳۰۶ (قمری) از خاک روسیه به اروپا آغاز شد.

### جنبش مشروطه
جنبش مشروطه، جنبش مشروطه‌خواهی یا جنبش مشروطیت مجموعه کوشش‌ها و رویدادهایی در نظر و عمل است که برای محدود شدن اختیارات پادشاه در نظام سلطنتی ایران و نهادینه‌سازی حقوق اساسی مانند آزادی فردی، عدالت قضایی و حاکمیت قانون آغاز شد و به دگرگونی نظام سیاسی ایران قاجاری از پادشاهی مطلقه به پادشاهی مشروطه منجر گردید. این جنبش از سال ۱۲۸۴ خورشیدی با وقوع اعتراضات منتهی به انقلاب مشروطه آغاز شد و می‌توان شکست استبداد صغیر و پایان حکومت محمدعلی‌شاه در مرداد ۱۲۸۸ را (به سبب پایان حکمرانی آخرین پادشاه ایران در نظام حکومتی پادشاهی مطلقه) زمان پایان آن دانست. از عللهای به وجود آمدن این جنبش می‌توان به آگاهی از پیشرفت‌های غرب، ظهور طبقه متوسط، تنگنای اقتصادی و بی عدالتی حکام و دادگاه‌ها نسبت به مردم اشاره کرد. از روشهای جنبش مشروطه می‌توان به تشکیل انجمن‌ها، بست‌نشینی، انتشار مطبوعات، سخنرانی‌های مذهبی، نبرد مسلحانه اشاره کرد. در نهایت این جنبش به استقرار پادشاهی مشروطه بنیانگذاری مجلس و تدوین قانون اساسی مشروطه منجر شد.

### قیام‌ها و اعتراضات در جمهوری اسلامی
تظاهرات ۱۷ اسفند ۱۳۵۷، اعتراضات ۱۳۸۸، تظاهرات ۱۳۹۶، اعتصابات ۱۳۹۷-۱۳۹۸، اعتراضات آبان ۱۳۹۸ و خیزش ۱۴۰۱ ایران نمونه‌هایی از نارضایتی‌های منجر به اعتراض دوران جمهوری اسلامی هستند. بر اساس تحلیلی در سال ۱۳۹۷، در این سال‌ها، افزایش شکاف طبقاتی، فساد سیستماتیک دولتی و فشارهای خارجی، با افزایش نارضایتی همگانی، اعتراضات سراسری پراکنده‌ای را برانگیخت. اعتراضات ۱۳۸۸، پیامد پیروزی احمدی‌نژاد بر موسوی در انتخابات ۱۳۸۸ بود. پس از ناکامی این اعتراضات، حامیان نتایج انتخابات، کم‌کم مستندهای انتخاباتی بی‌شماری را پنهان یا از دسترس خارج کردند. اعتراضات ۱۳۹۶ ماهیتی ضدحکومتی داشت که از نارضایتی‌های اقتصادی و سیاسی تغذیه می‌شد و در پاسخ آن، حکومت افزون بر برگزاری تظاهرات و محدودسازی شبکه‌های اجتماعی، از عوامل خارجی گفت و معترضان را سرکوب کرد که شماری از آنان، کشته شدند. اعتراضات آبان ۱۳۹۸ (پس از افزایش قیمت بنزین در ایران) نیز با سرکوب شدید مردم معترض همراه شد و بنابر گزارش‌های خارجی، شمار کشته‌شدگان تا ۱۵۰۰ تن و شامل زنان و نوجوانان بوده‌است. اگرچه وزیر کشور، شمار کشته‌شدگان را ۲۰۰ تا ۲۲۵ تن اعلام کرد. در این تظاهرات، ویدئوهایی از شلیک مستقیم نیروهای امنیتی به معترضان منتشر شد.

## بازگویی تاریخ ایران در جهان
دانش غربی‌ها از تاریخ ایران همیشه دست دوم بوده و به شدت تحت تأثیر دشمنی تاریخ نویسان یونان باستان با ایران قرار دارد. نسل‌های پیاپی تحصیل‌کردگان اروپایی عادت کرده‌اند ایران را از منظر نوشته‌های خصمانه هرودوت و روایات او از جنگ با ایران ببینند. در تاریخ‌نویسی اعراب سنی در مورد ایران هم همین دشمنی و یک‌جانبه‌نویسی دیده می‌شود.

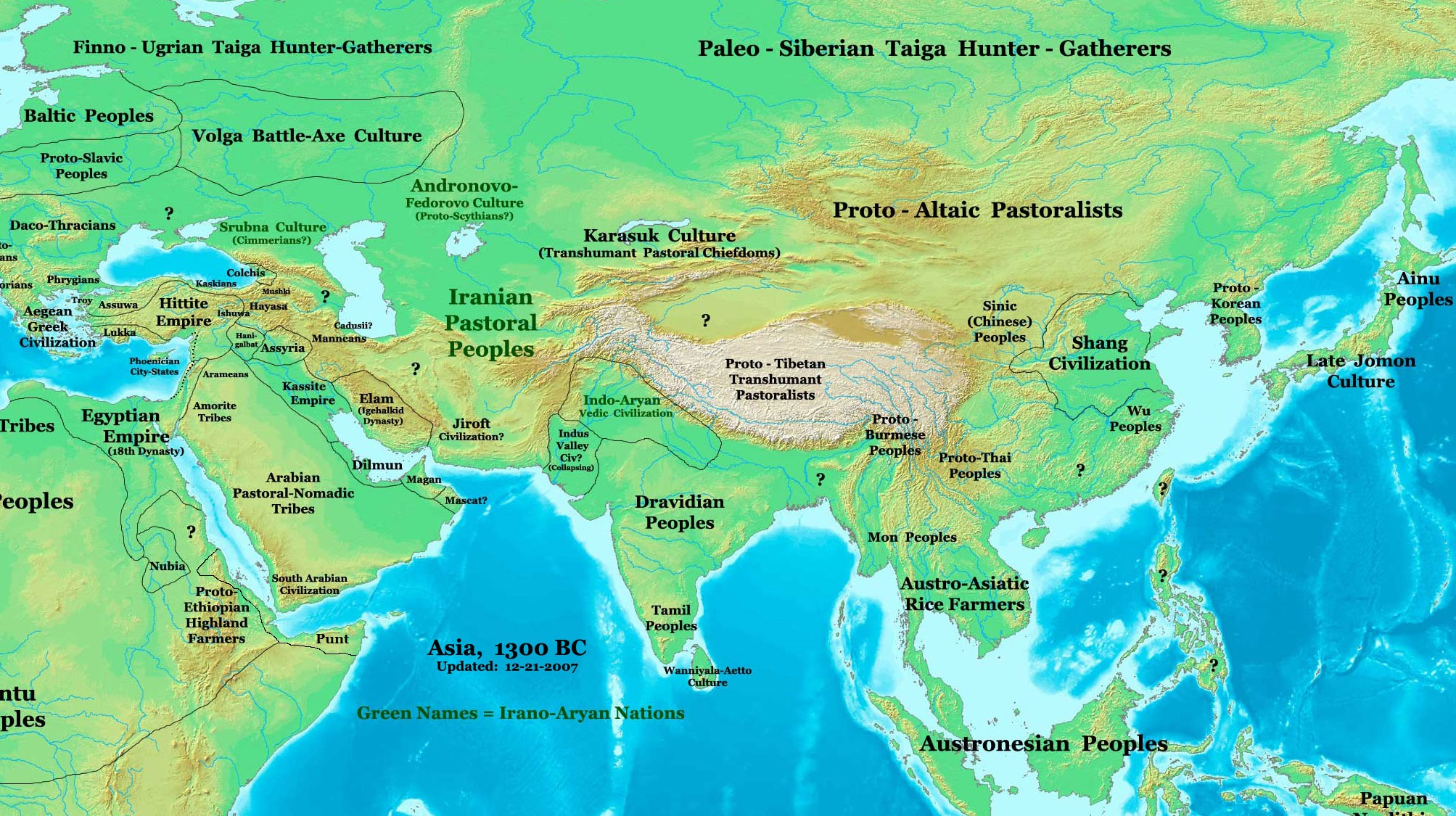
نقشهٔ آسیا در قرن سیزدهم پیش از میلاد
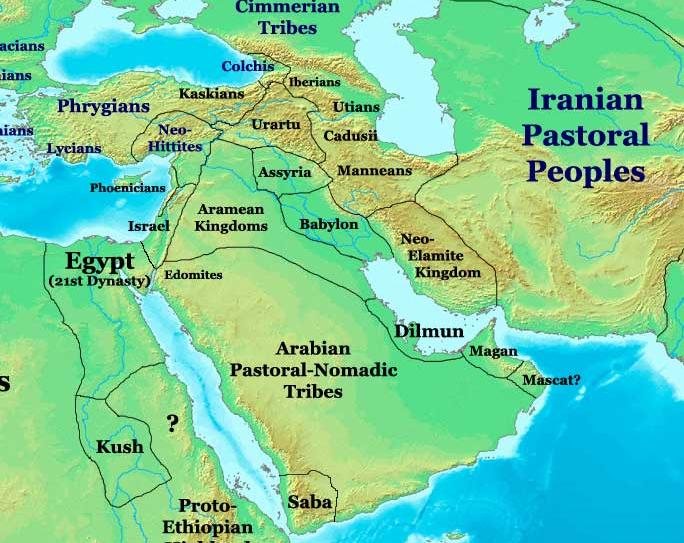
نقشهٔ خاورمیانه در قرن دهم پیش از میلاد
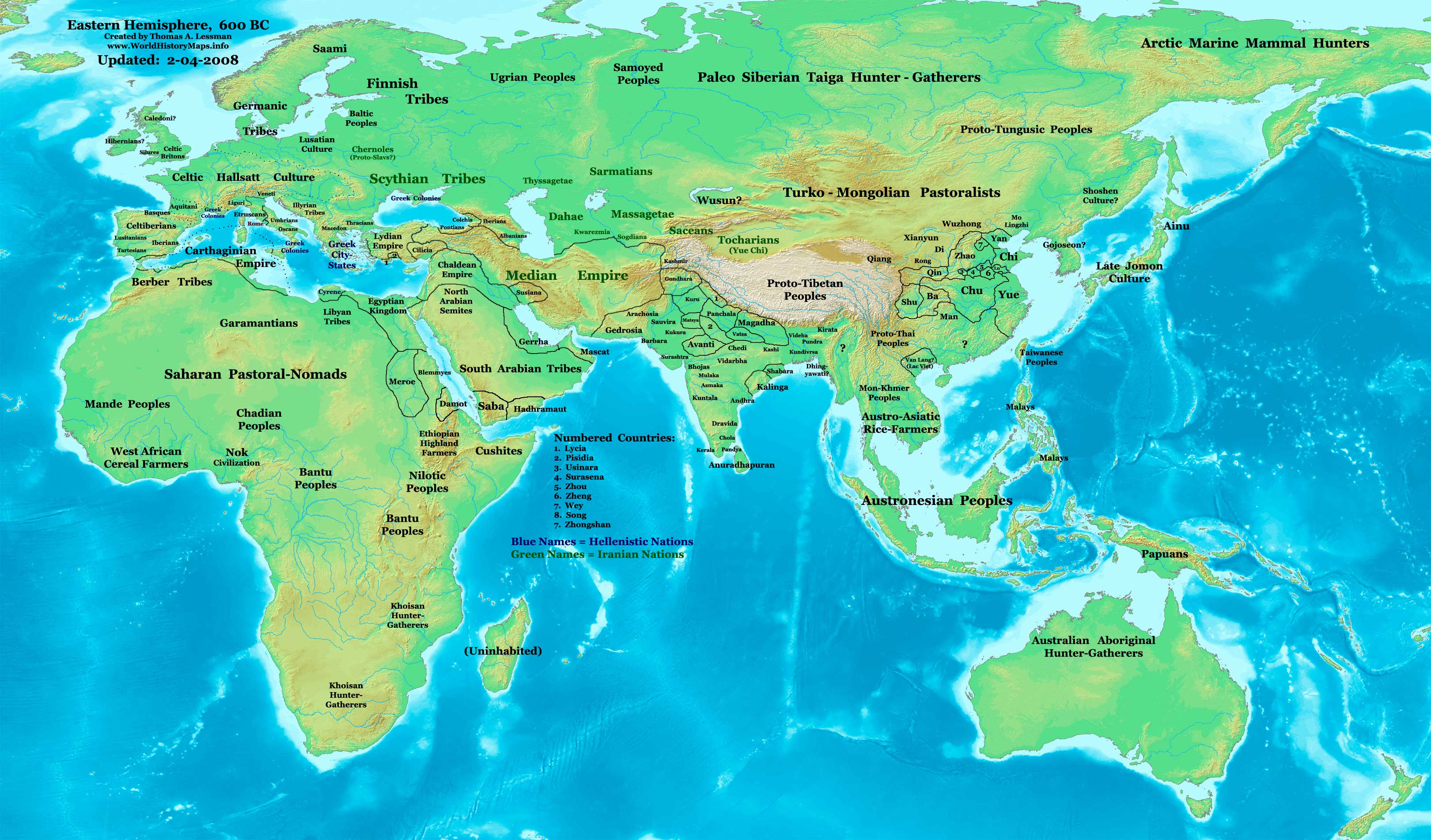
نقشهٔ آسیا در قرن ششم پیش از میلاد
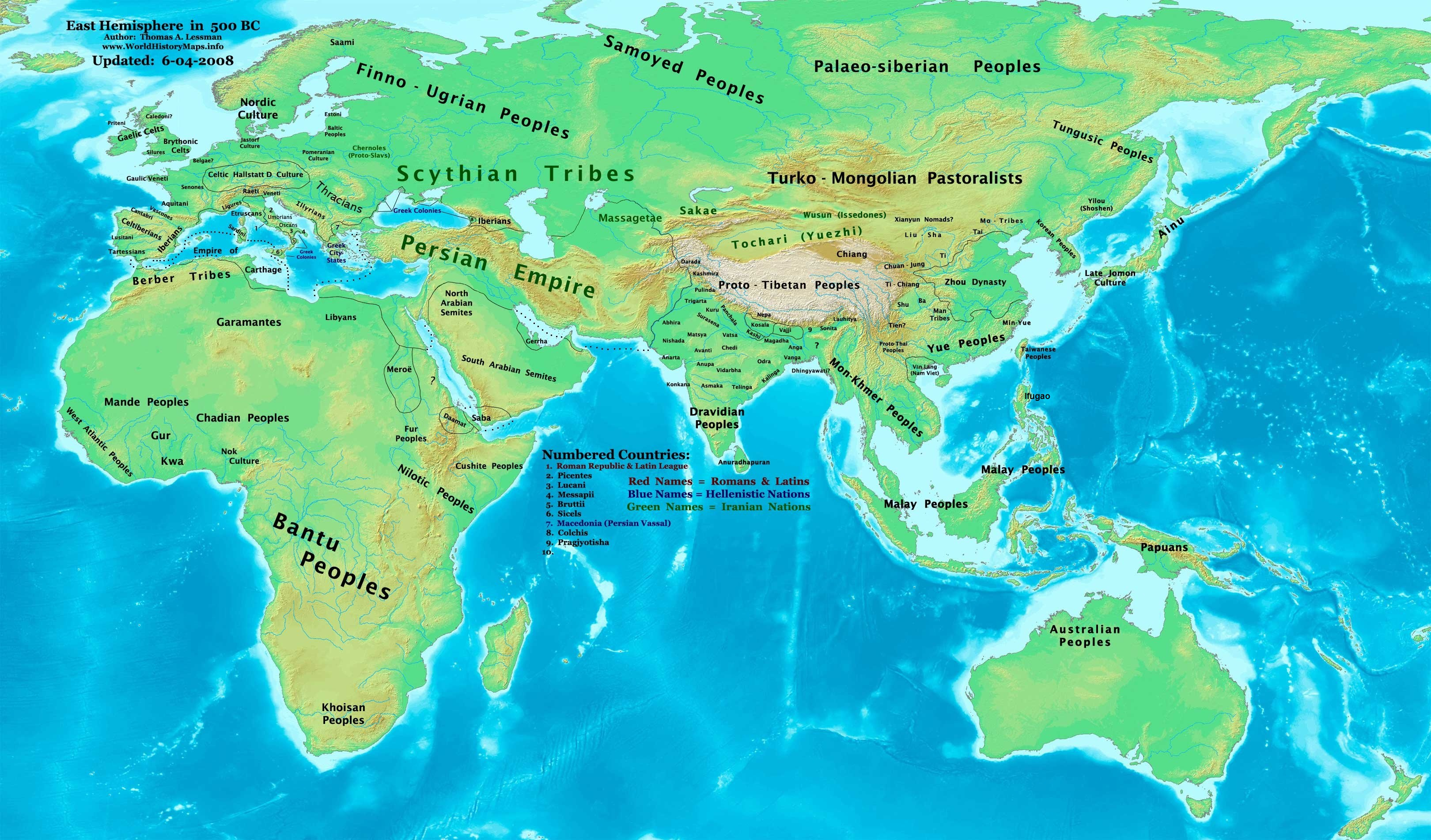
نقشهٔ آسیا در قرن پنجم پیش از میلاد
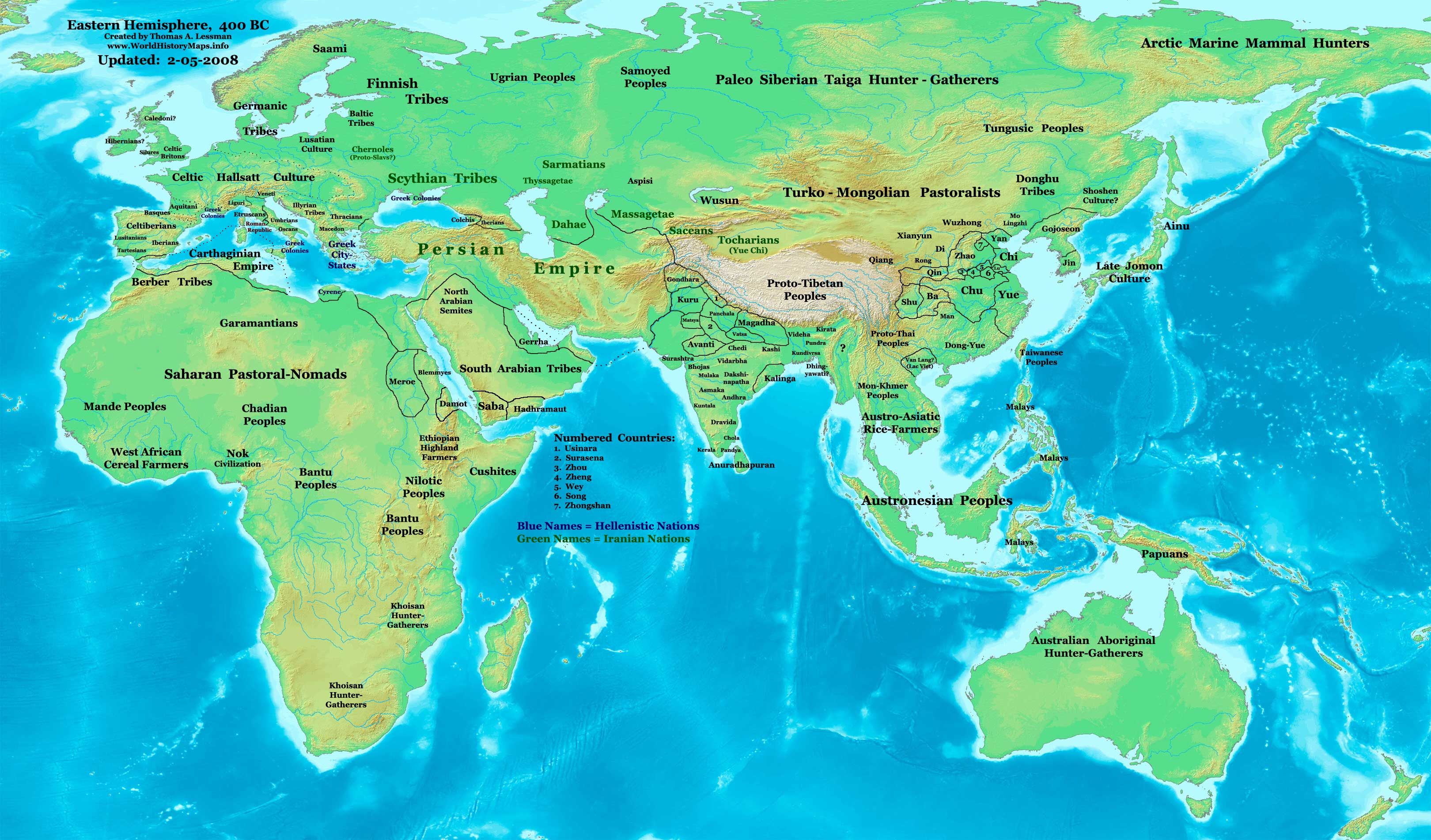
نقشهٔ آسیا در قرن چهارم پیش از میلاد
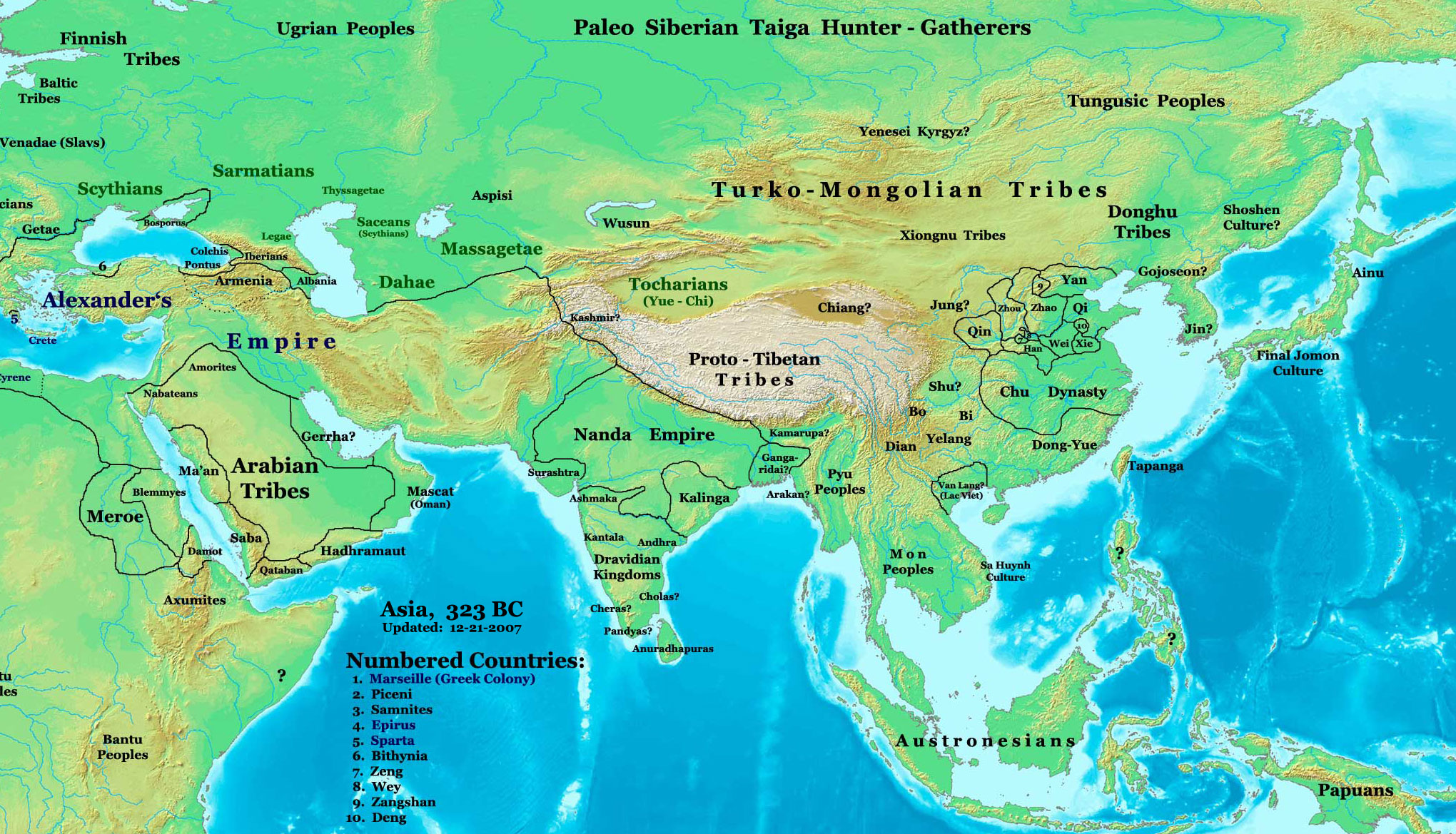
نقشهٔ آسیا در قرن سوم پیش از میلاد
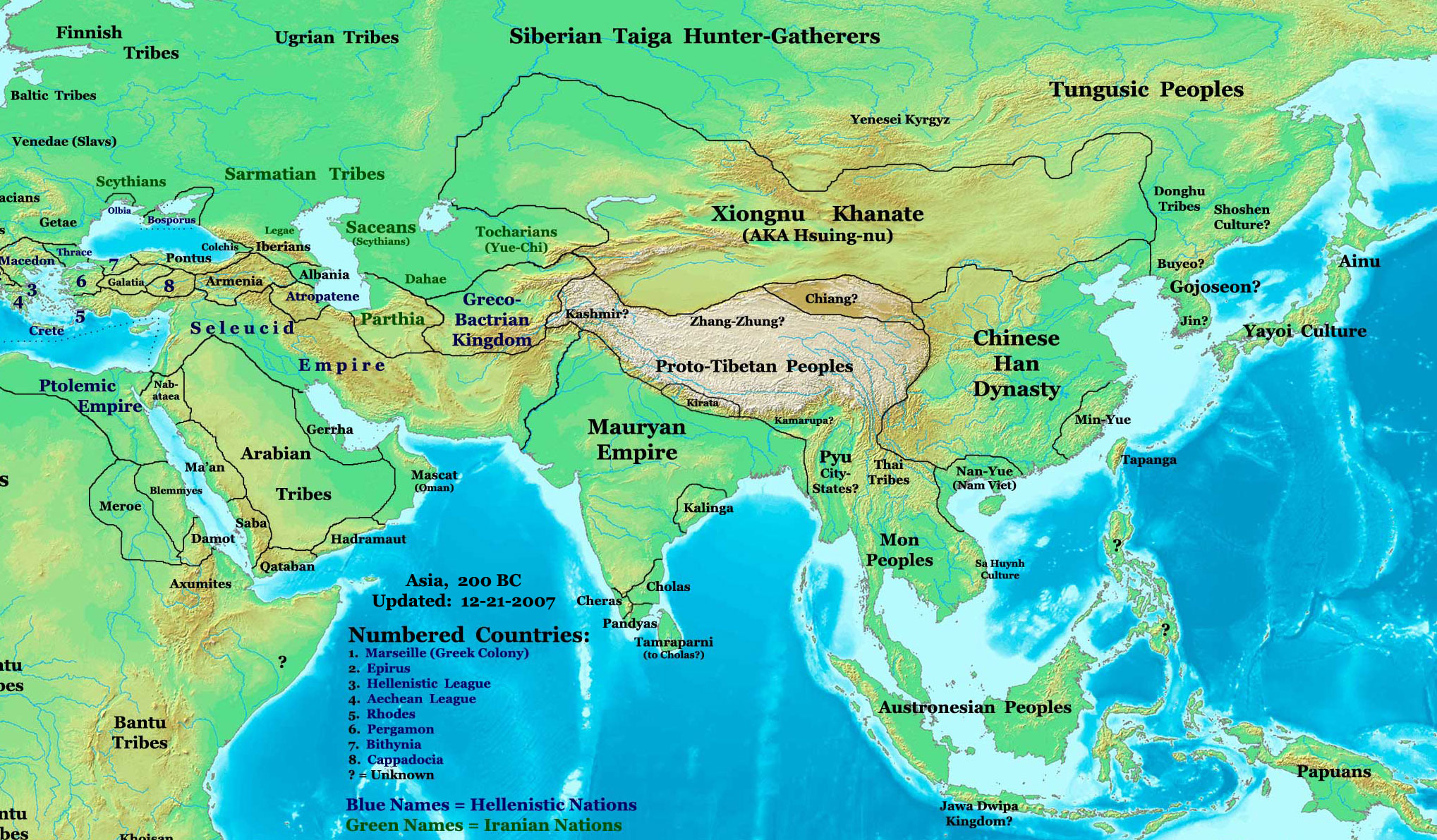
نقشهٔ آسیا در قرن دوم پیش از میلاد
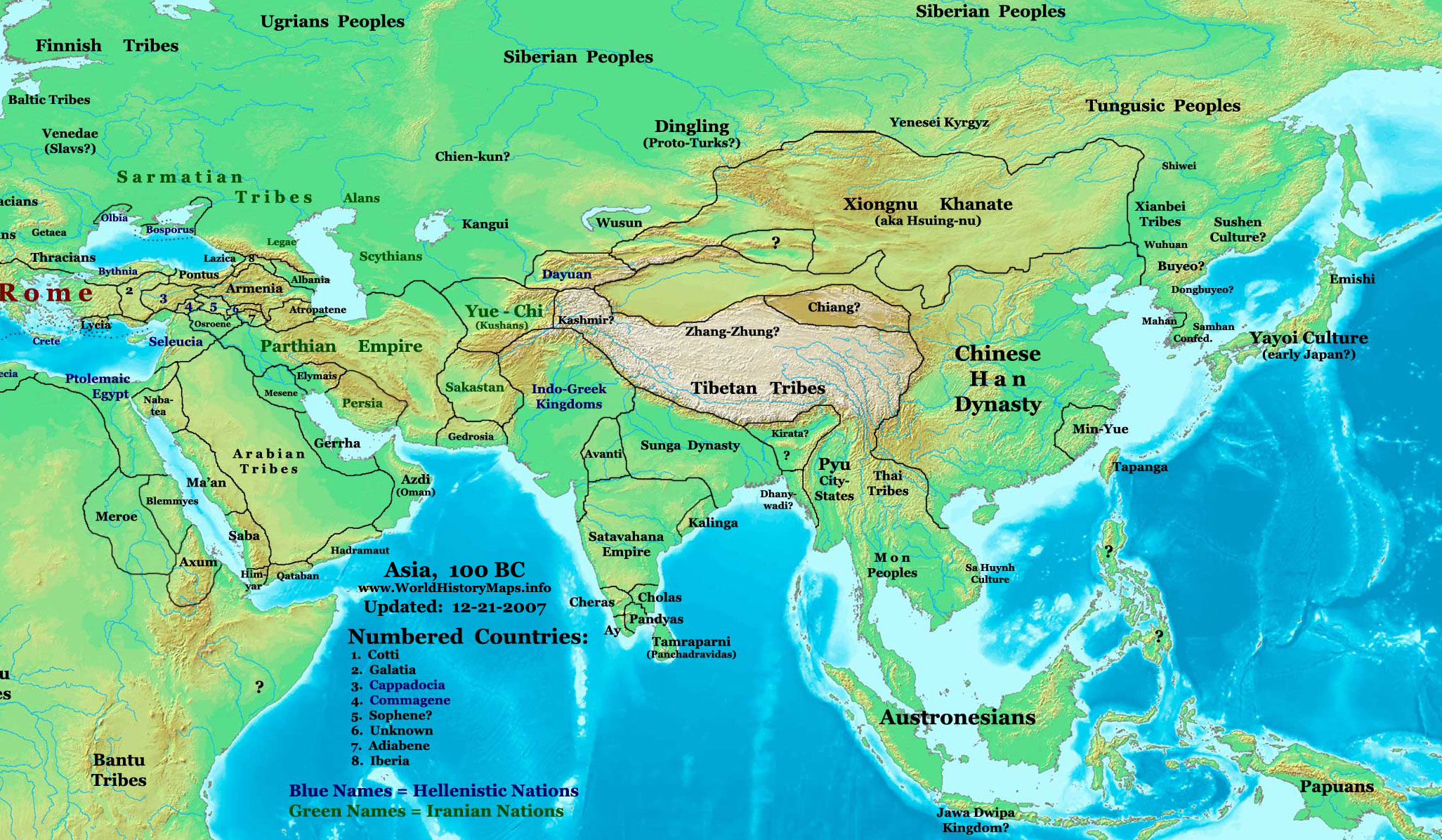
نقشهٔ آسیا در قرن یکم پیش از میلاد
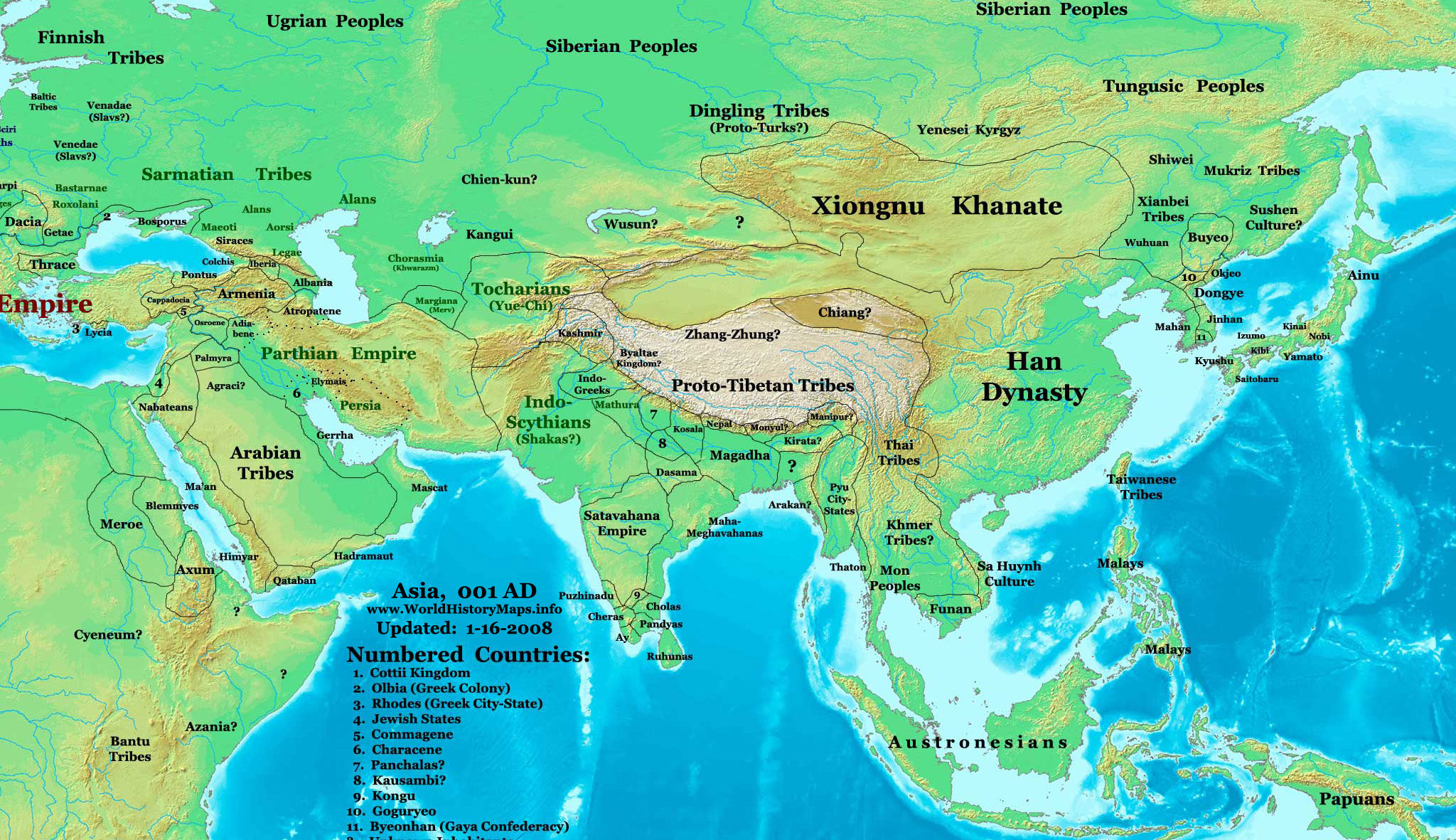
نقشهٔ آسیا در قرن یکم
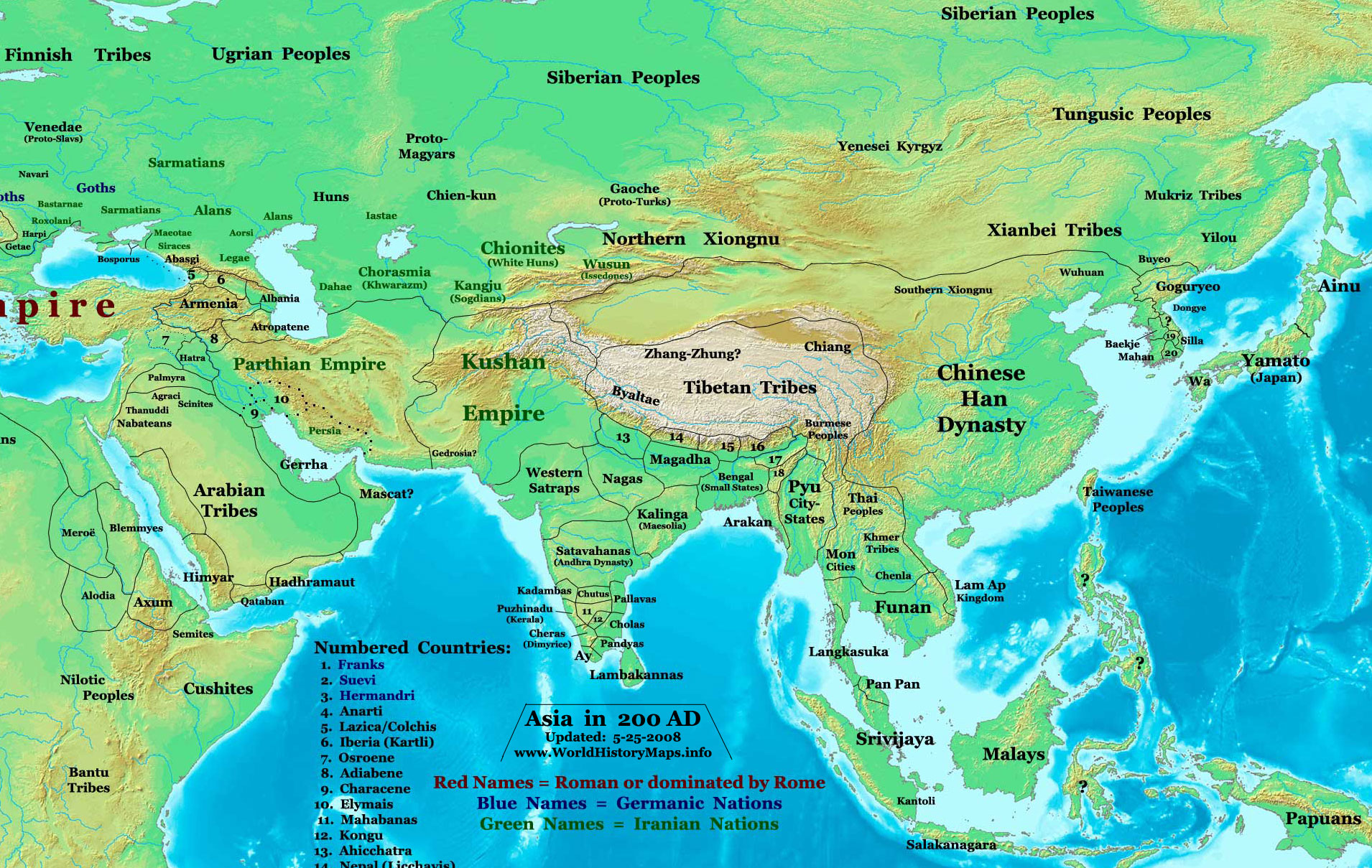
نقشهٔ آسیا در قرن دوم
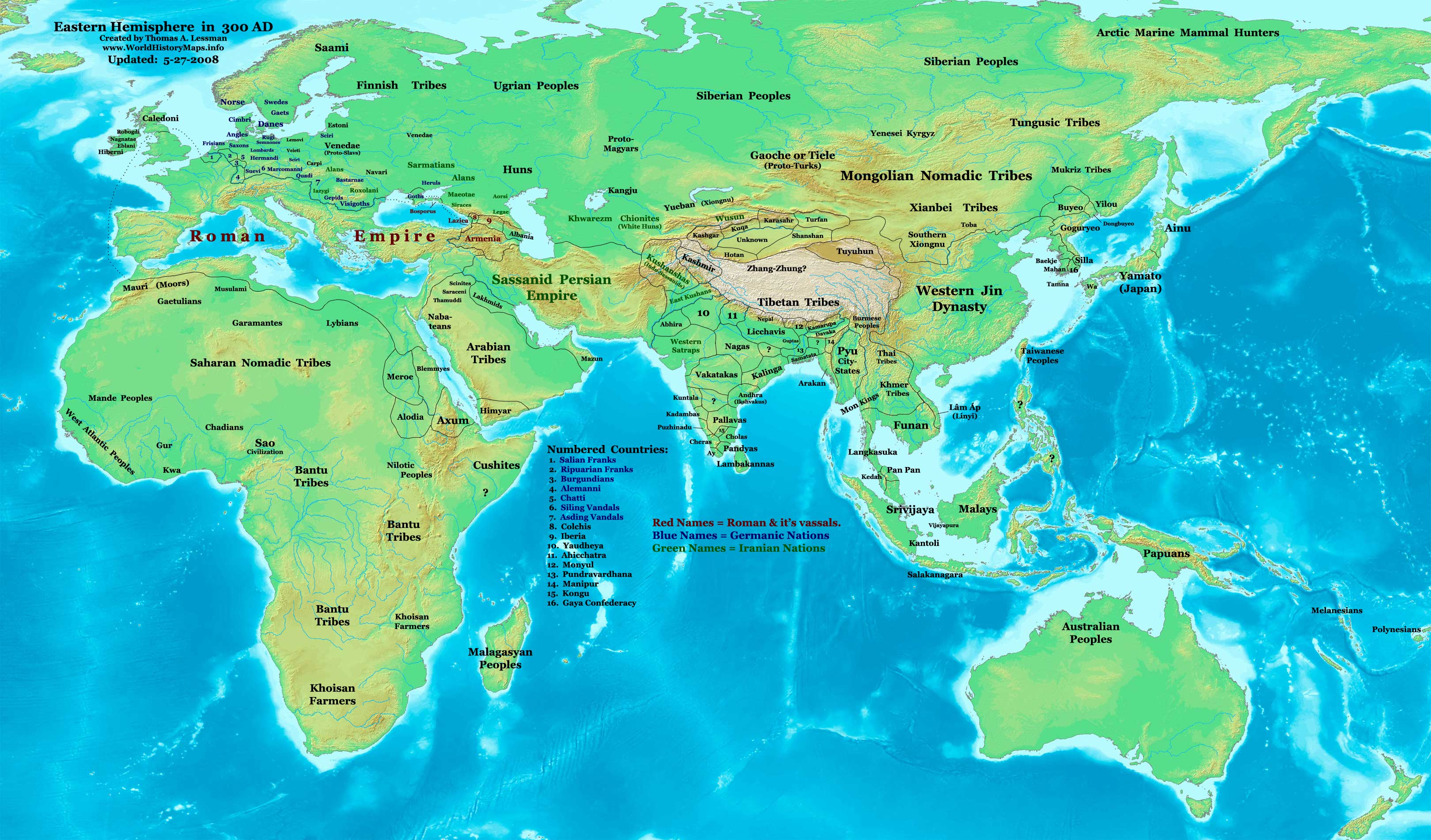
نقشهٔ آسیا در قرن سوم
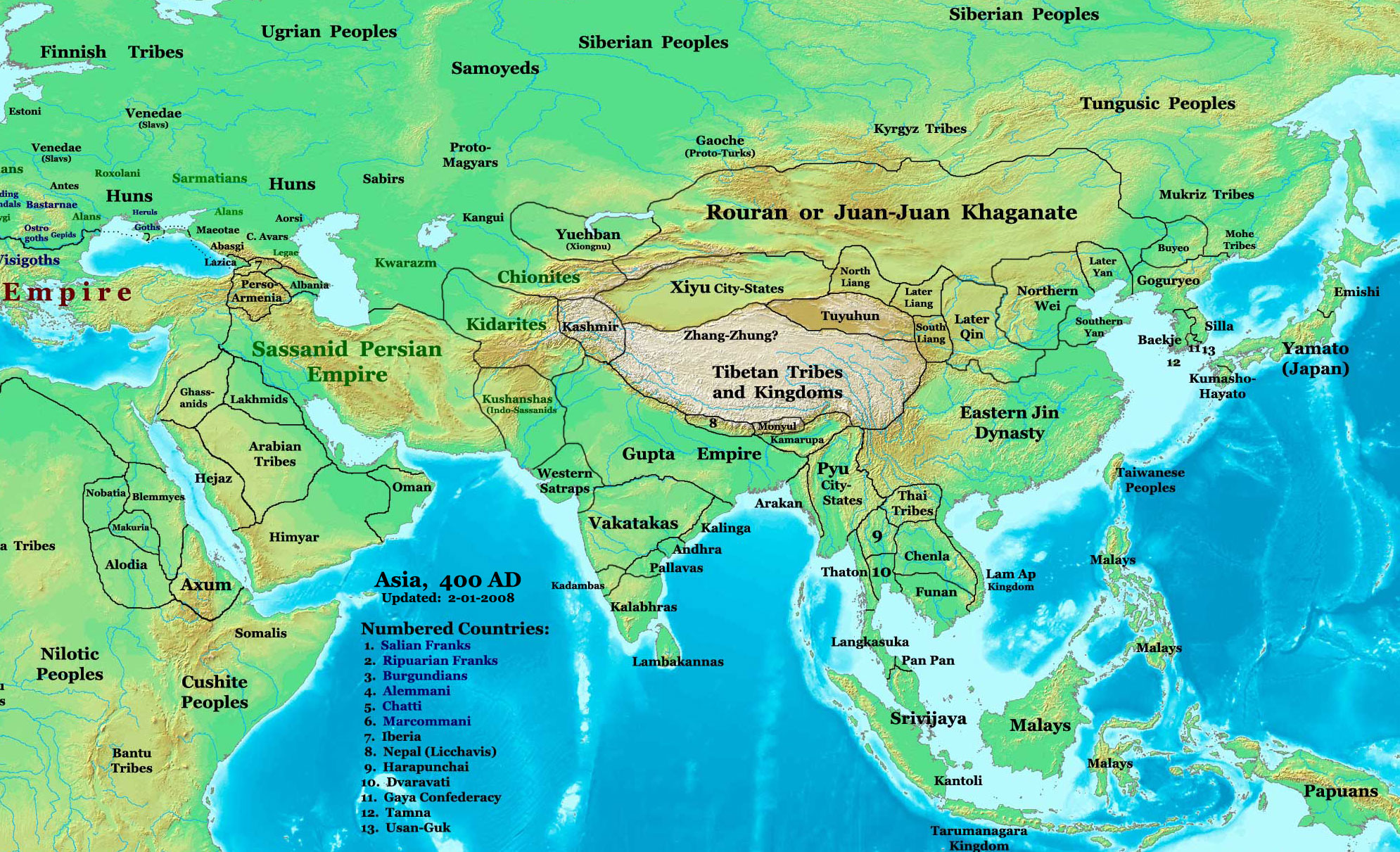
نقشهٔ آسیا در قرن چهارم
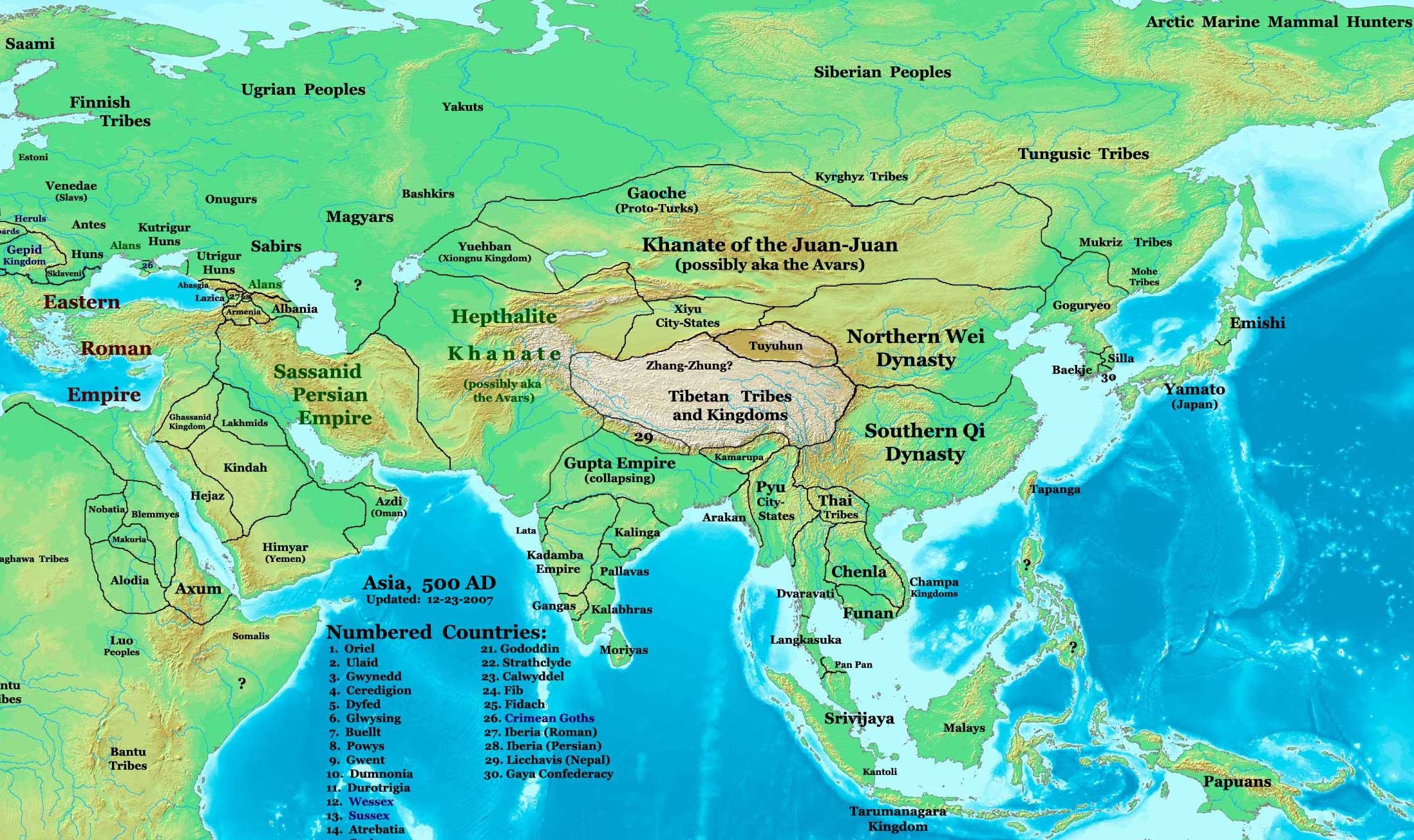
نقشهٔ آسیا در قرن پنجم
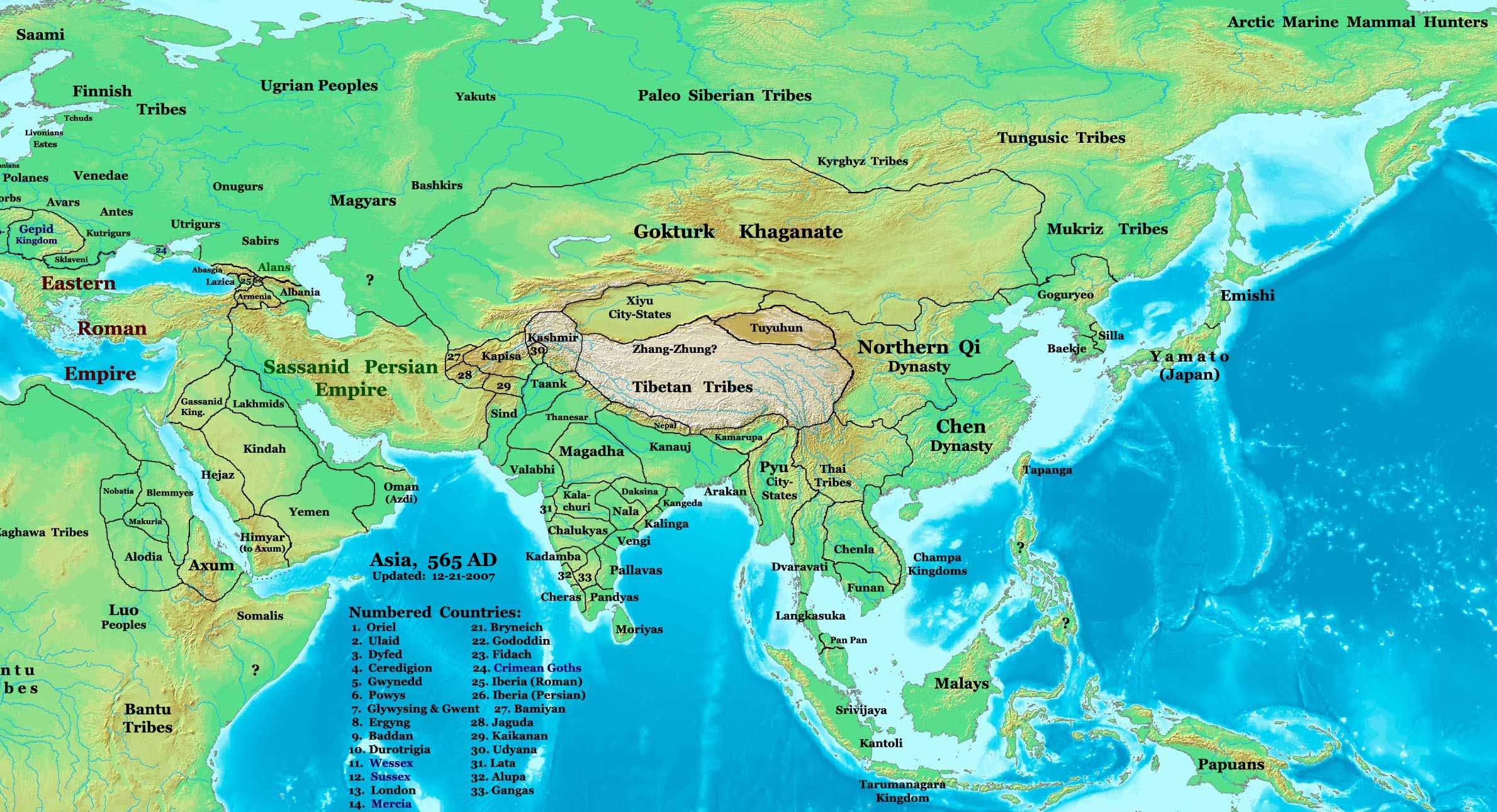
نقشهٔ آسیا در سال ۵۶۵ میلادی
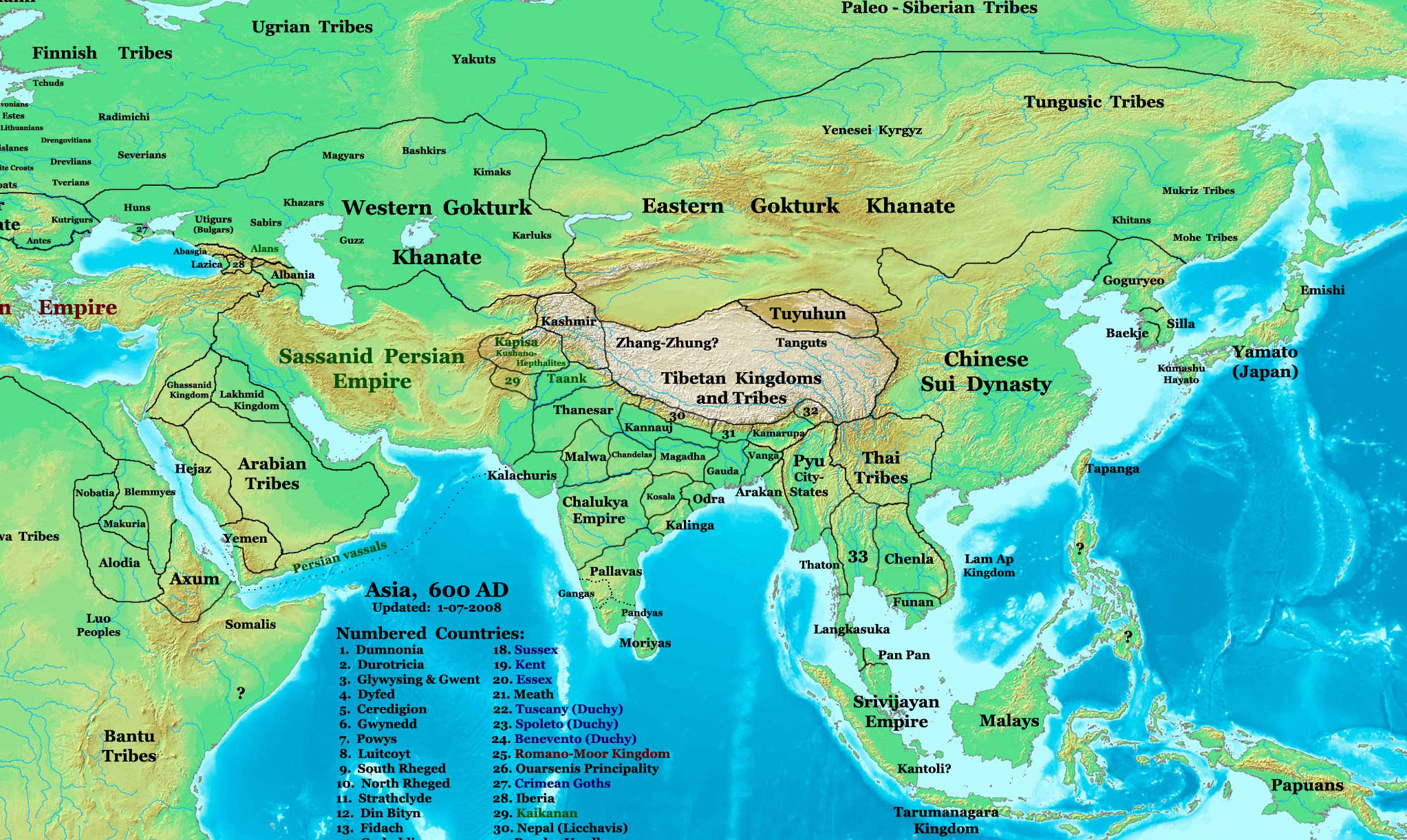
نقشهٔ آسیا در قرن ششم
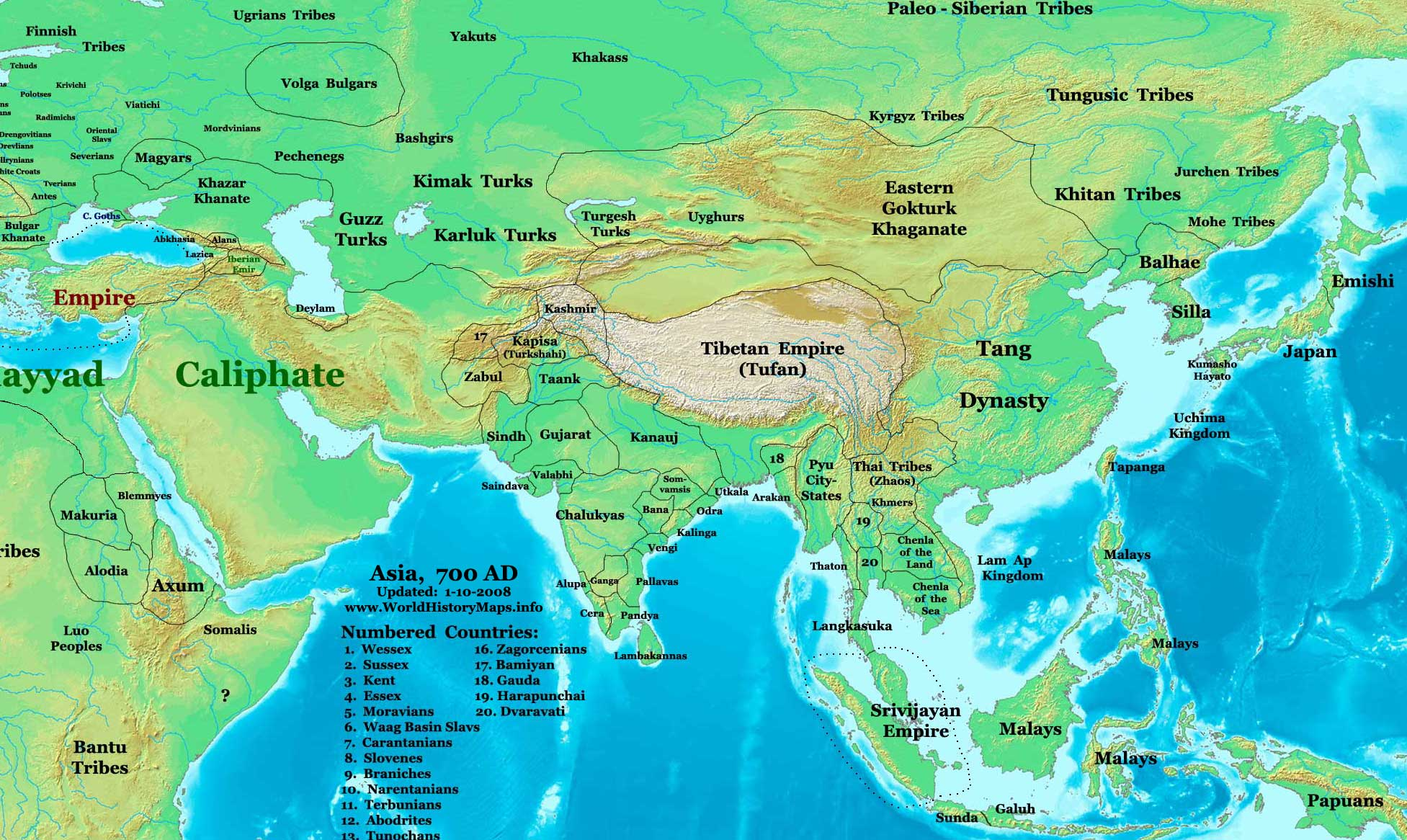
نقشهٔ آسیا در قرن هفتم
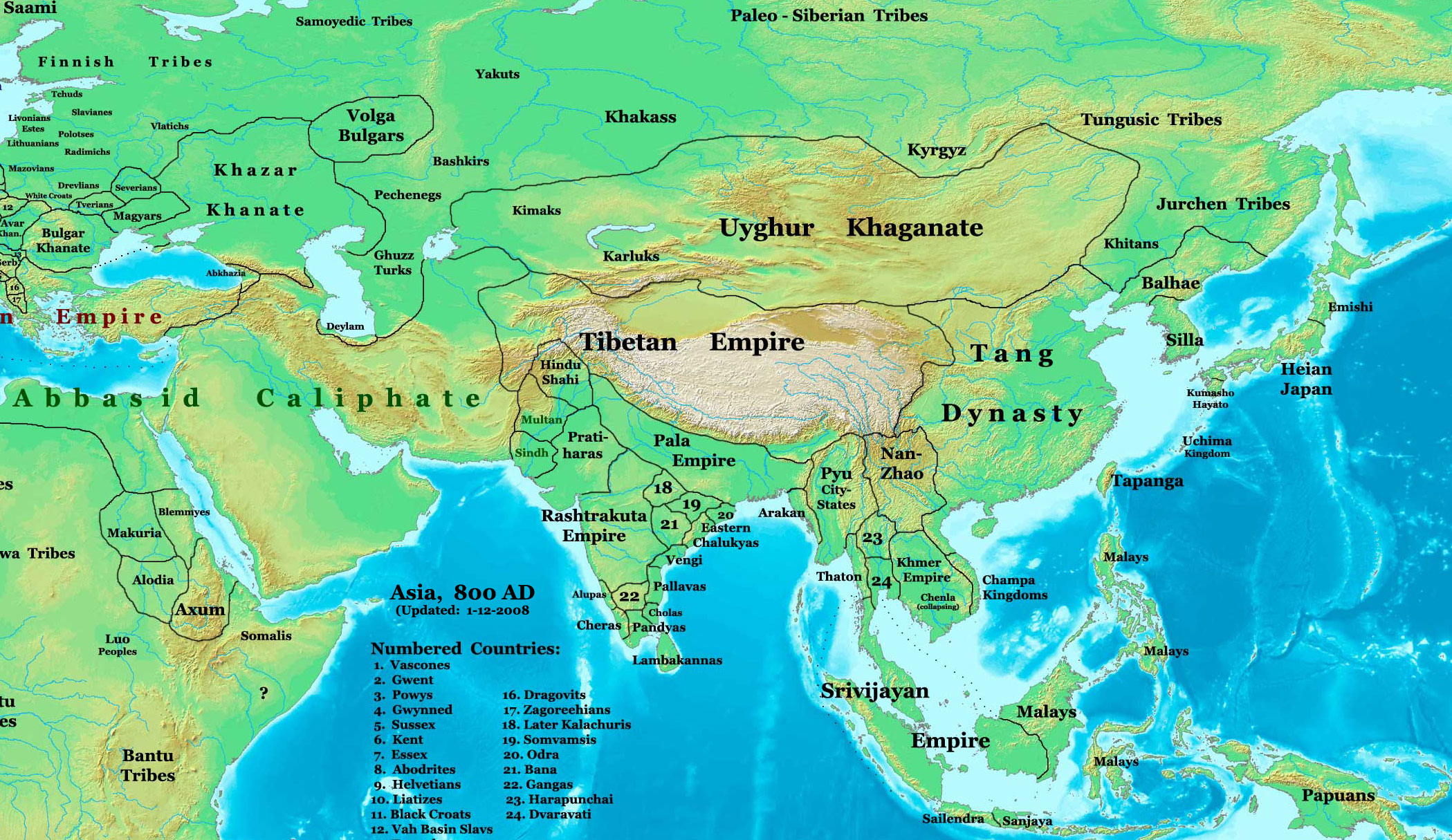
نقشهٔ آسیا در قرن هشتم
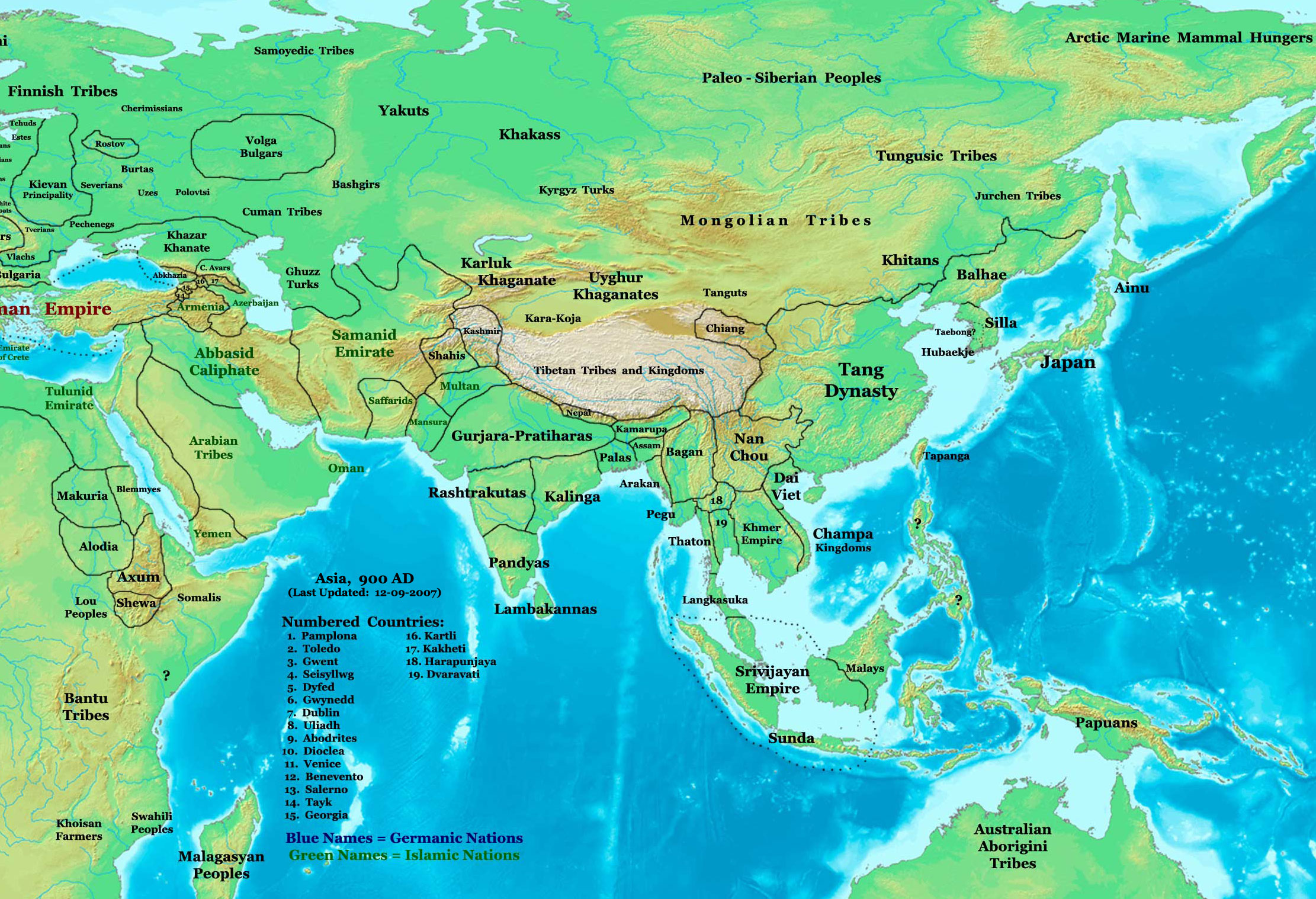
نقشهٔ آسیا در قرن نهم
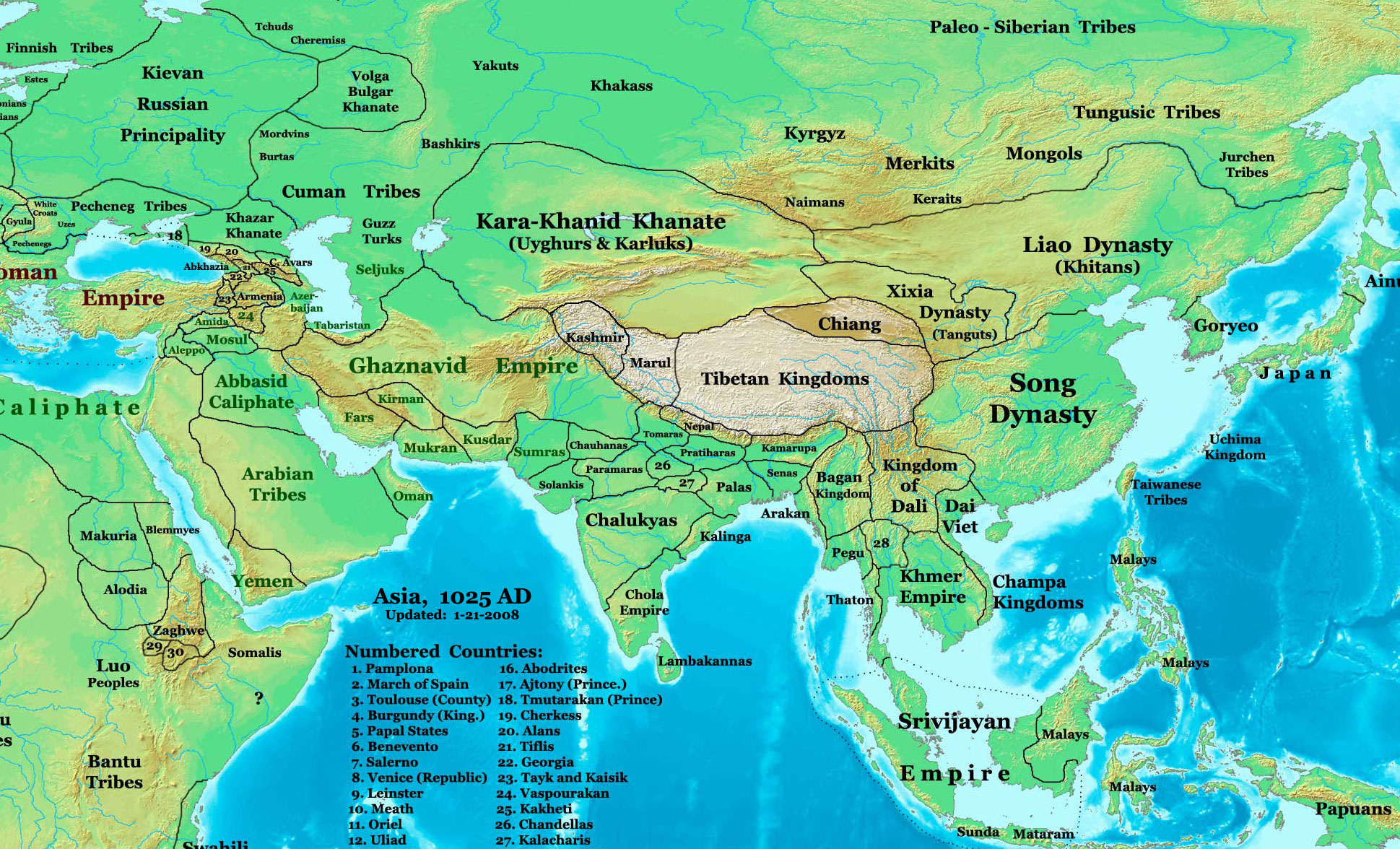
نقشهٔ آسیا در قرن دهم
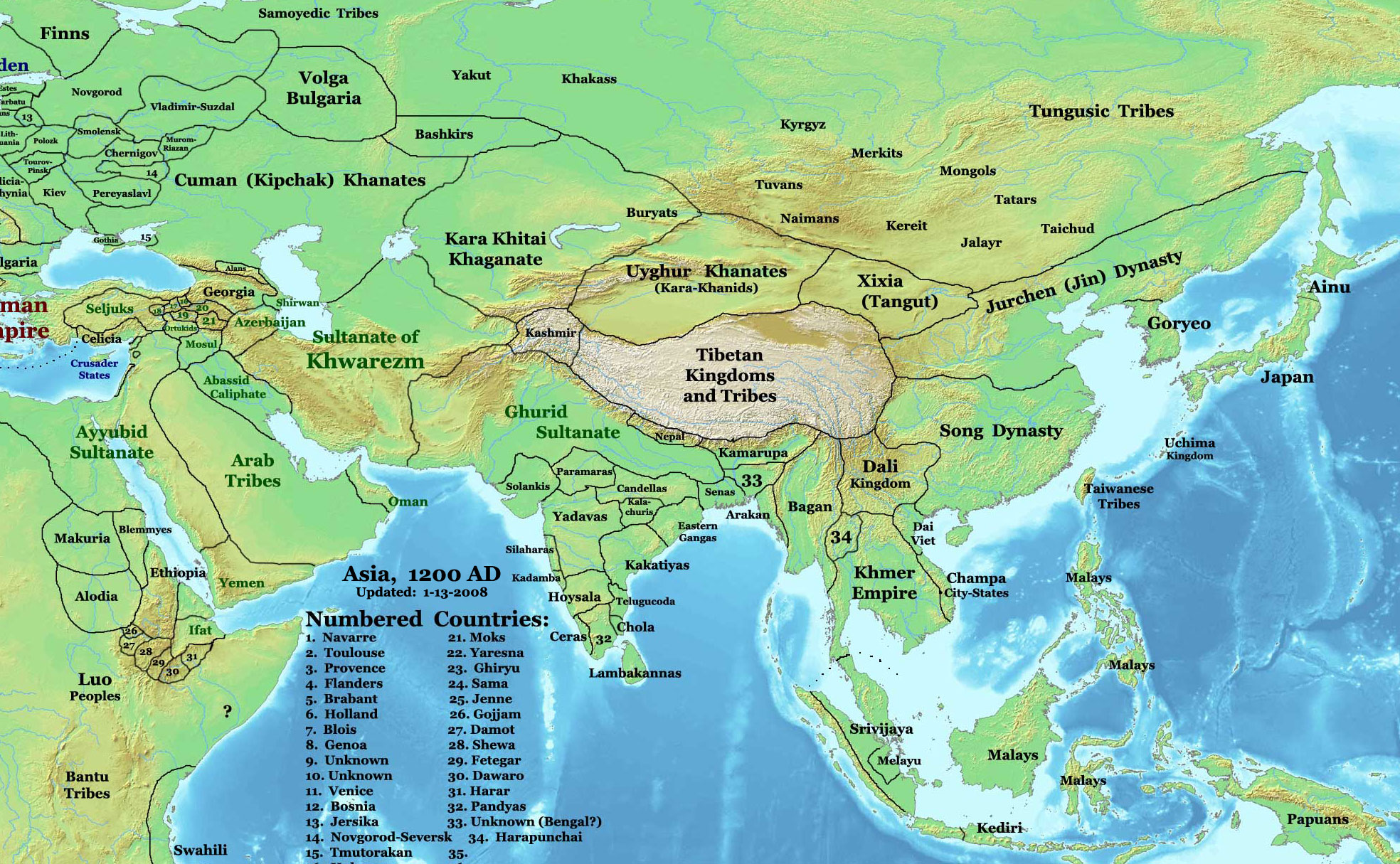
نقشهٔ آسیا در قرن دوازدهم

## نقشه‌های ایران در سلسله‌های گوناگون

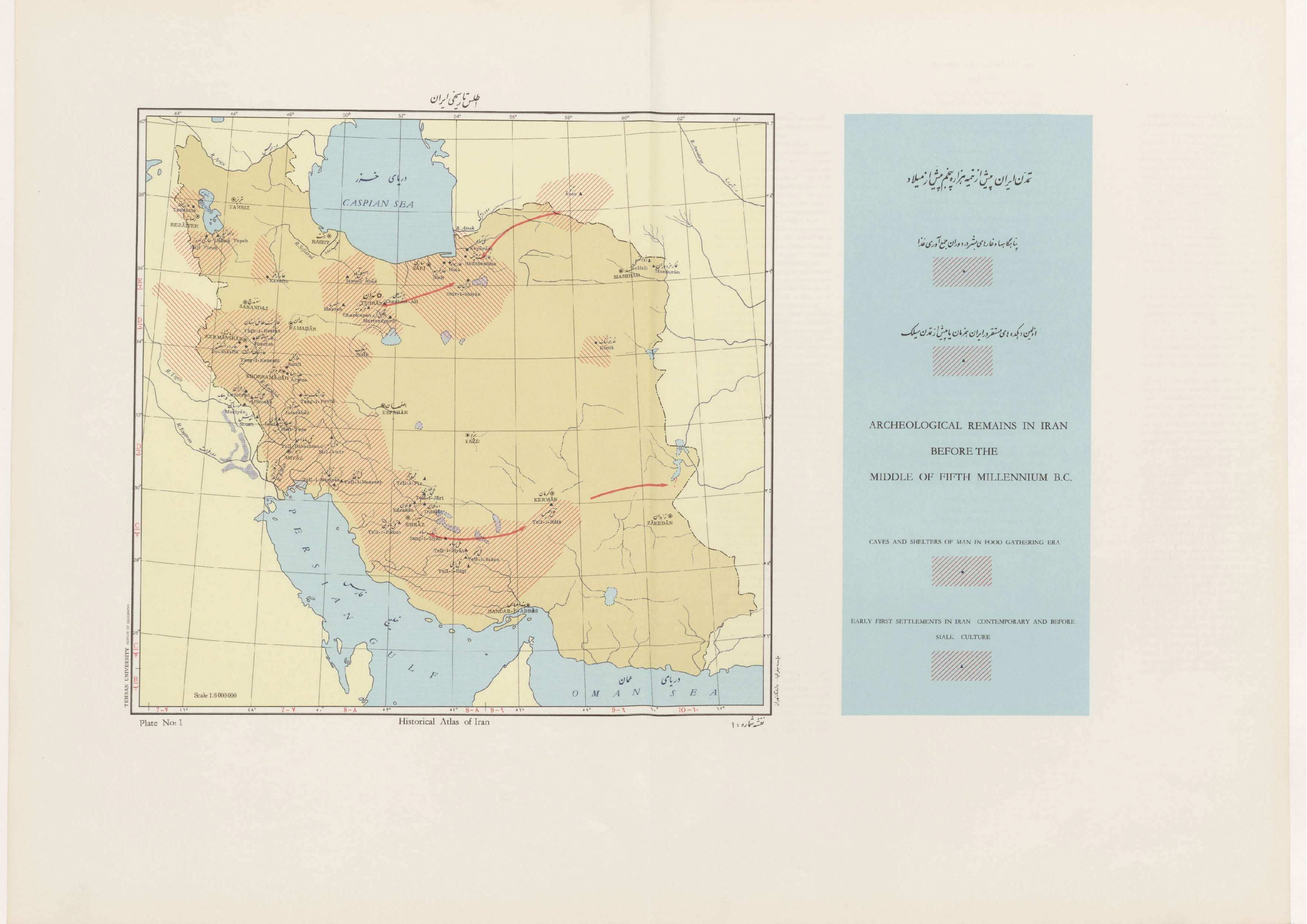
پناهگاه‌ها و دهکده‌های اولیه در نیمه هزاره پنجم پیش از میلاد
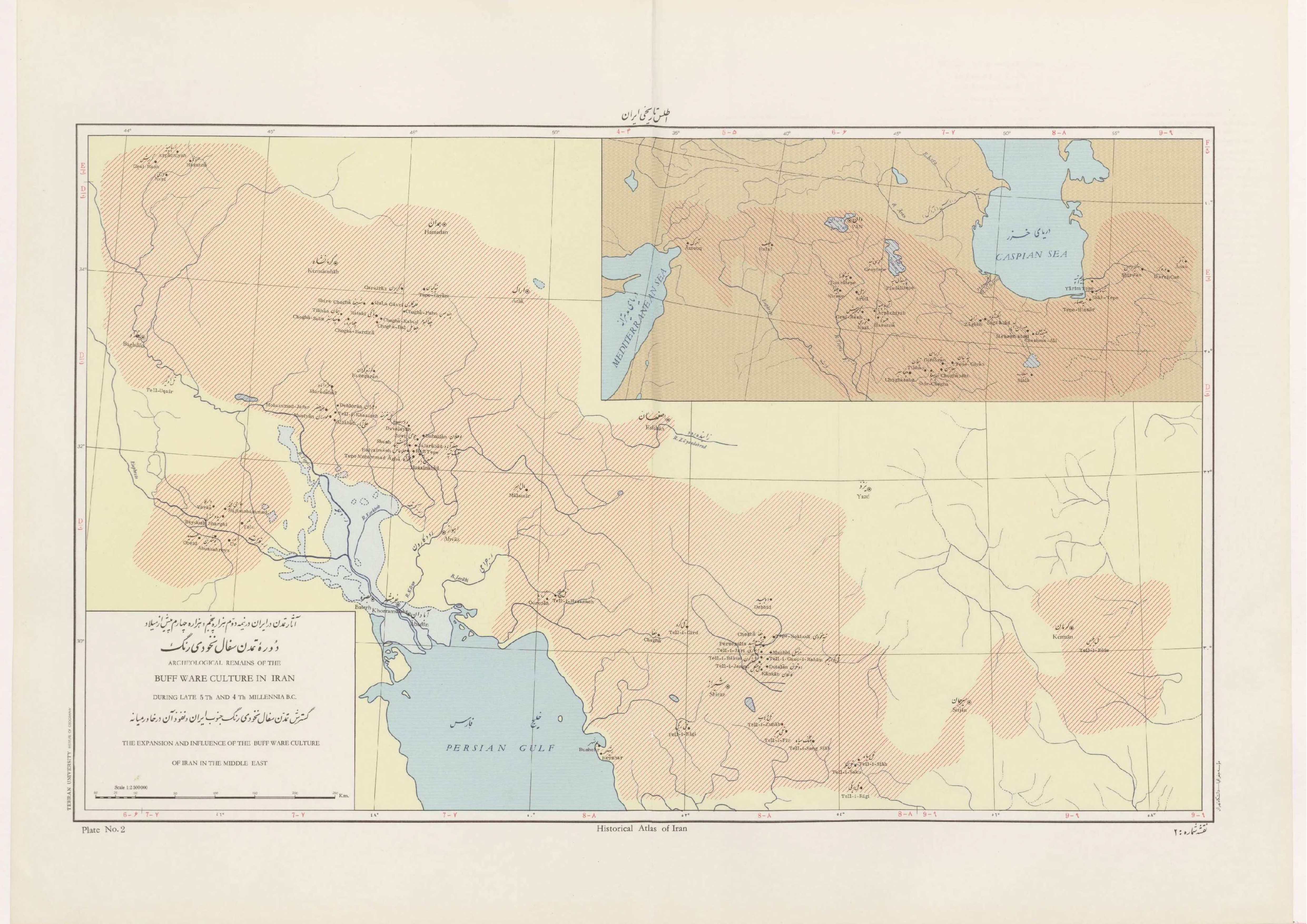
تمدن سفال نخودی رنگ
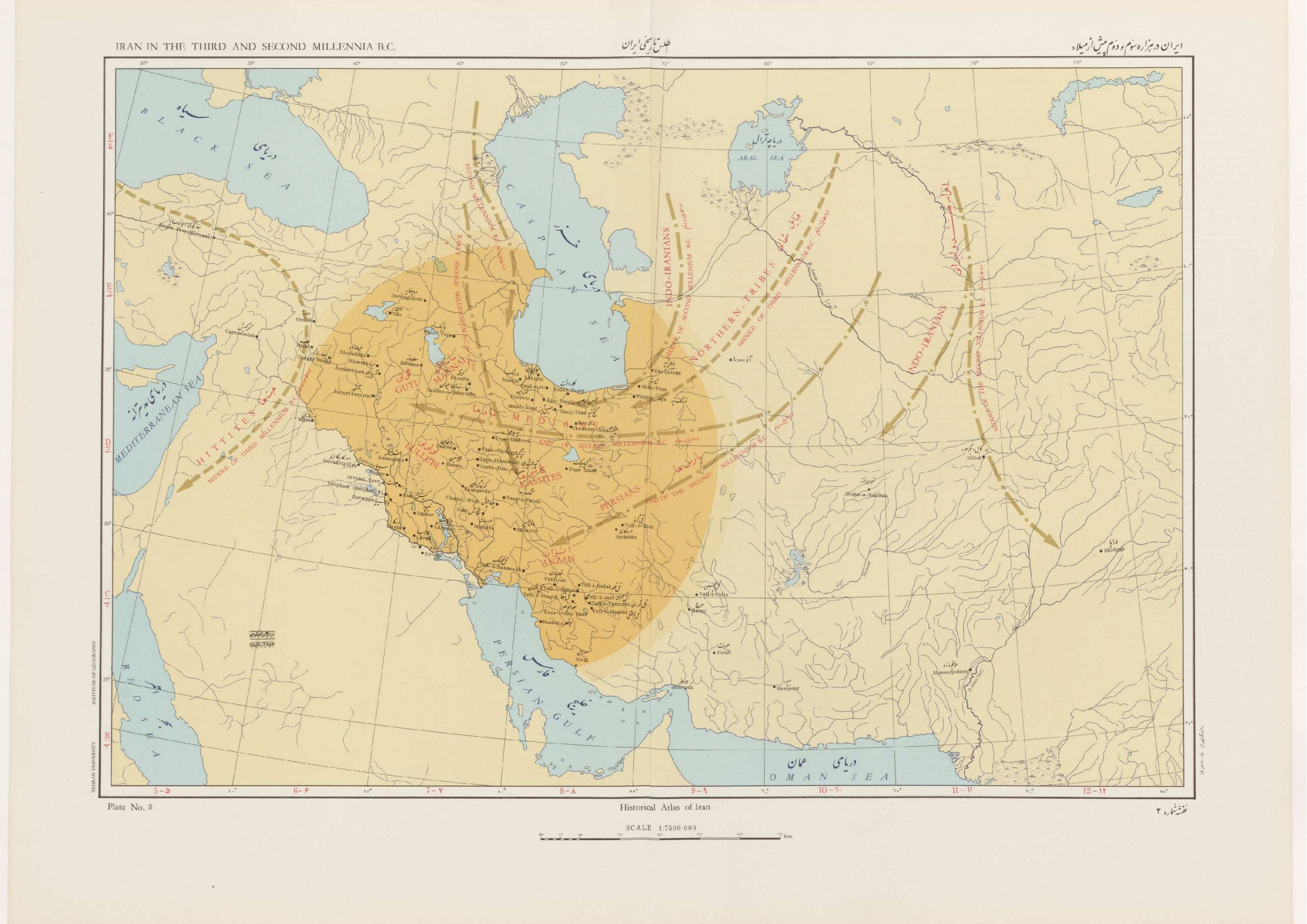
مهاجرت آریایی‌ها به فلات ایران
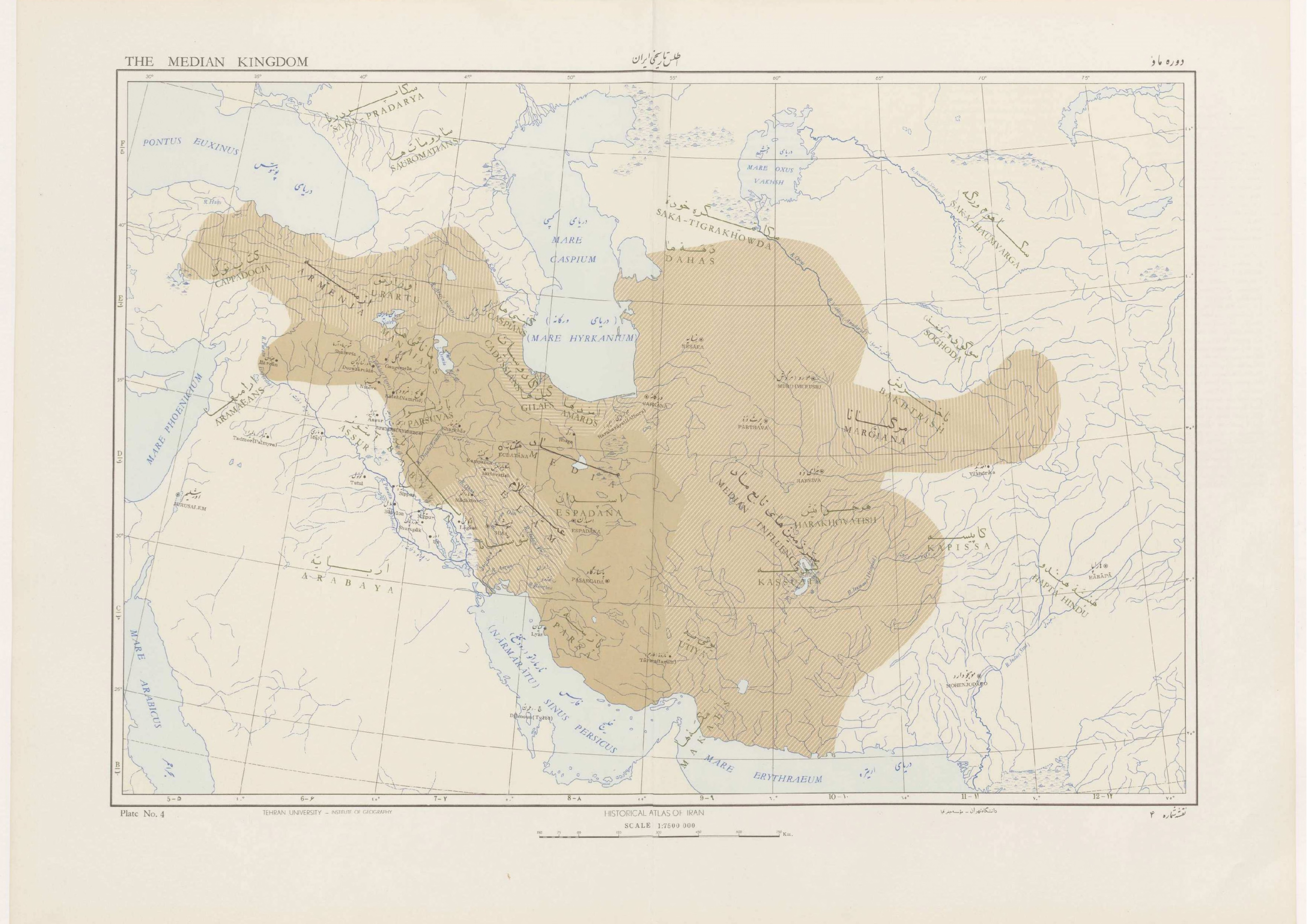
پادشاهی ماد
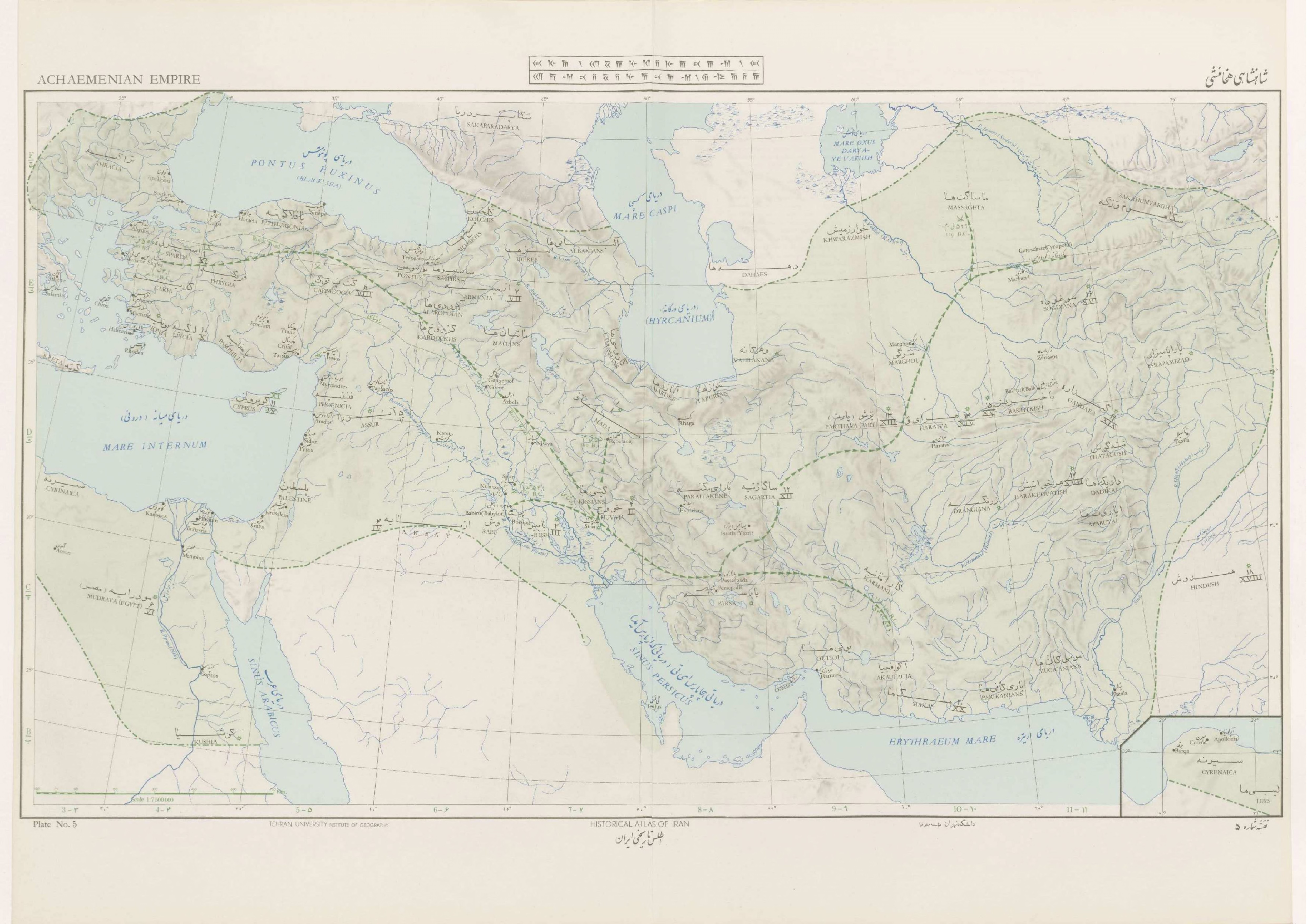
شاهنشاهی هخامنشی
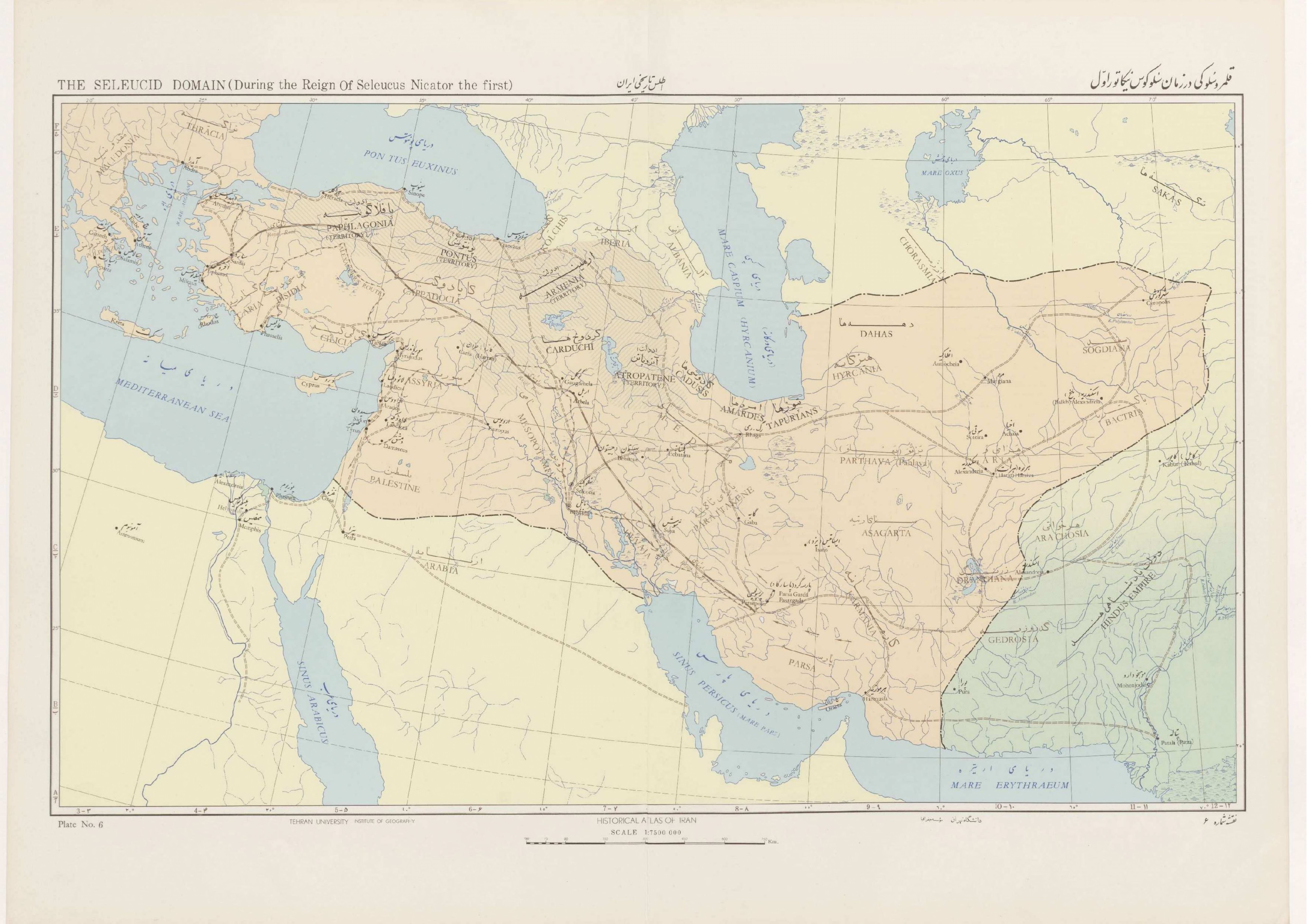
امپراتوری سلوکی
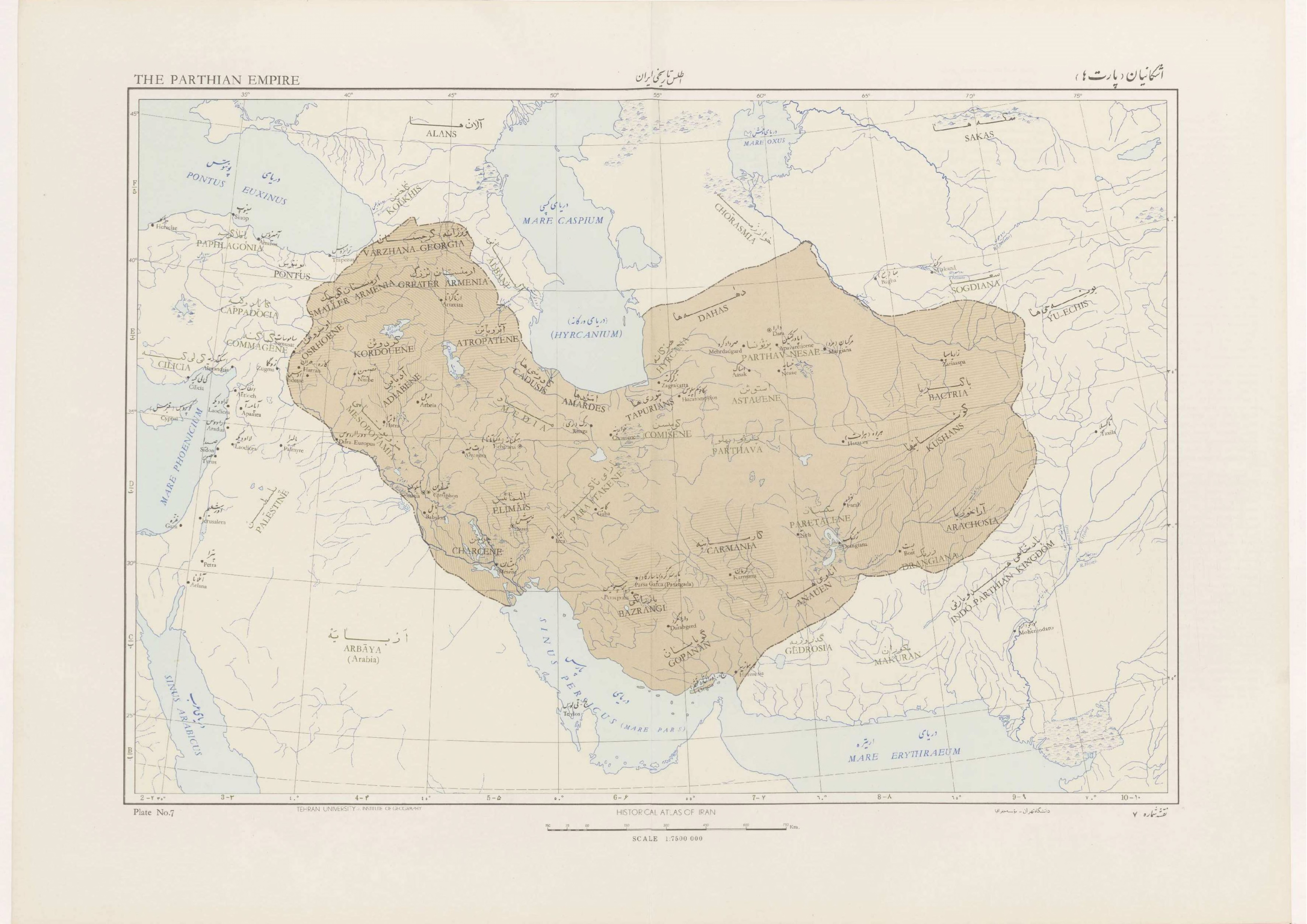
شاهنشاهی اشکانی
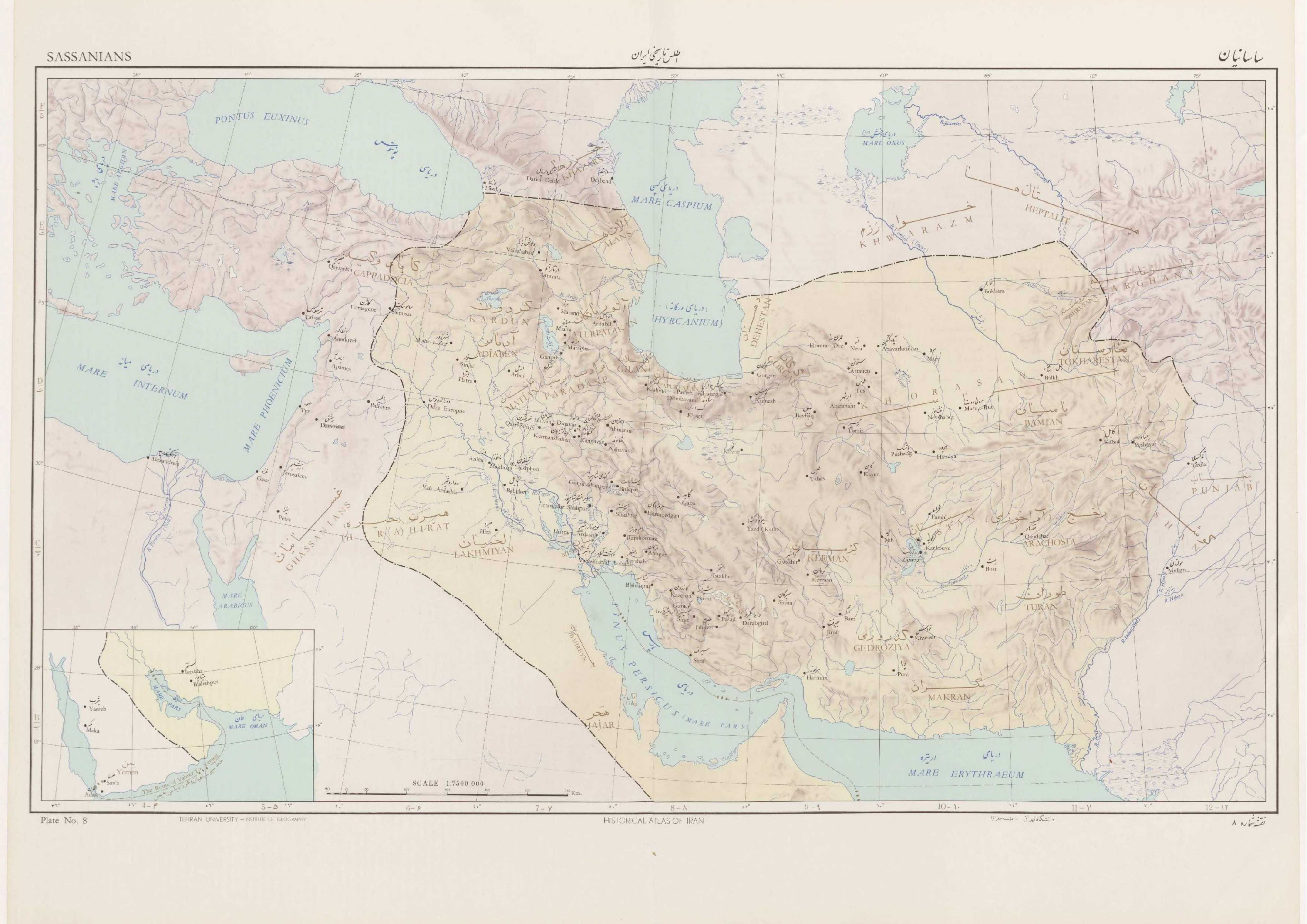
شاهنشاهی ساسانی
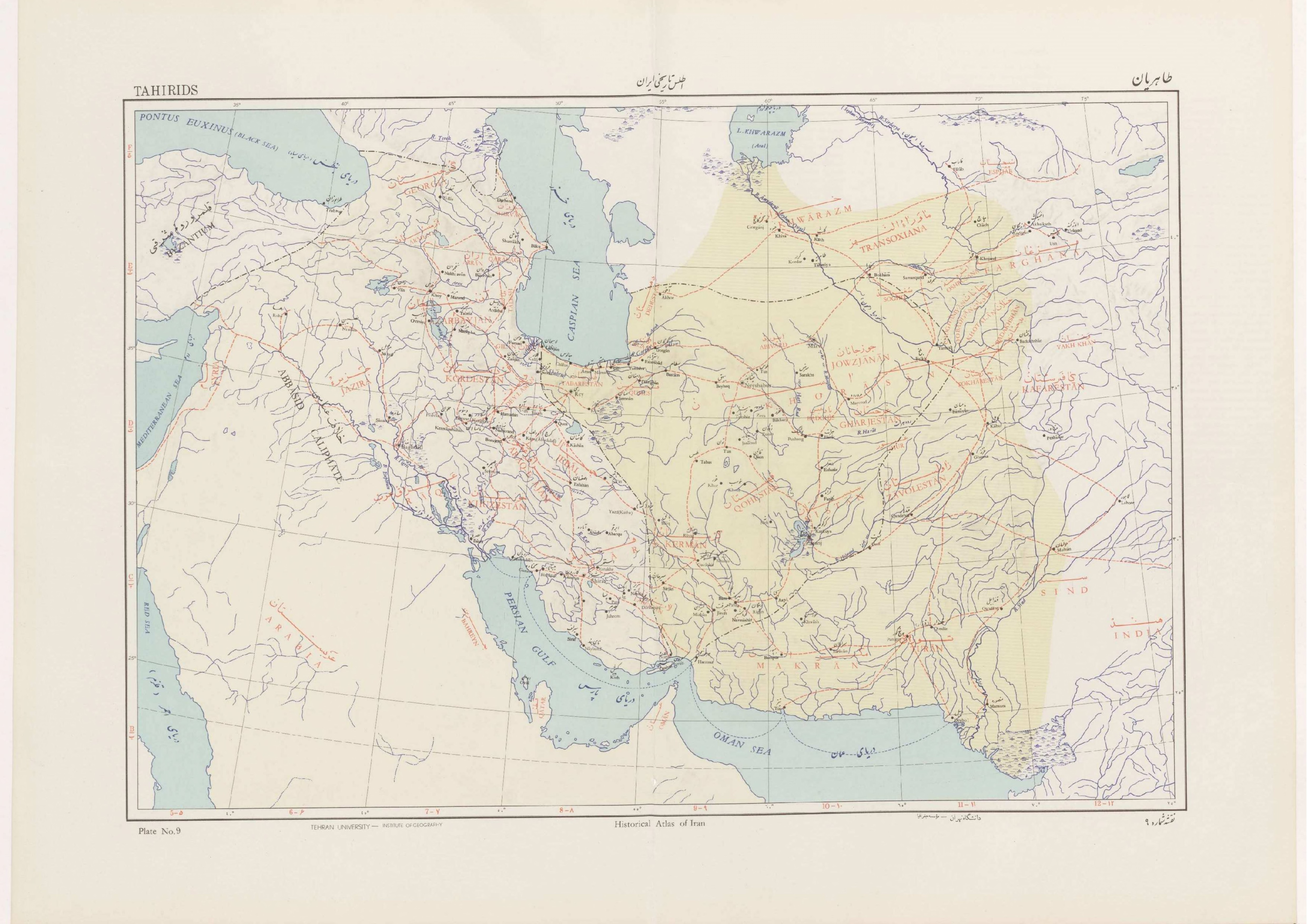
سلسله طاهریان
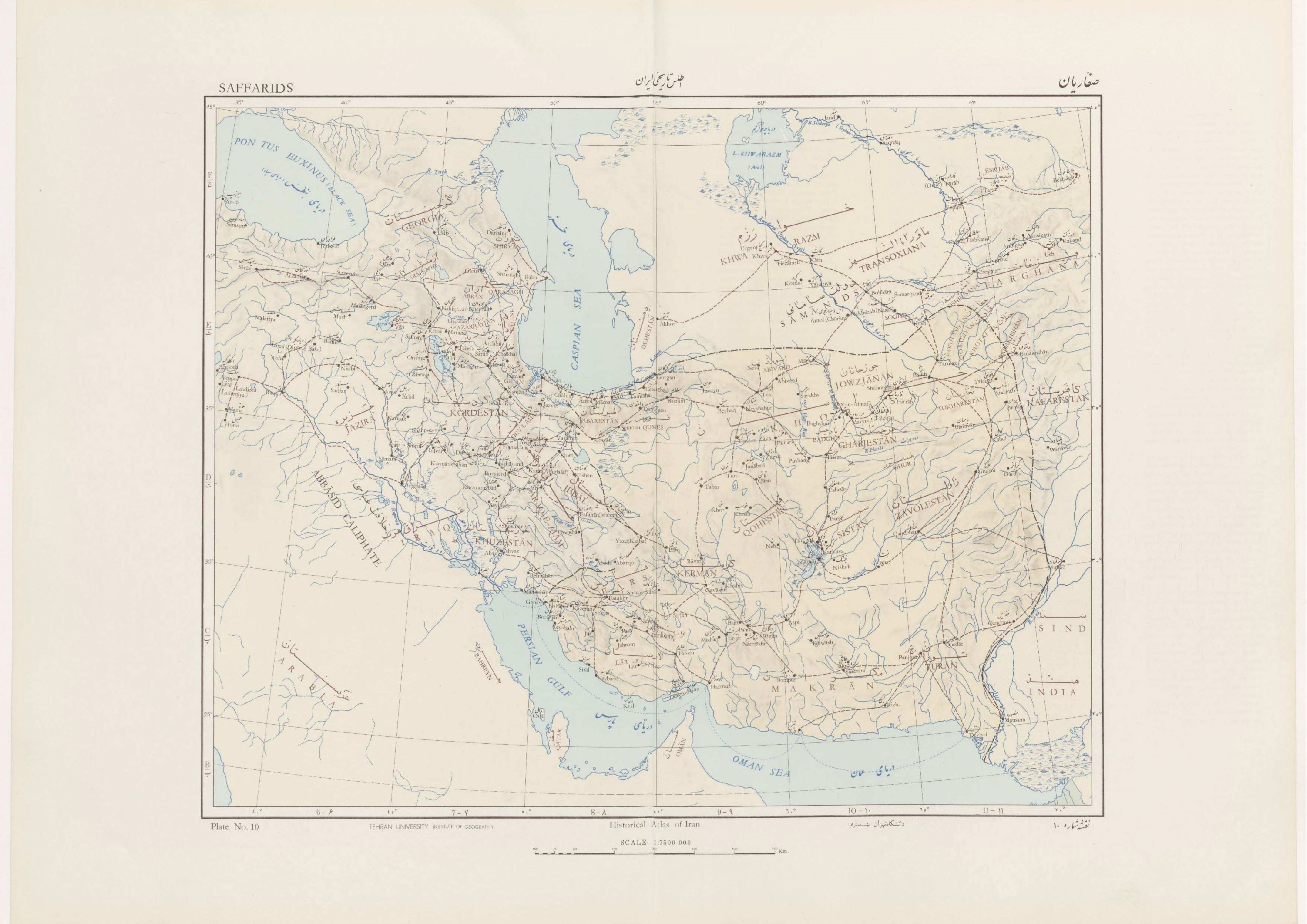
سلسله صفاریان
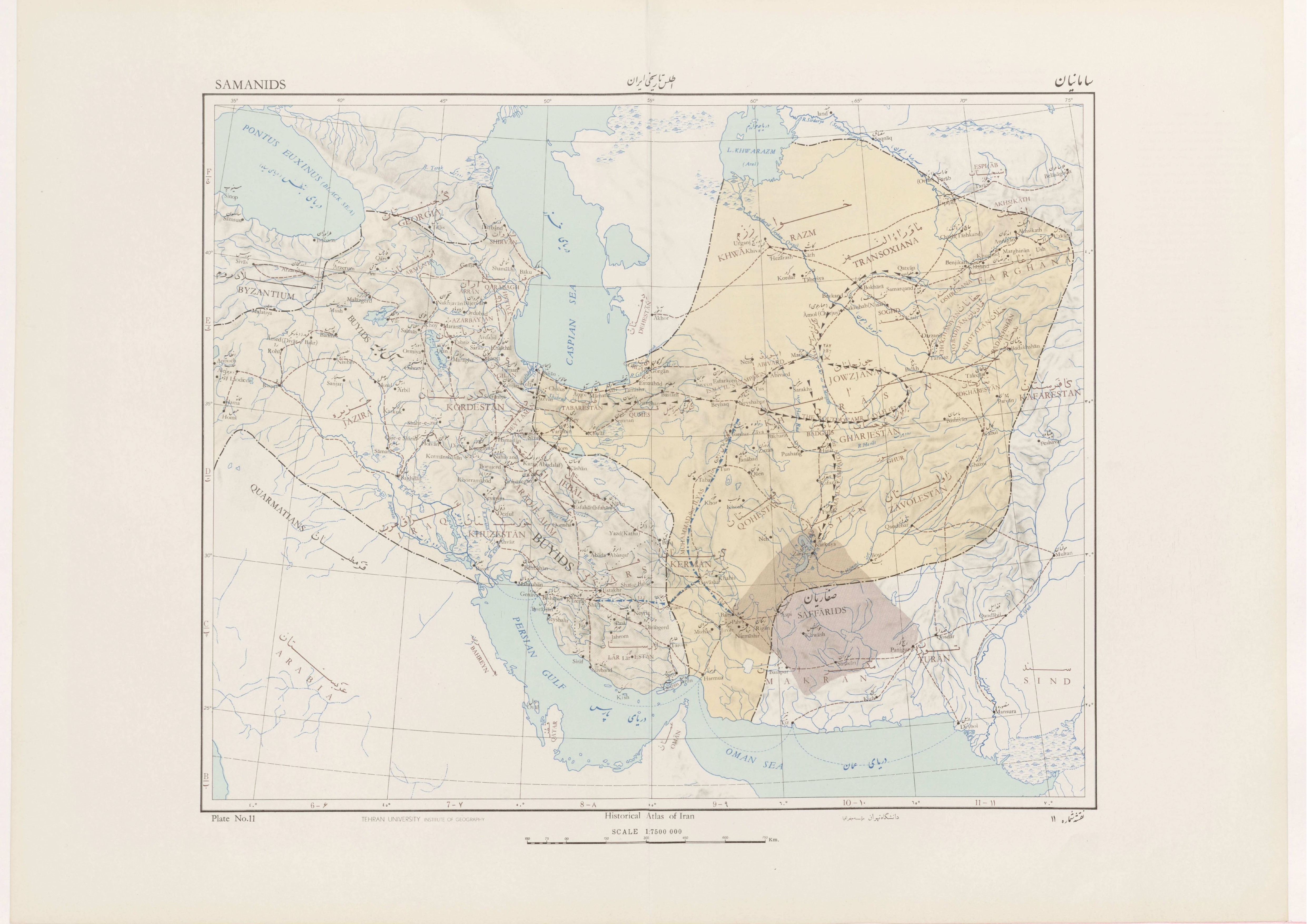
سلسله سامانیان
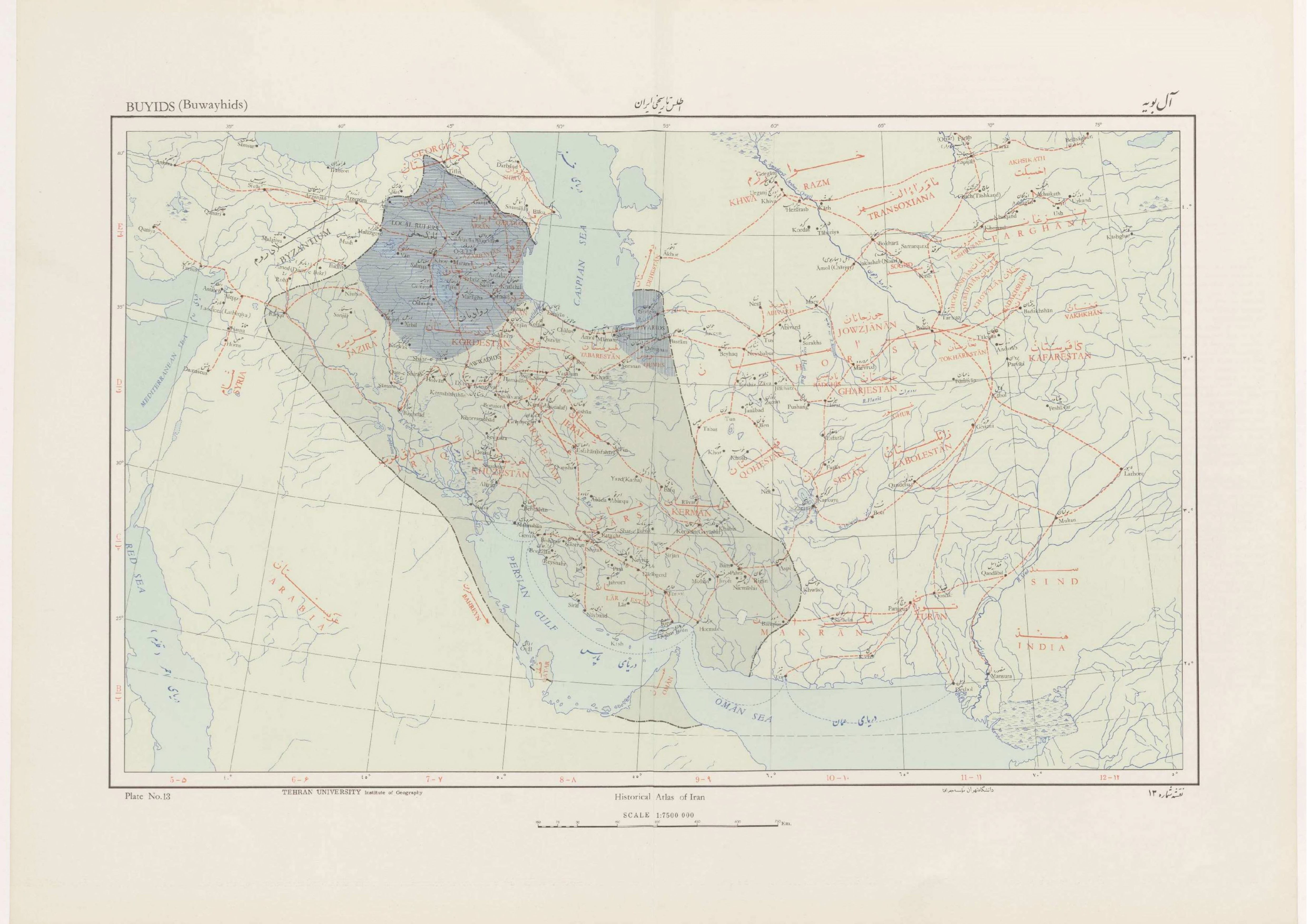
آل بویه
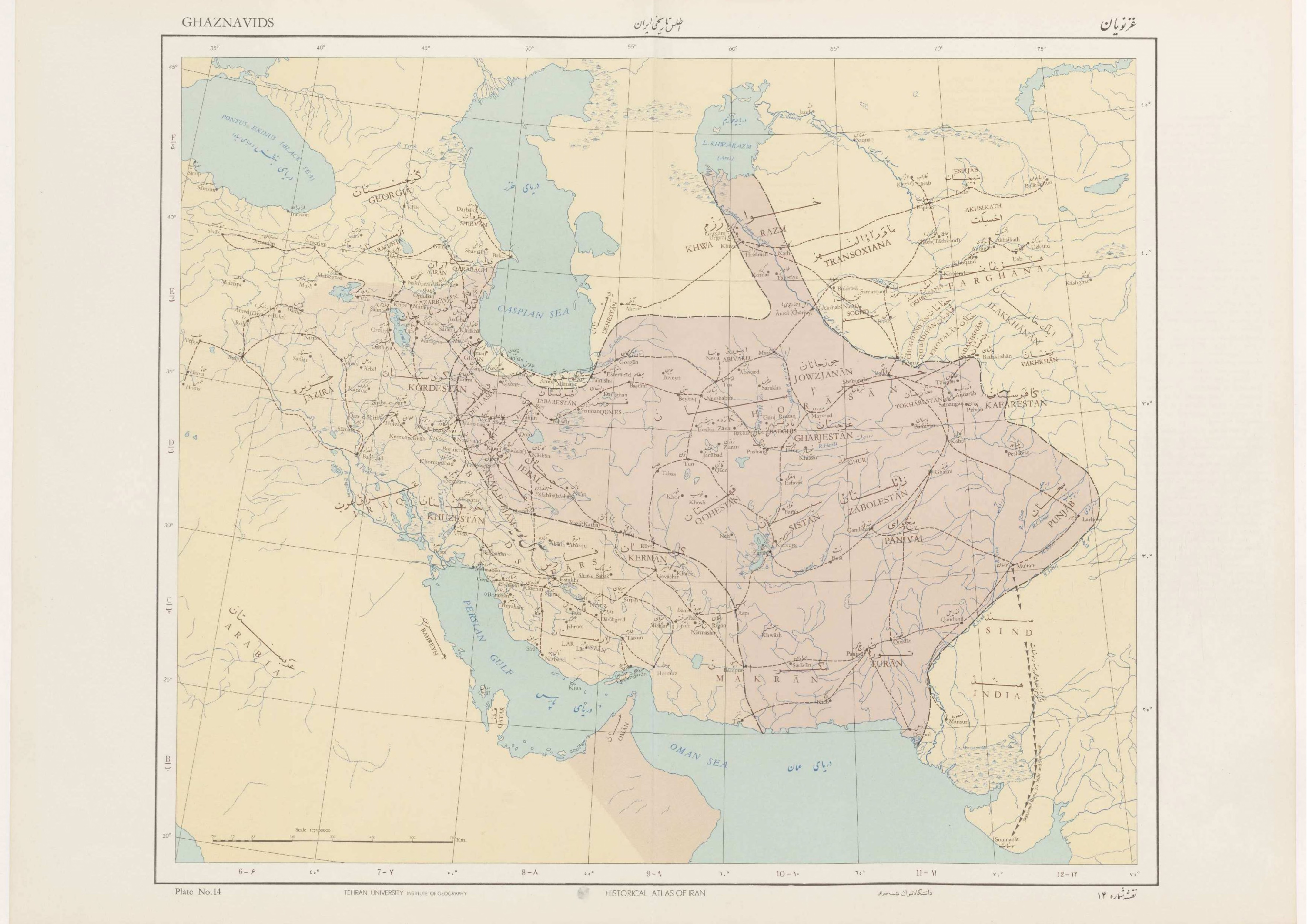
امپراتوری غزنوی
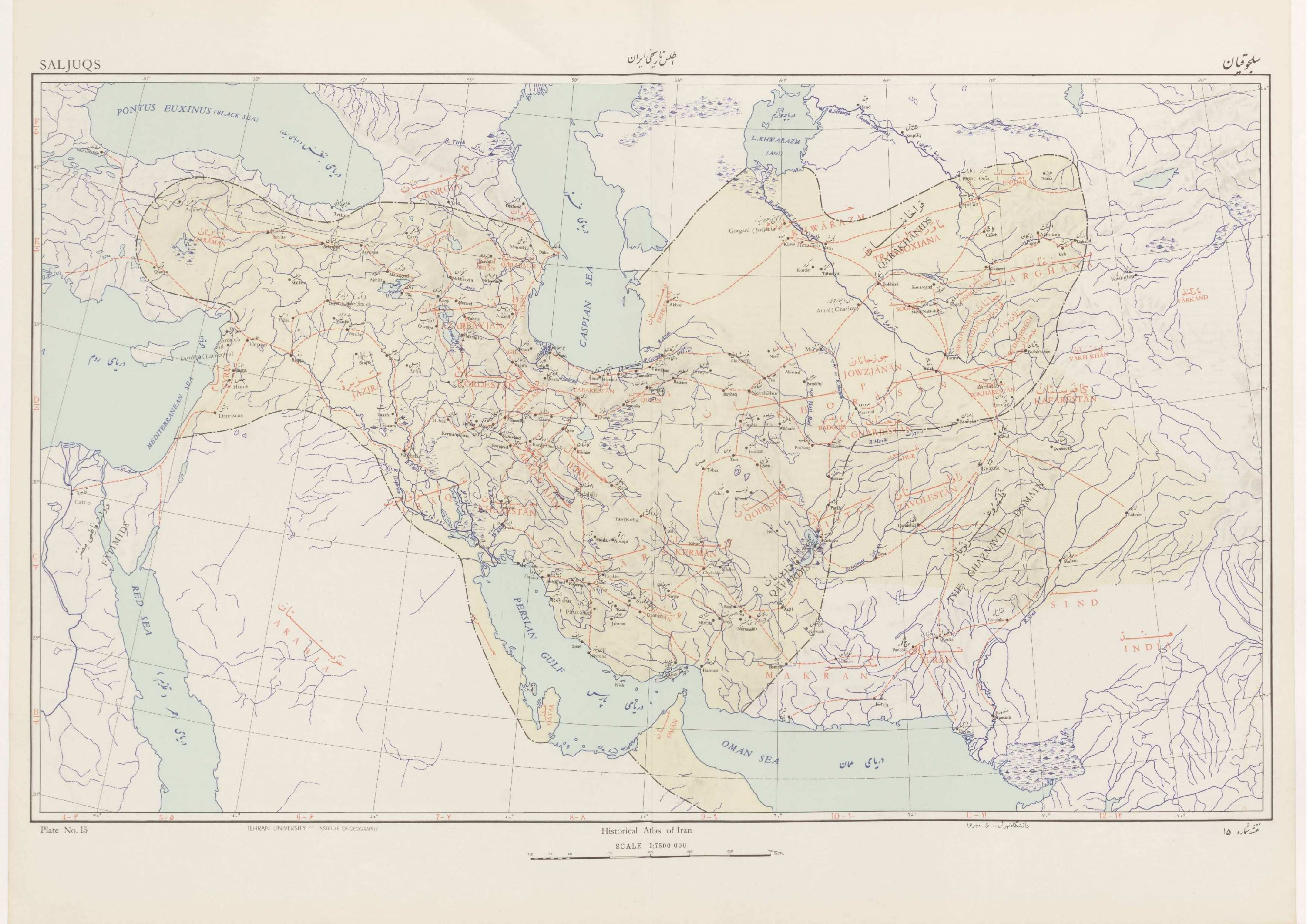
امپراتوری سلجوقی
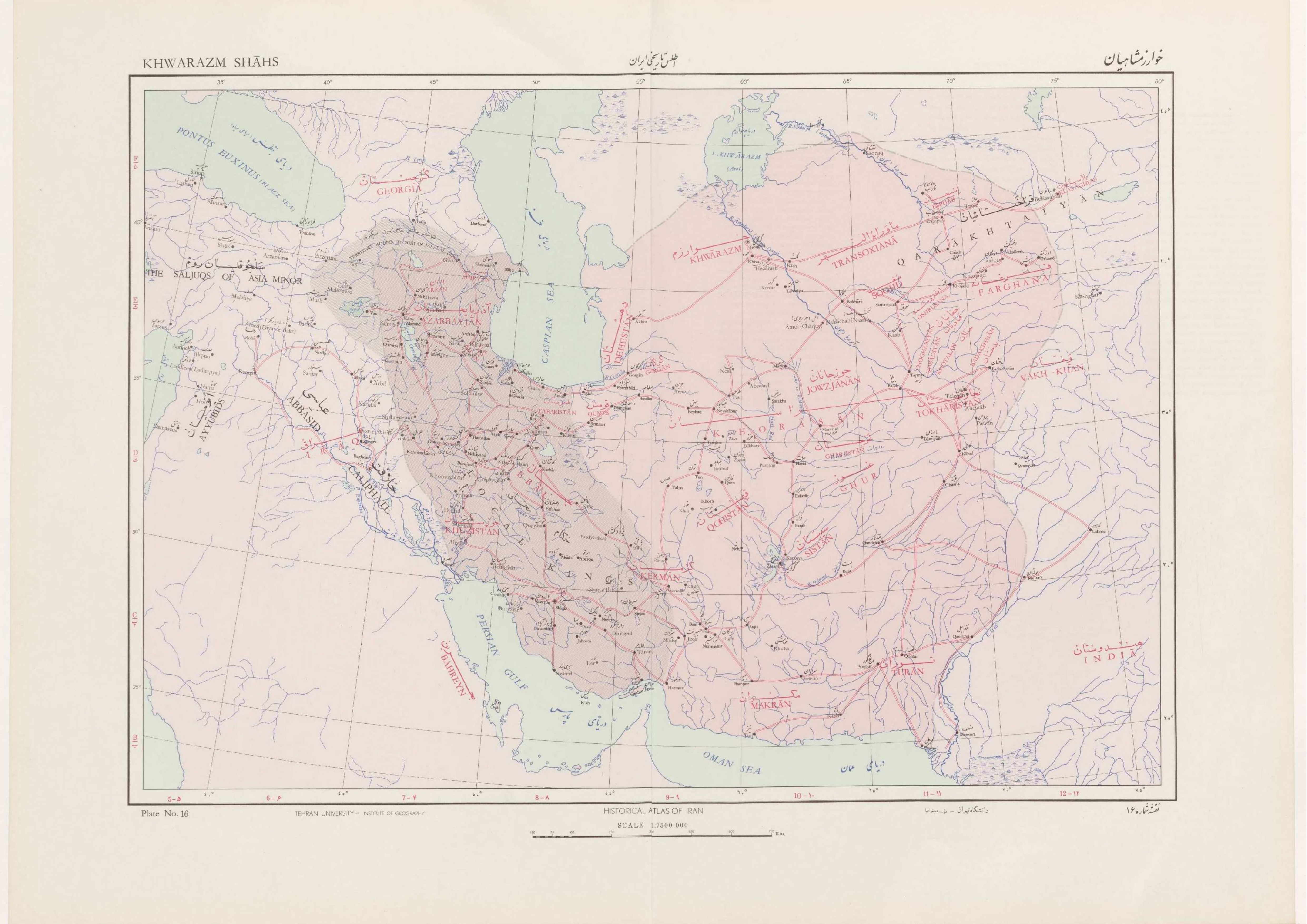
امپراتوری خوارزمشاهی
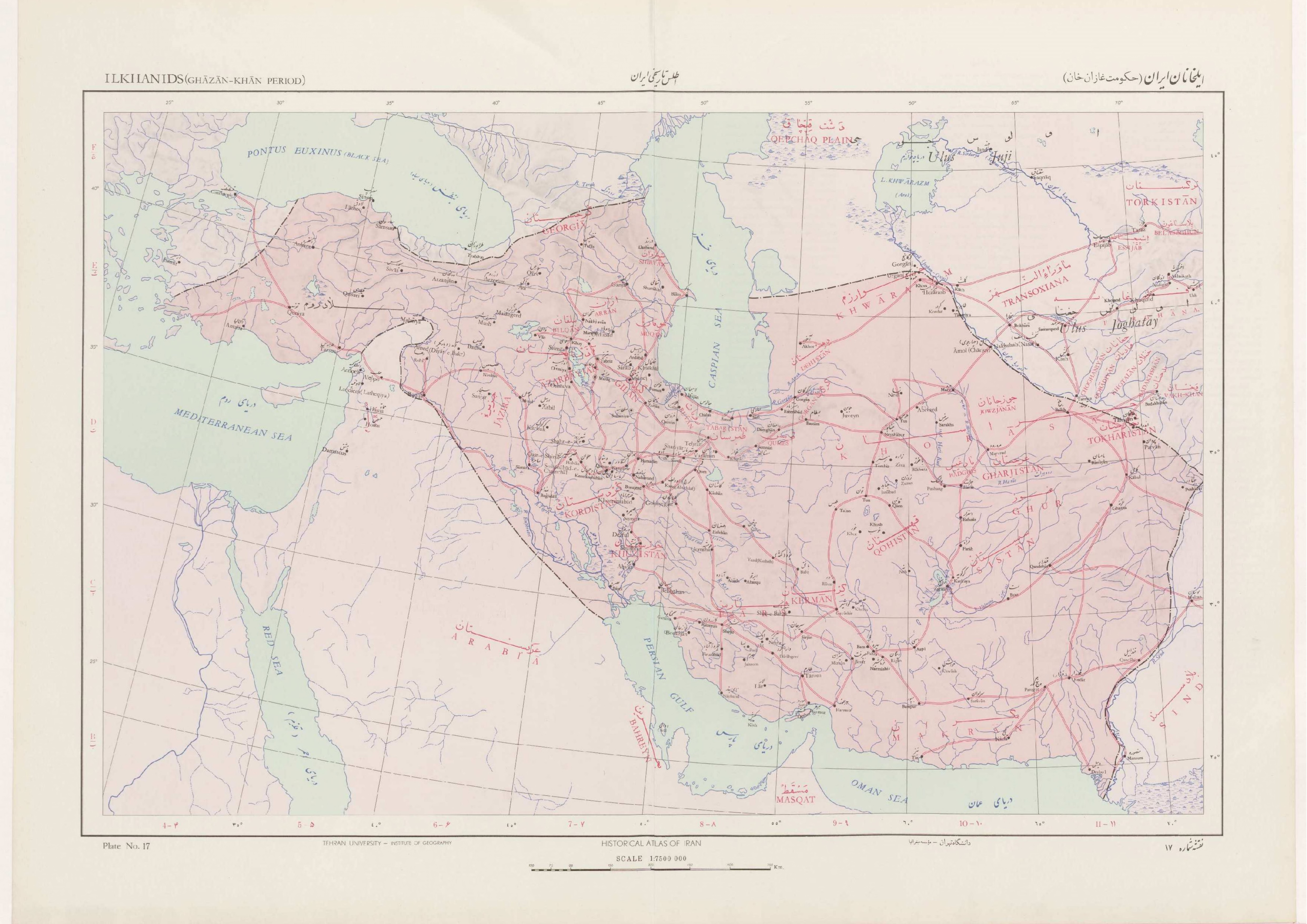
ایلخانان
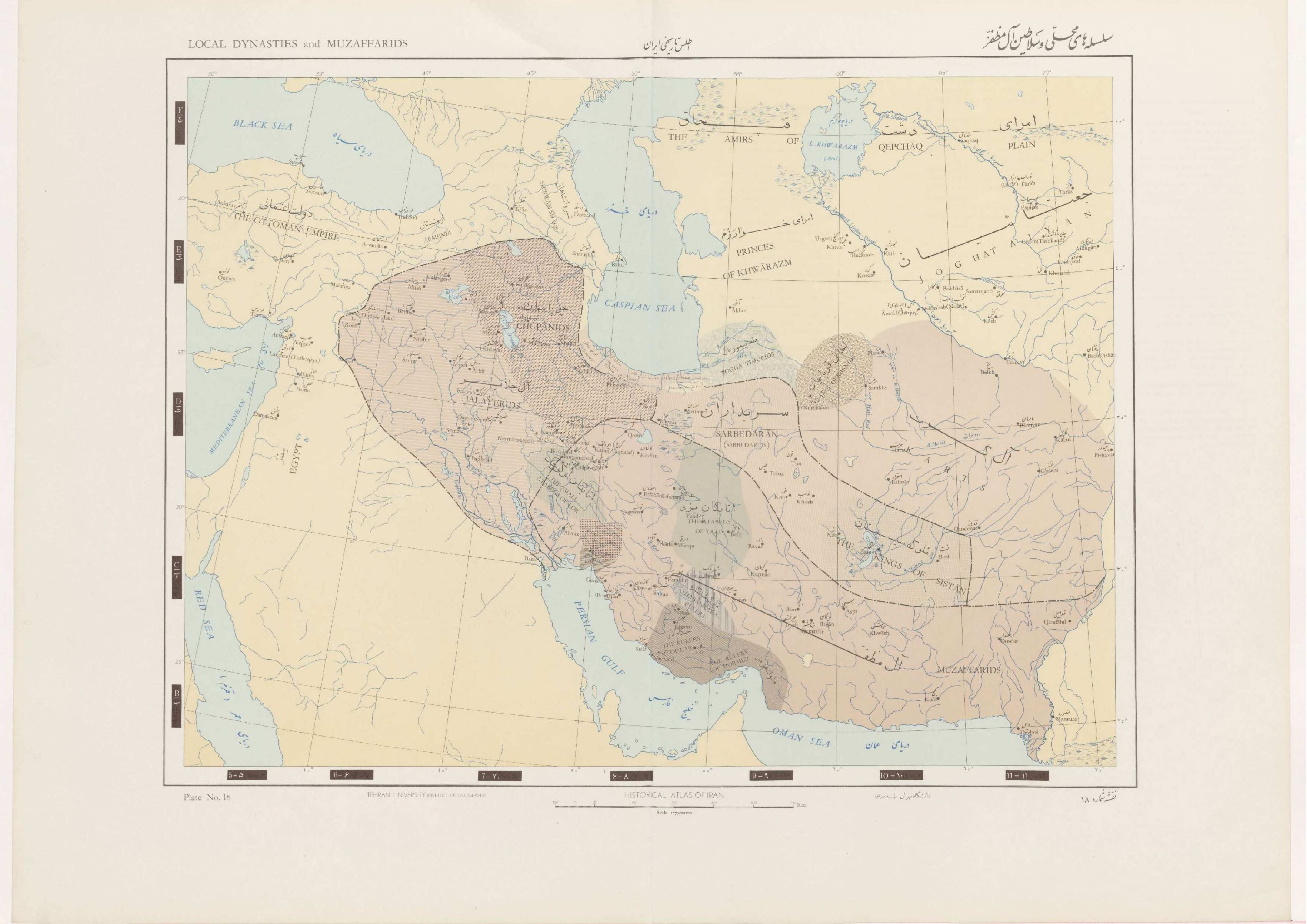
دوران ملوک‌الطوایفی اول
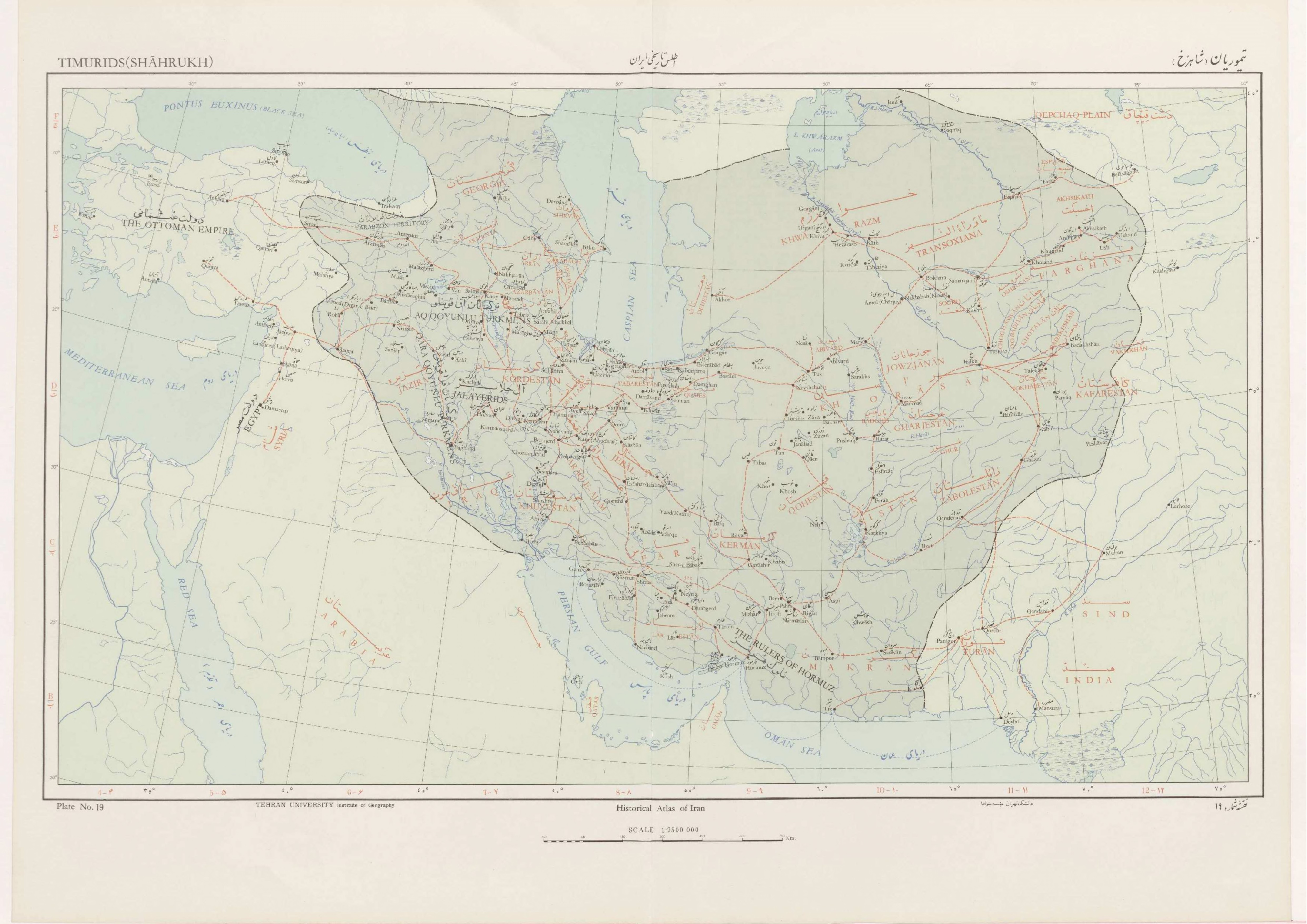
امپراتوری تیموری
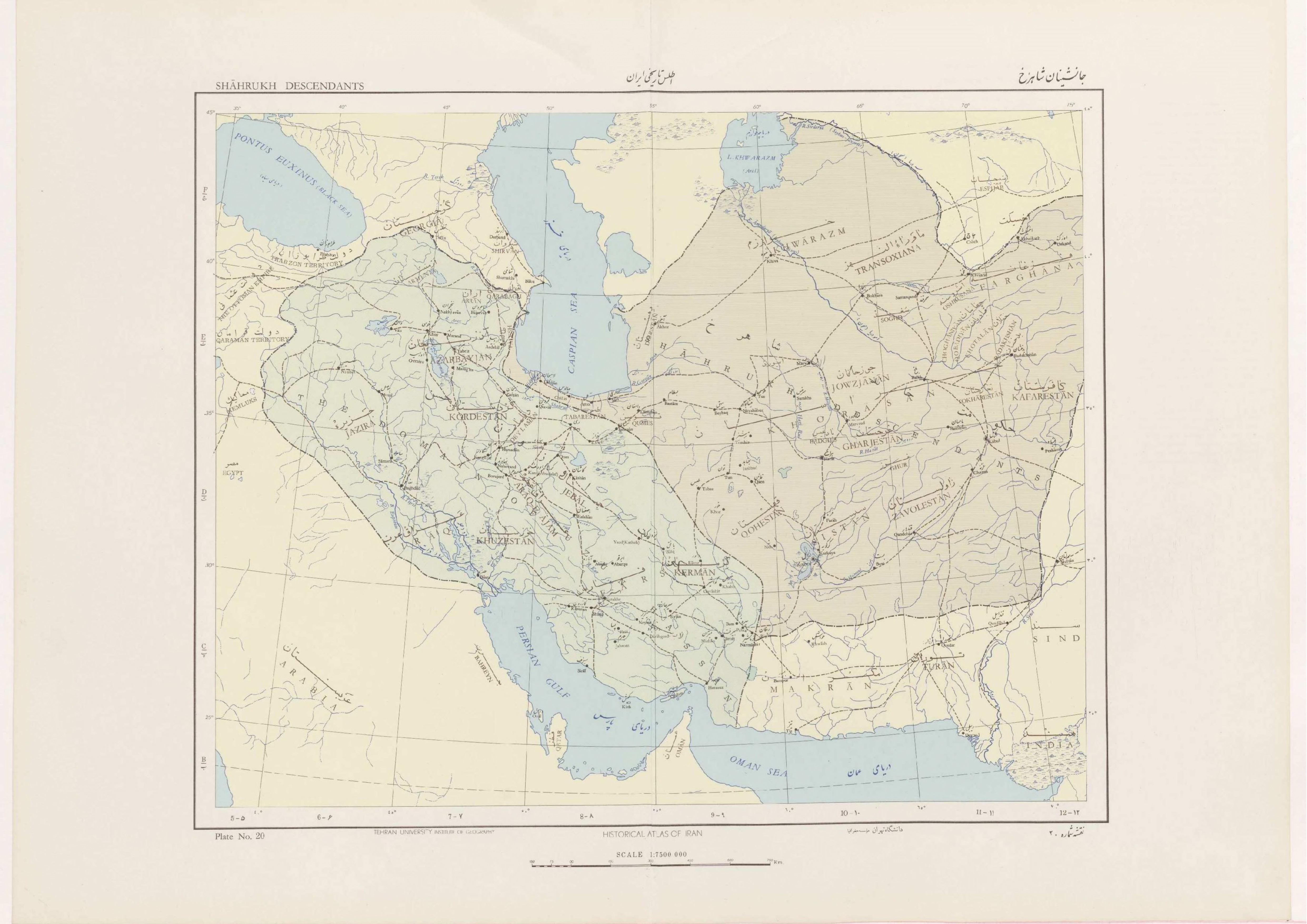
دوران ملوک‌الطوایفی دوم
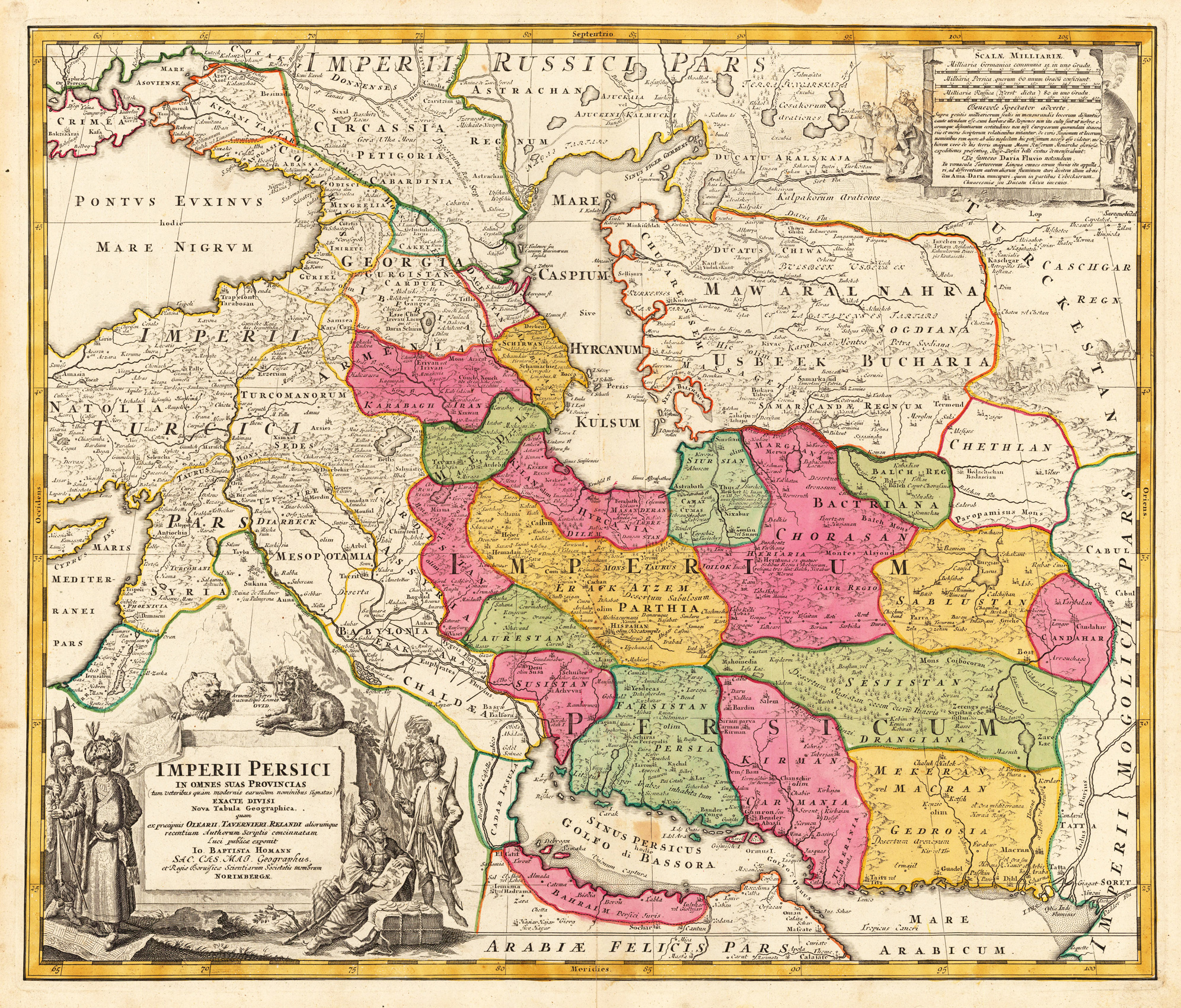
شاهنشاهی صفوی (تهیه شده در سال ۱۰۷۹ خورشیدی)
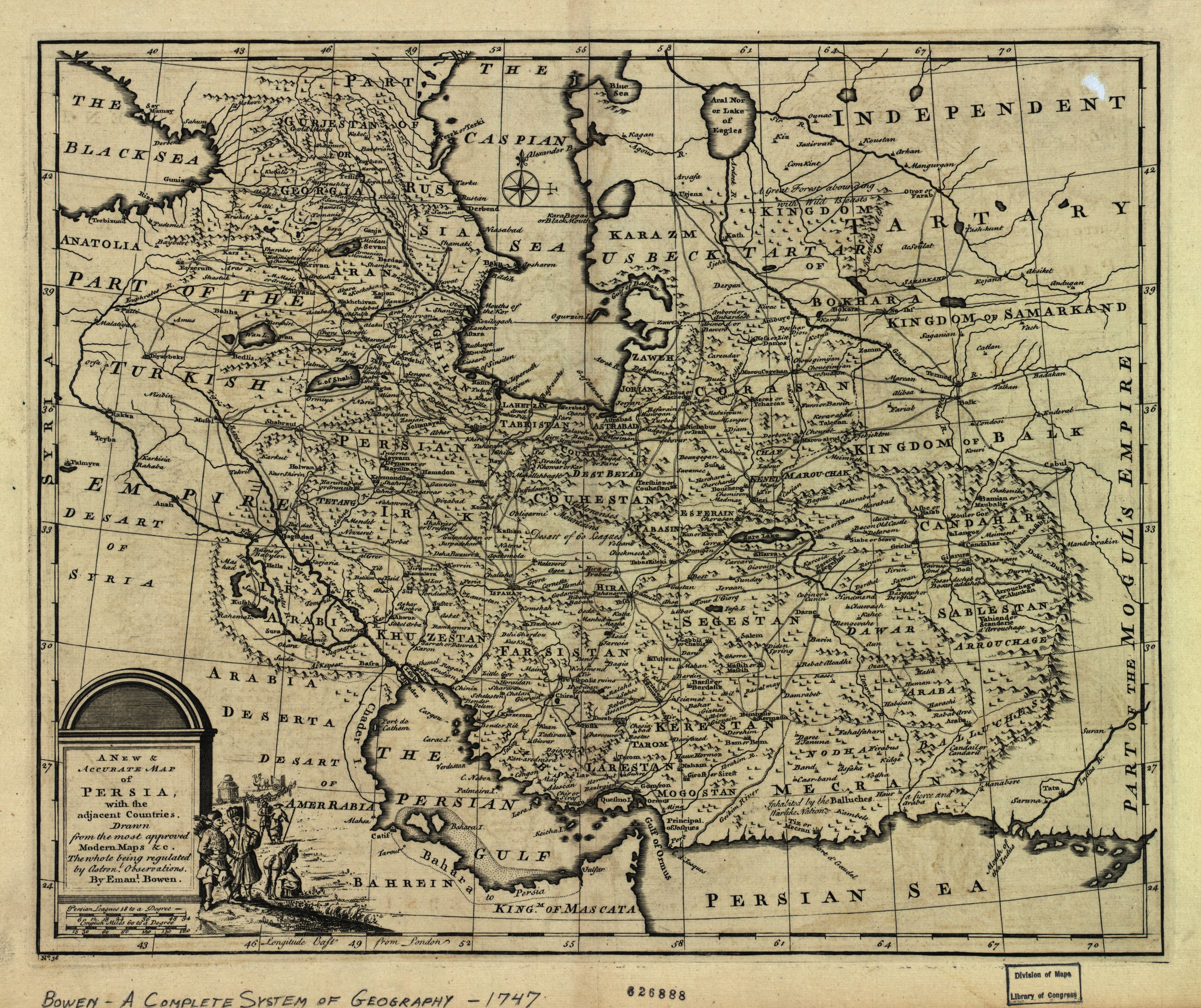
سلسله افشاری (امانوئل بوئن، ۱۱۲۶ خورشیدی)
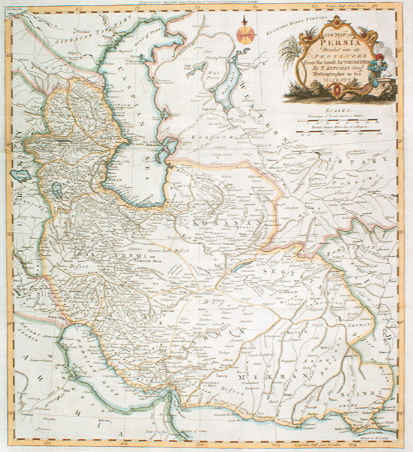
سلسله زندیه (سال ۱۱۶۱ هجری خورشیدی)
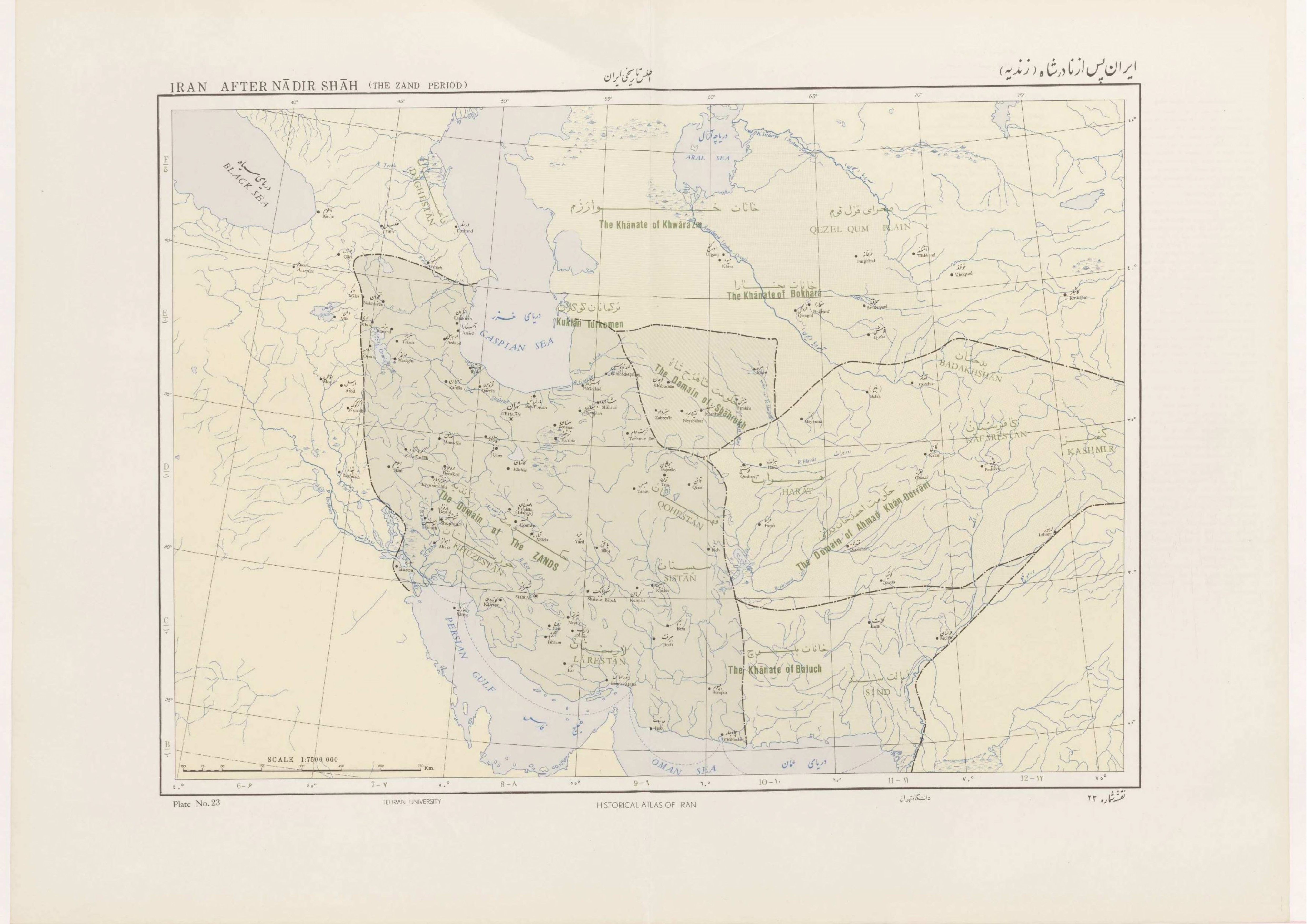
نقشه ایران پس از نادرشاه و سلسله زندیه
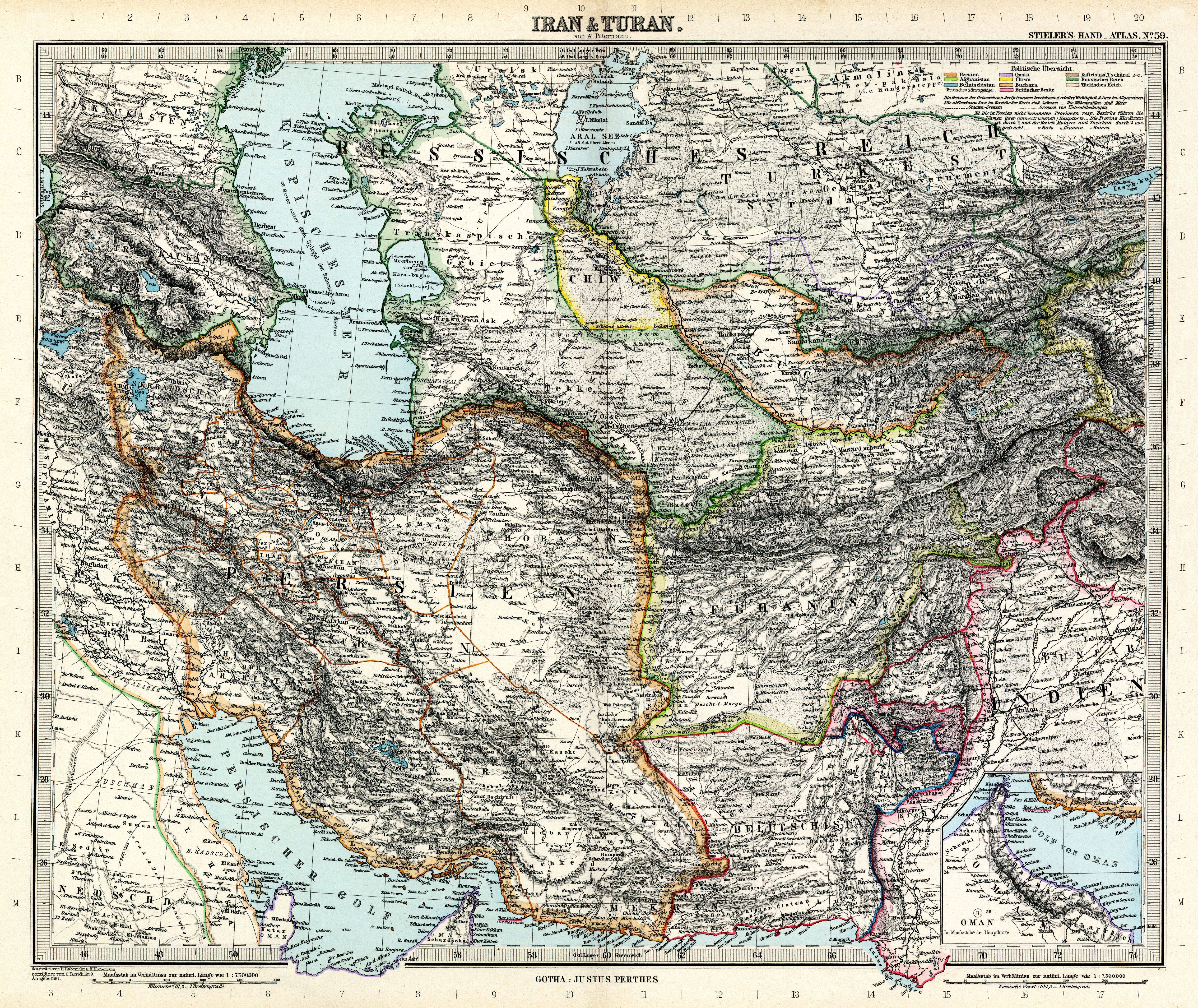
سلسله قاجار (آدولف اشتیلر، ۱۲۷۰ خورشیدی)
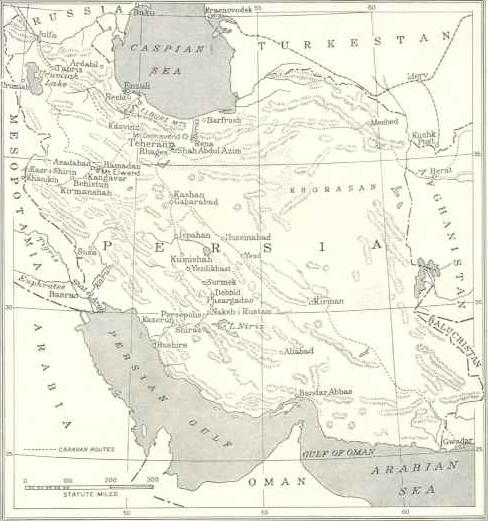
شاهنشاهی پهلوی (سال ۱۳۰۰ هجری خورشیدی)